# Lijst van alumni van de Universiteit van Oxford
Dit overzicht is mogelijk incompleet; u kunt helpen door het uit te breiden.

All Souls College, Oxford

Hieronder is een lijst van bekende alumni van de Universiteit van Oxford. Oxford kent talloze wereldberoemde alumni die veel invloed hebben gehad in de wereldgeschiedenis op allerlei terreinen.
Er studeerden 30 Nobelprijswinnaars, 5 Rolf Schock-prijswinnaars, 3 winnaars van de A.M. Turing Award, één Abelprijswinnaar en één winnaar van de Fieldsmedaille in Oxford. Ook studeerden er 12 winnaars van de Carnegie Medal en een op de vijf Booker Prize-winnaars.
30 premiers van het Verenigd Koninkrijk (waaronder de huidige premier Keir Starmer) en ten minste 54 andere presidenten en premiers (waaronder de huidige presidenten van Ghana en IJsland en premiers van Hongarije en Myanmar) hebben hun studie genoten in Oxford. Het grootste deel van de Britse topambtenaren, diplomaten, ministers en staatssecretarissen komt nog steeds van 'Oxbridge'; er zitten circa 100 'Oxonians' in het Lagerhuis (House of Commons), meer dan 140 in het Hogerhuis (House of Lords) en 8 in het Britse kabinet (2018).
Ook veel edelen en andere leden van vorstelijke families studeerden in Oxford. Hieronder vallen 18 monarchen (waaronder de huidige keizer en keizerin van Japan, koningen van België, Bhutan, Jordanië, Noorwegen en Maleisië en sultans van Perak, Kelantan en Pahang), meer dan 31 prinsen en prinsessen (waaronder de kroonprinsen van Brunei en Japan en kroonprinses van België) en meer dan 188 baronnen, 82 graven, 46 burggraven, 34 hertogen en 19 markiezen van Britse nationaliteit.
Op religieus gebied hebben er meer dan 246 bisschoppen, 89 aartsbisschoppen, 18 kardinalen, 12 heiligen, 10 zaligen en een antipaus in Oxford gestudeerd.
120 alumni van Oxford hebben in totaal 160 Olympische medailles gewonnen.
Fictieve personages die aan Oxford studeerden zijn onder andere Kapitein Haak, Jay Gatsby, Professor X, Gwen Stacy, Lord Peter Wimsey, Scott Tracy, Black Panther, Bertie Wooster, High Evolutionary, Petoetje, Meneer Pheip, Steve Fox, Tom Gijsbrecht en Marietje Pielemans.

## A

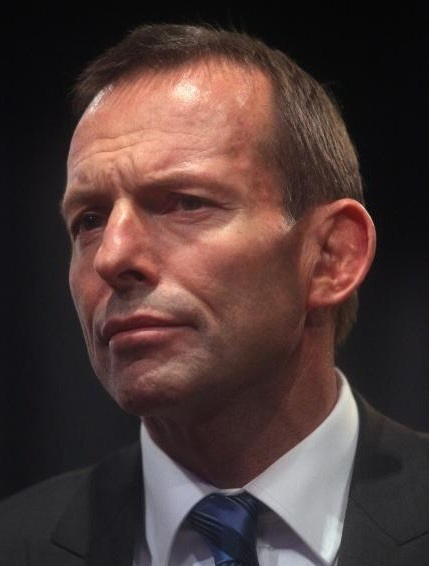
Tony Abbott

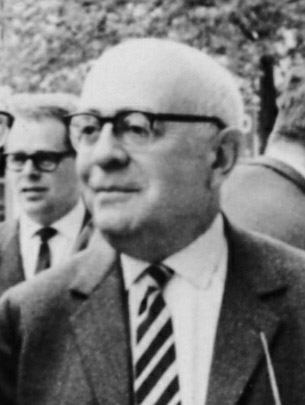
Theodor Adorno

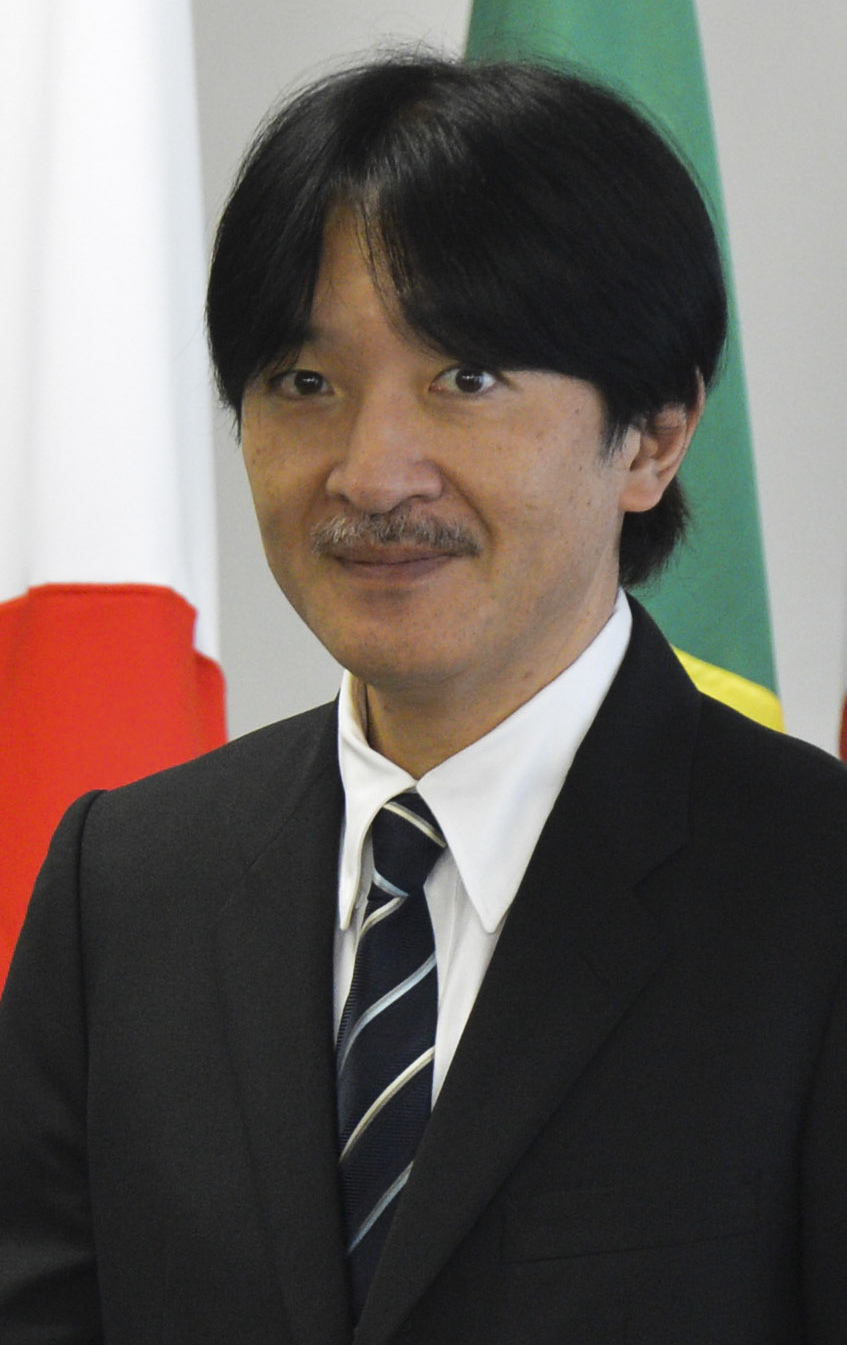
Prins Akishino

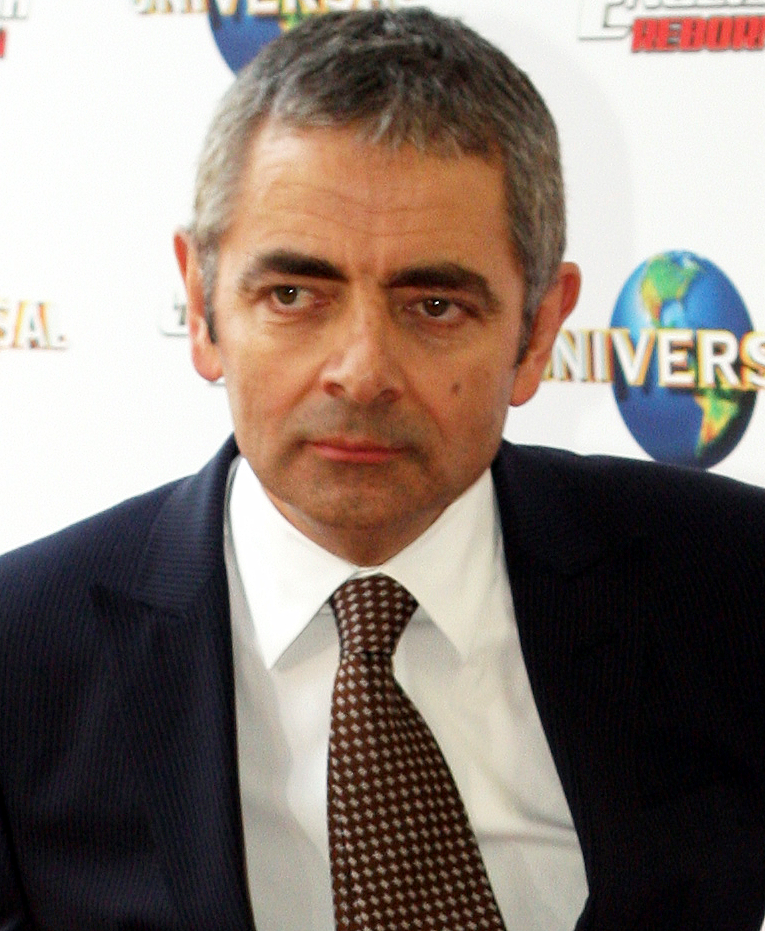
Rowan Atkinson

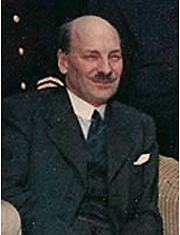
Clement Attlee

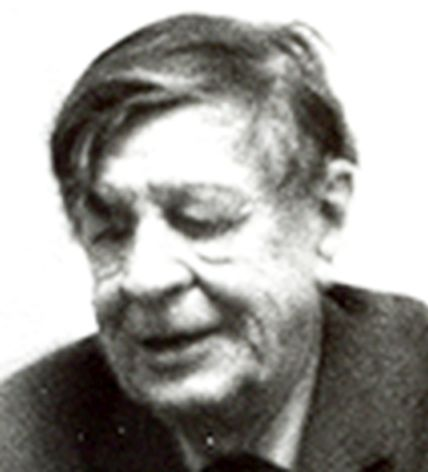
W.H. Auden

- Arthur Aaron
- Tony Abbott
- Anatole Abragam
- Richard Adams
- Donald Adamson
- Henry Addington
- Richard Addinsell
- Joseph Addison
- Paul Addison
- Aravind Adiga
- Theodor Adorno
- Riz Ahmed
- Akishino
- Nana Akufo-Addo
- Leopold van Albany
- Frank Albers
- Yoeri Albrecht
- Tegenpaus Alexander V
- Hilarion Alfejev
- Tariq Ali
- James Allen
- William Allen
- Yigal Allon
- Sixtinus Amama
- Kingsley Amis
- Martin Amis
- Piyasvasti Amranand
- Chris Anderson
- Lindsay Anderson
- Bartholomaeus Anglicus
- James Annesley
- Elizabeth Anscombe
- Anne Applebaum
- John Arbuthnot
- Jeffrey Archer
- David Armstrong
- Karen Armstrong
- Thomas Armstrong
- Edwin Arnold
- Matthew Arnold
- Charles Arnold-Baker
- Elias Ashmole
- Les Aspin
- Anthony Asquith
- Herbert Henry Asquith
- Michael Atiyah
- Rowan Atkinson
- David Attard
- Clement Attlee
- John Aubrey
- W.H. Auden
- Pierre Audi
- John Austin
- Karen Austin
- Wilbert Vere Awdry
- Polycarpus Augin Aydin
- Alfred Ayer

## B

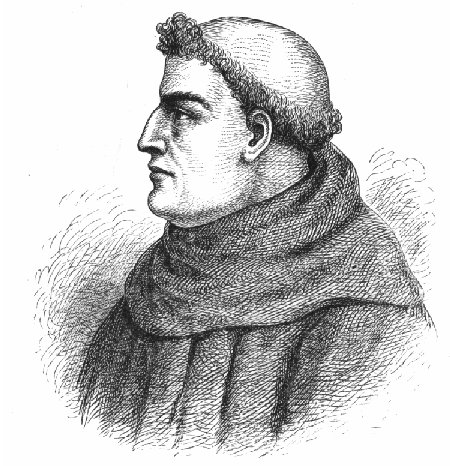
Roger Bacon

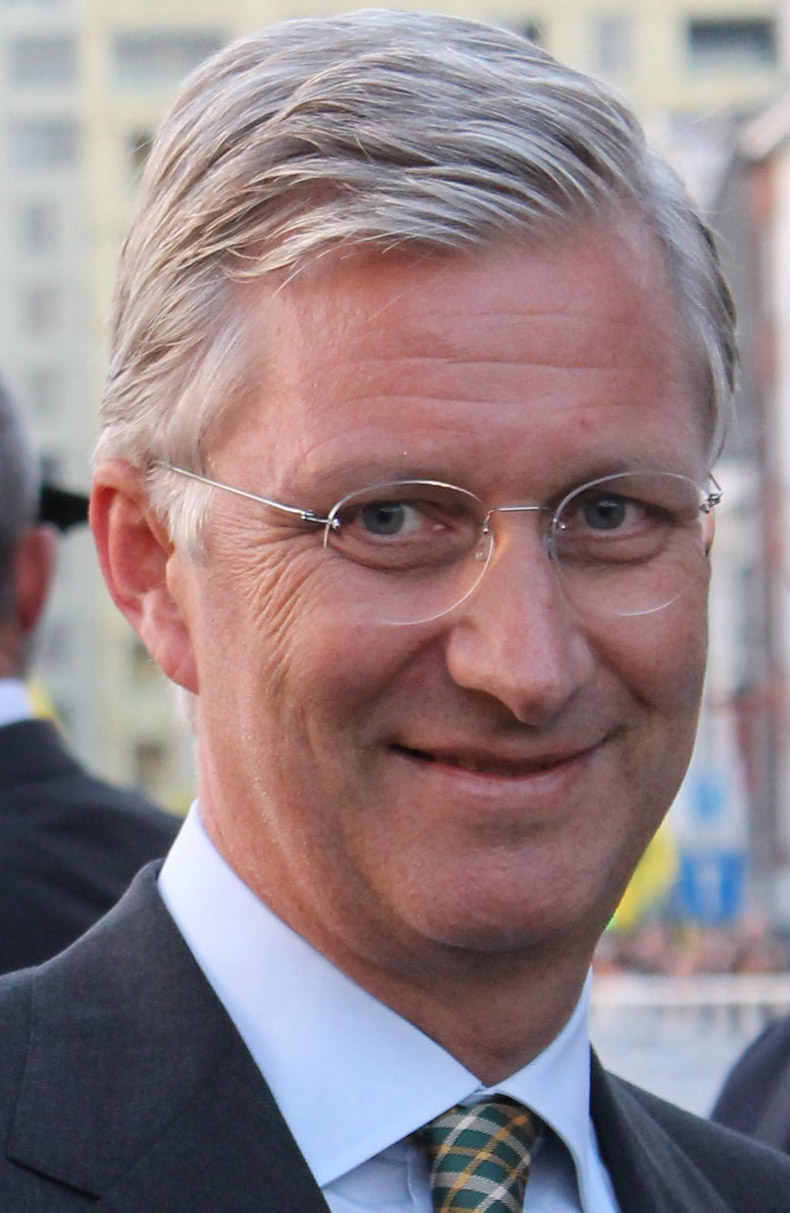
Koning Filip van België

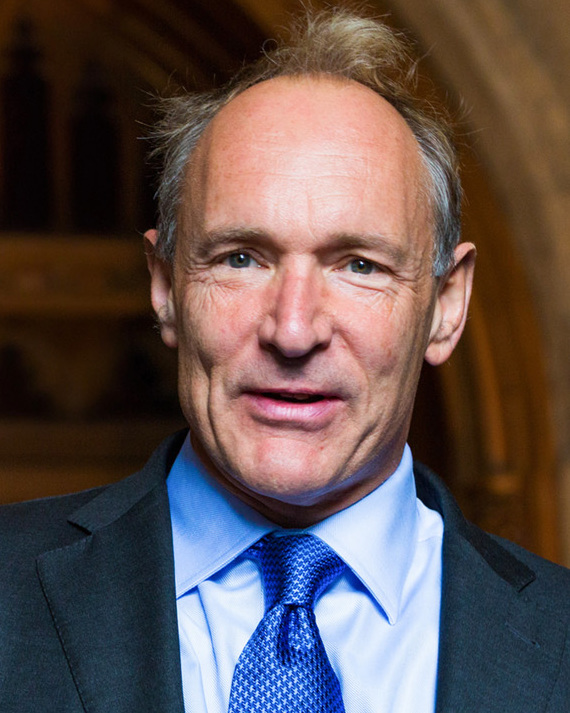
Tim Berners-Lee

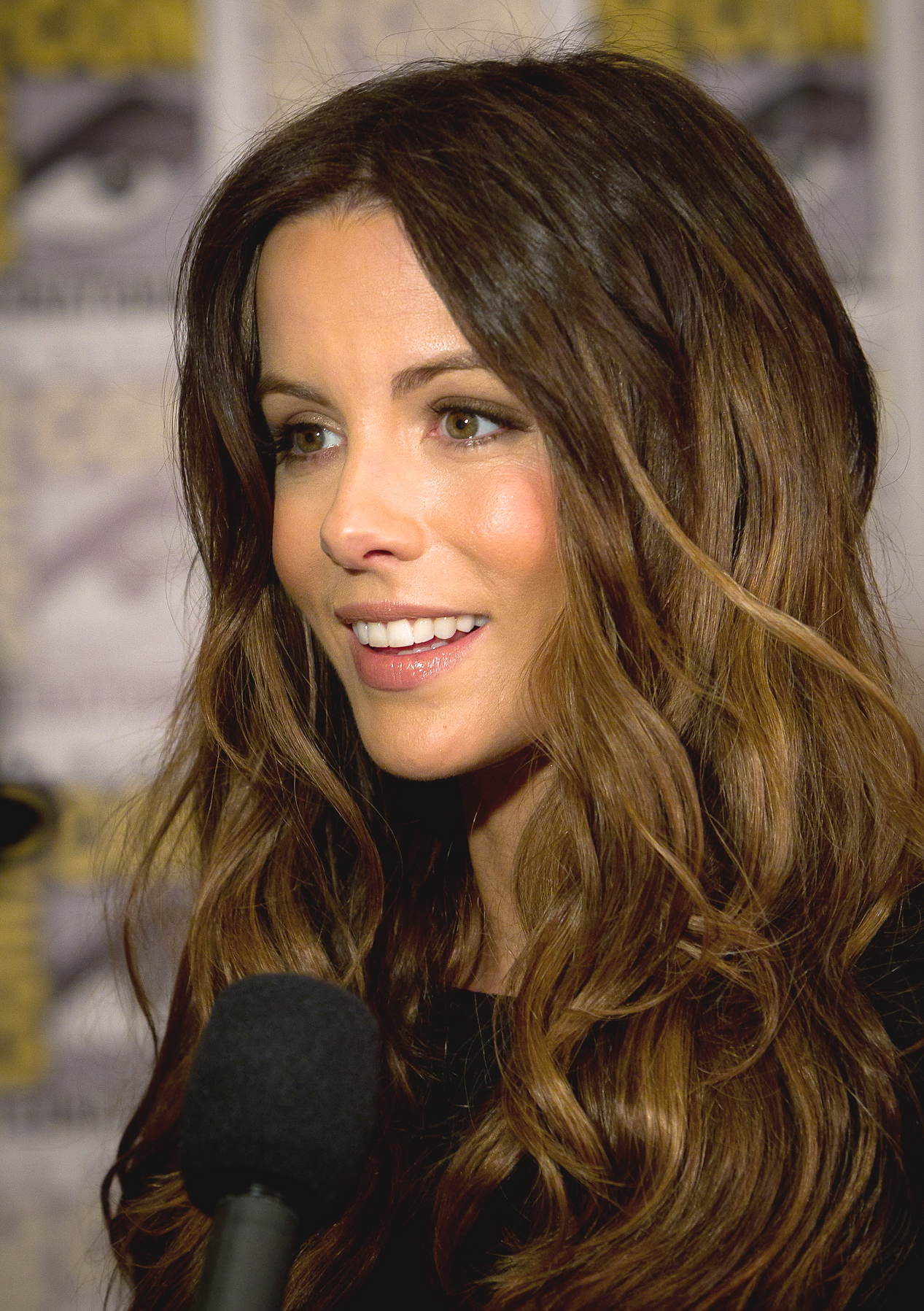
Kate Beckinsale

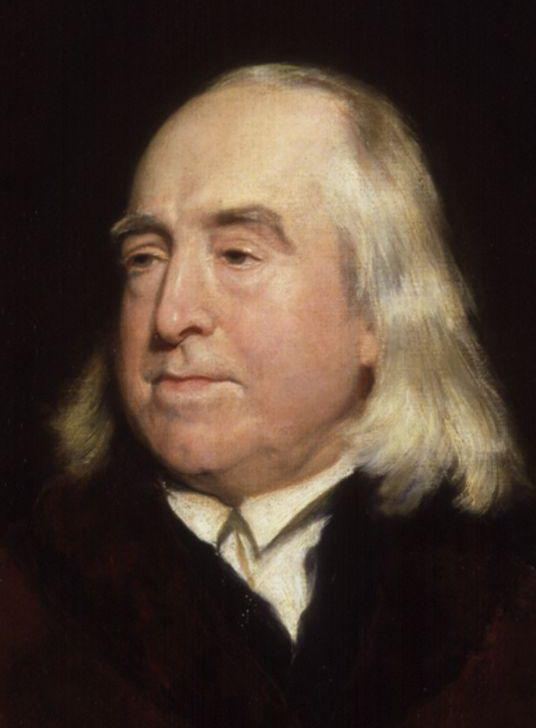
Jeremy Bentham

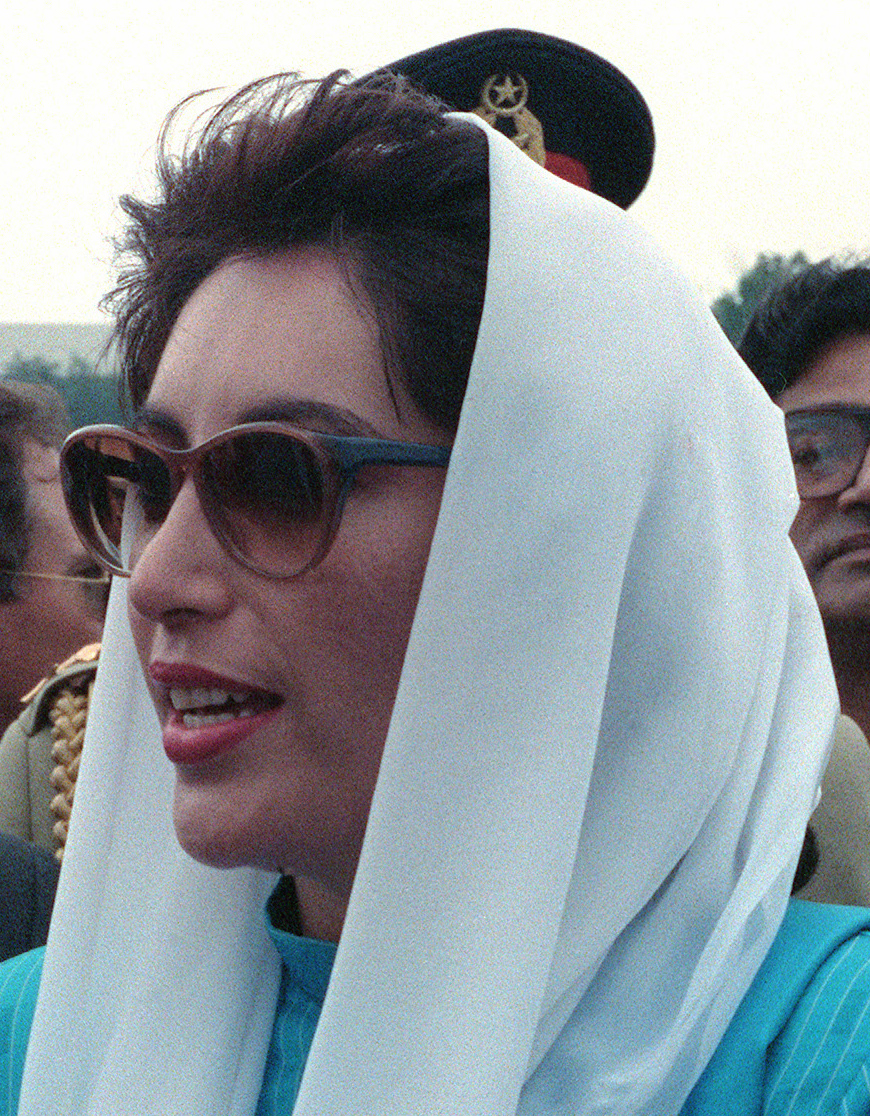
Benazir Bhutto

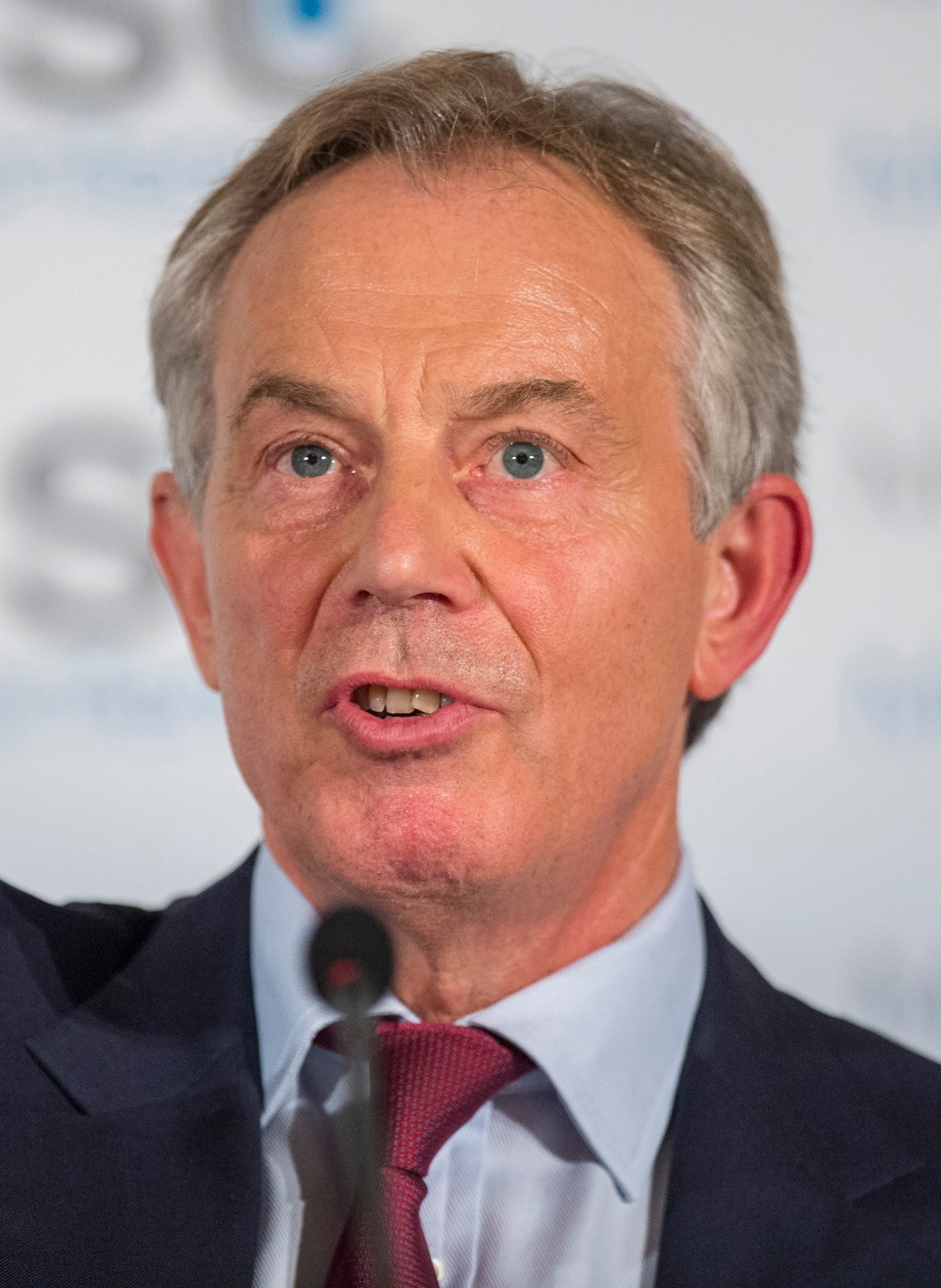
Tony Blair

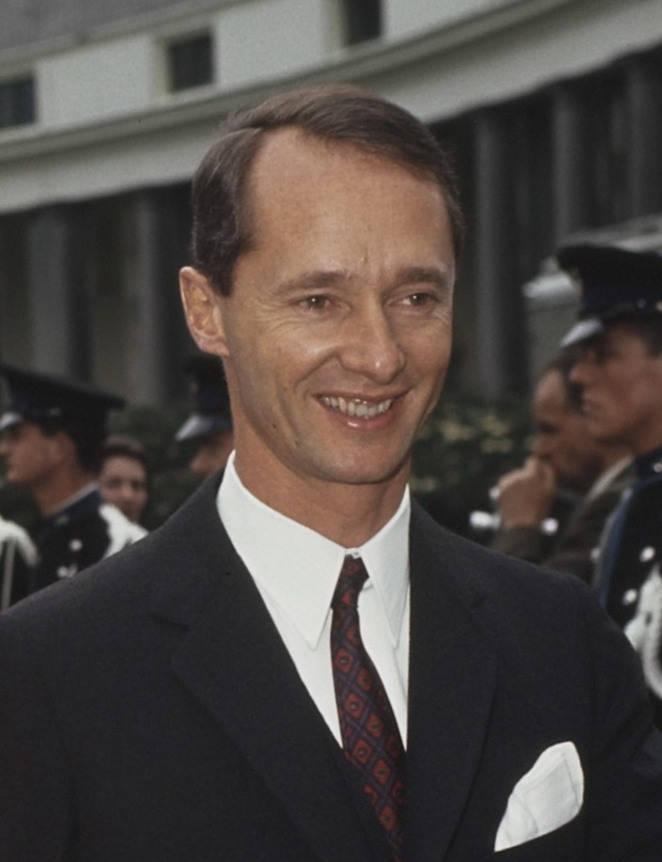
Prins Carel Hugo van Bourbon-Parma

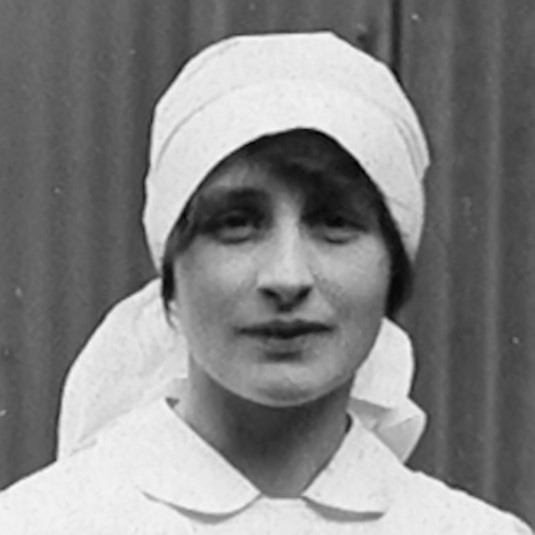
Vera Brittain

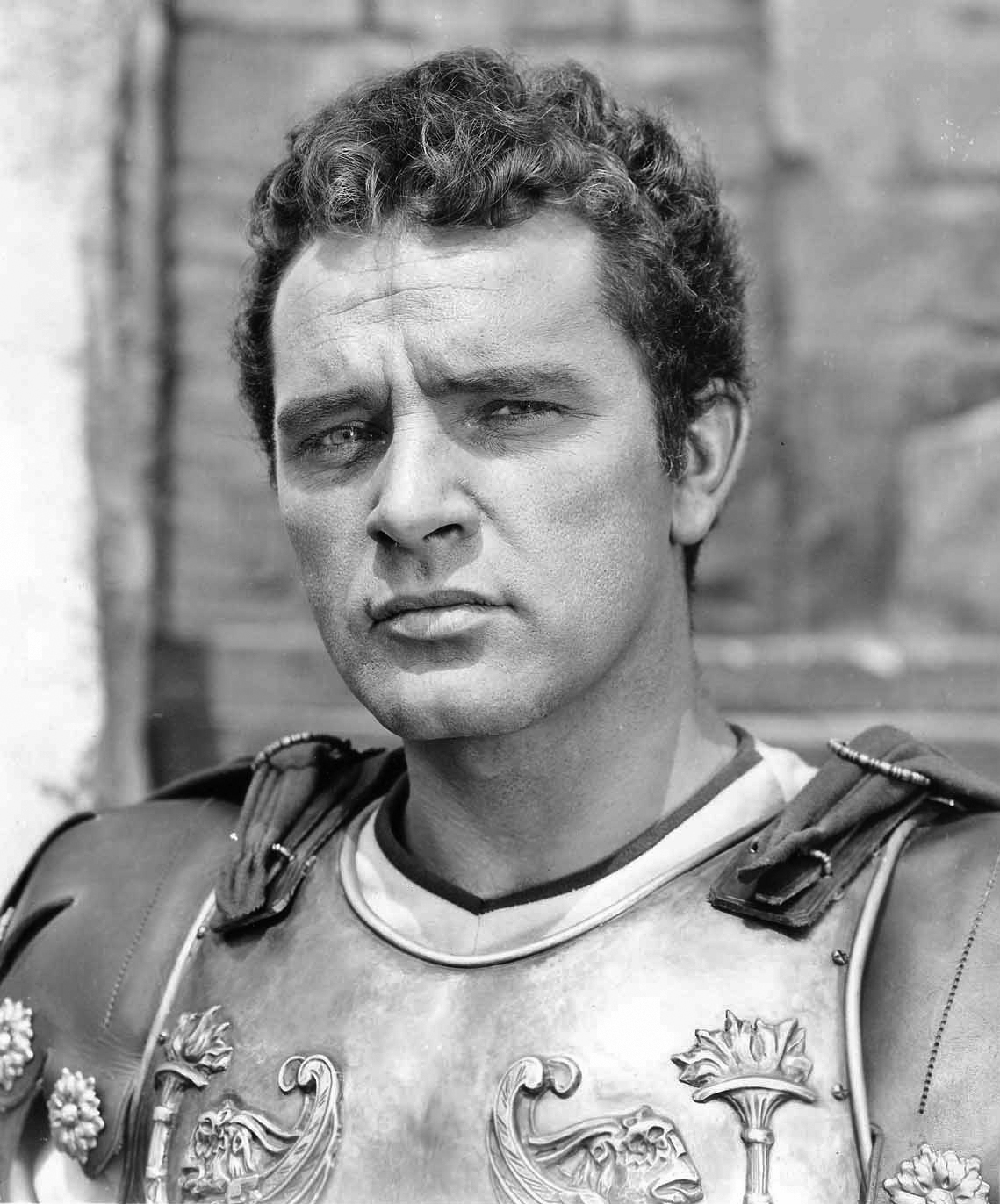
Richard Burton

- Roger Bacon
- Patrick Baert
- Edward Bairstow
- William Baker
- Ed Balls
- Solomon Bandaranaike
- Joseph Banks
- Roger Bannister
- John Barbour
- Owen Barfield
- Theo Barker
- Barnabe Barnes
- Julian Barnes
- Simon Baron-Cohen
- T.A. Barron
- Brian Barry
- William Bayliss
- Kim Christian Beazley
- Kate Beckinsale
- Gavin de Beer
- Max Beerbohm
- Elisabeth van België
- Filip van België
- Francis Jeffrey Bell
- Gertrude Bell
- Hilaire Belloc
- Hercules Bellville
- Peter Benenson
- Tony Benn
- Paul Bennett
- Jeremy Bentham
- Lennox Berkeley
- Isaiah Berlin
- Tim Berners-Lee
- Siân Berry
- Andrew Bertie
- Eve Best
- Íngrid Betancourt
- John Betjeman
- William Beveridge
- Benazir Bhutto
- Zulfikar Ali Bhutto
- Jacques-Marie-Frangile Bigot
- Wilfred Bion
- Anthony Birley
- William Blackstone
- Alan Blaikley
- Tony Blair
- Robert Blake
- William Blencowe
- Nathaniel Bliss
- Emo van Bloemhof
- Philipp Blom
- Reginald Blomfield
- Baruch Samuel Blumberg
- Edmund Blunden
- Edward de Bono
- Cory Booker
- Daniel J. Boorstin
- Richard Booth
- Hendrik Borginon
- Reginald Bosanquet
- Ian Bostridge
- Adrian Boult
- Marjorie Boulton
- Carel Hugo van Bourbon-Parma
- William Boyd
- Francis Herbert Bradley
- James Bradley
- Thomas Bradwardine
- Melvyn Bragg
- Gyles Brandreth
- Nicolas Bratza
- Sydney Brenner
- Stephen Breyer
- Robert Bridges
- Vera Brittain
- Peter Brook
- William Brouncker
- Peter Brown
- Thomas Browne
- Dominic Bruce
- Beau Brummell
- John Buchan
- William Buckland
- John Buckland Wright
- John Bull
- Alan Bullock
- John William Burgon
- Peter Burke
- Edward Burne-Jones
- Charles Burnell
- Richard Burton
- Richard Francis Burton
- Richard de Bury
- Akosua Busia
- Kofi Abrefa Busia
- George Butterworth
- A.S. Byatt

## C

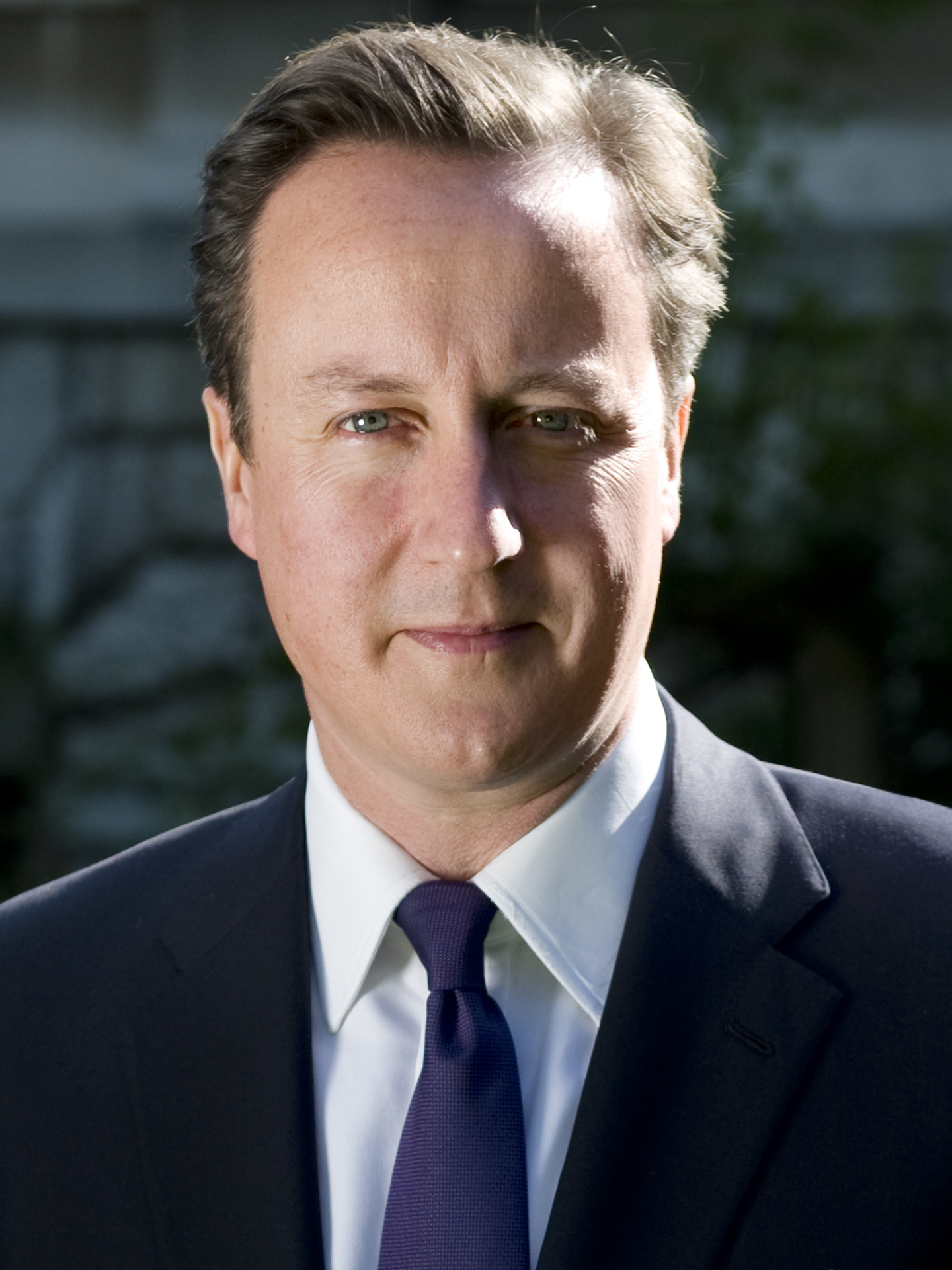
David Cameron

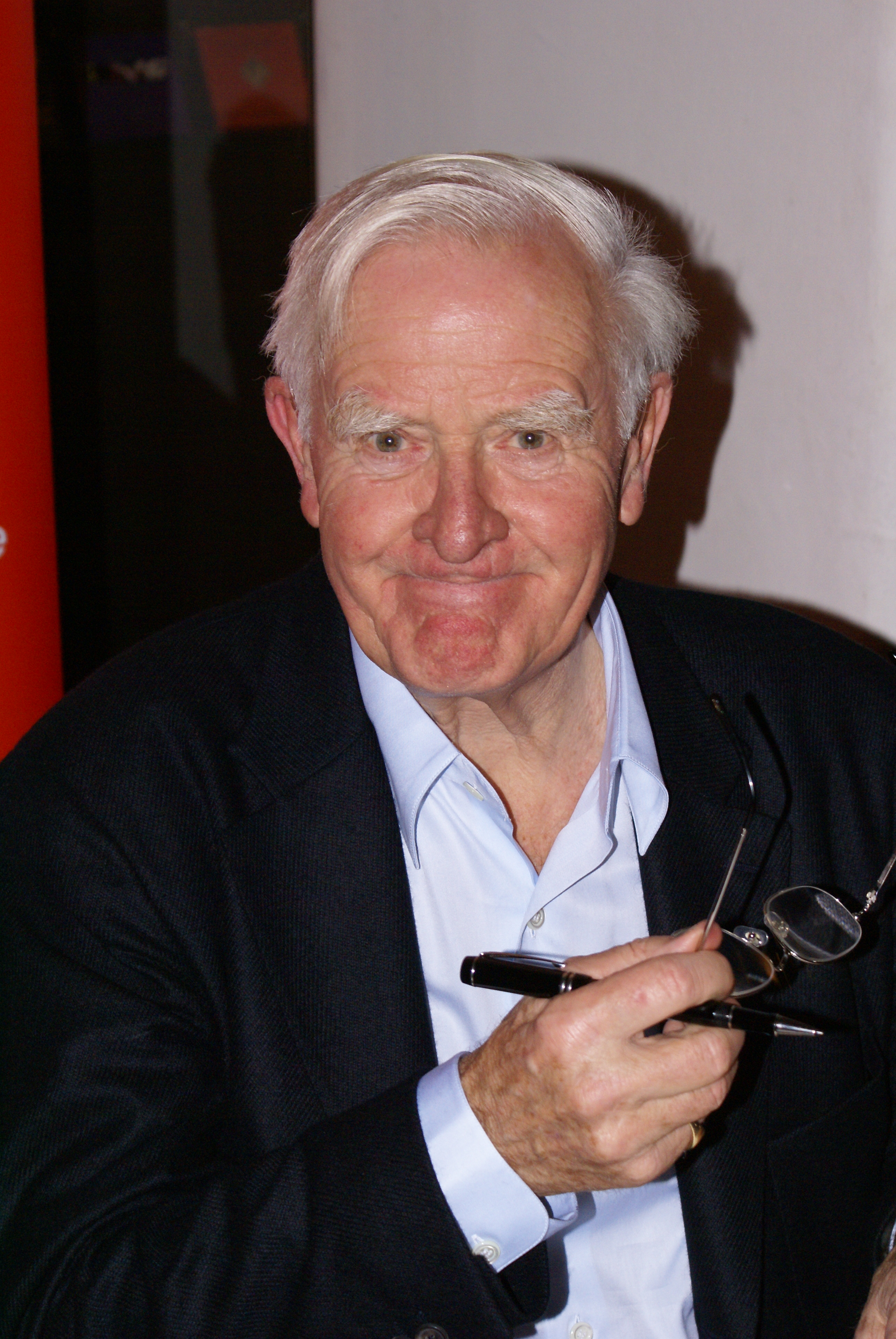
John le Carré

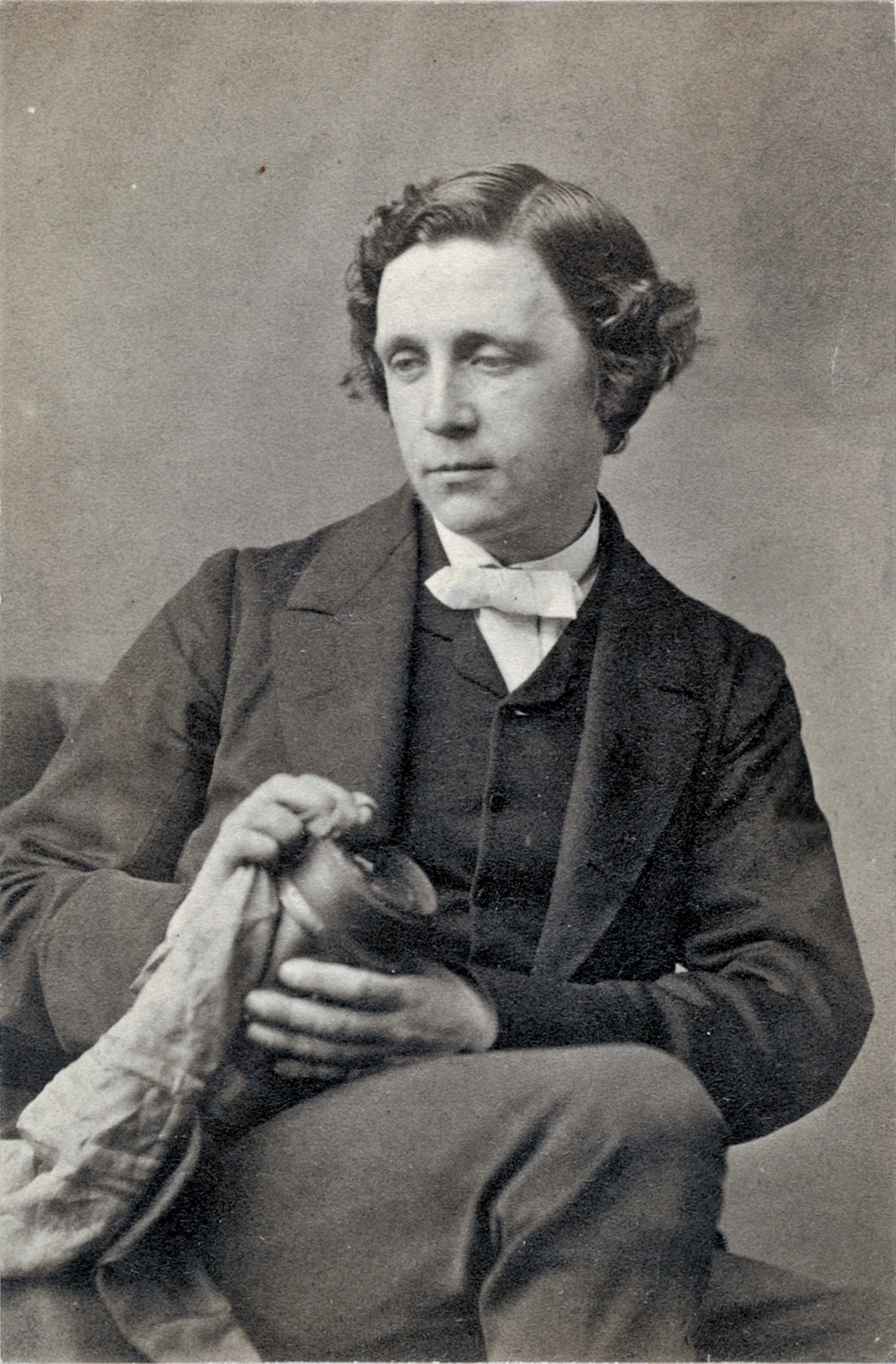
Lewis Carroll

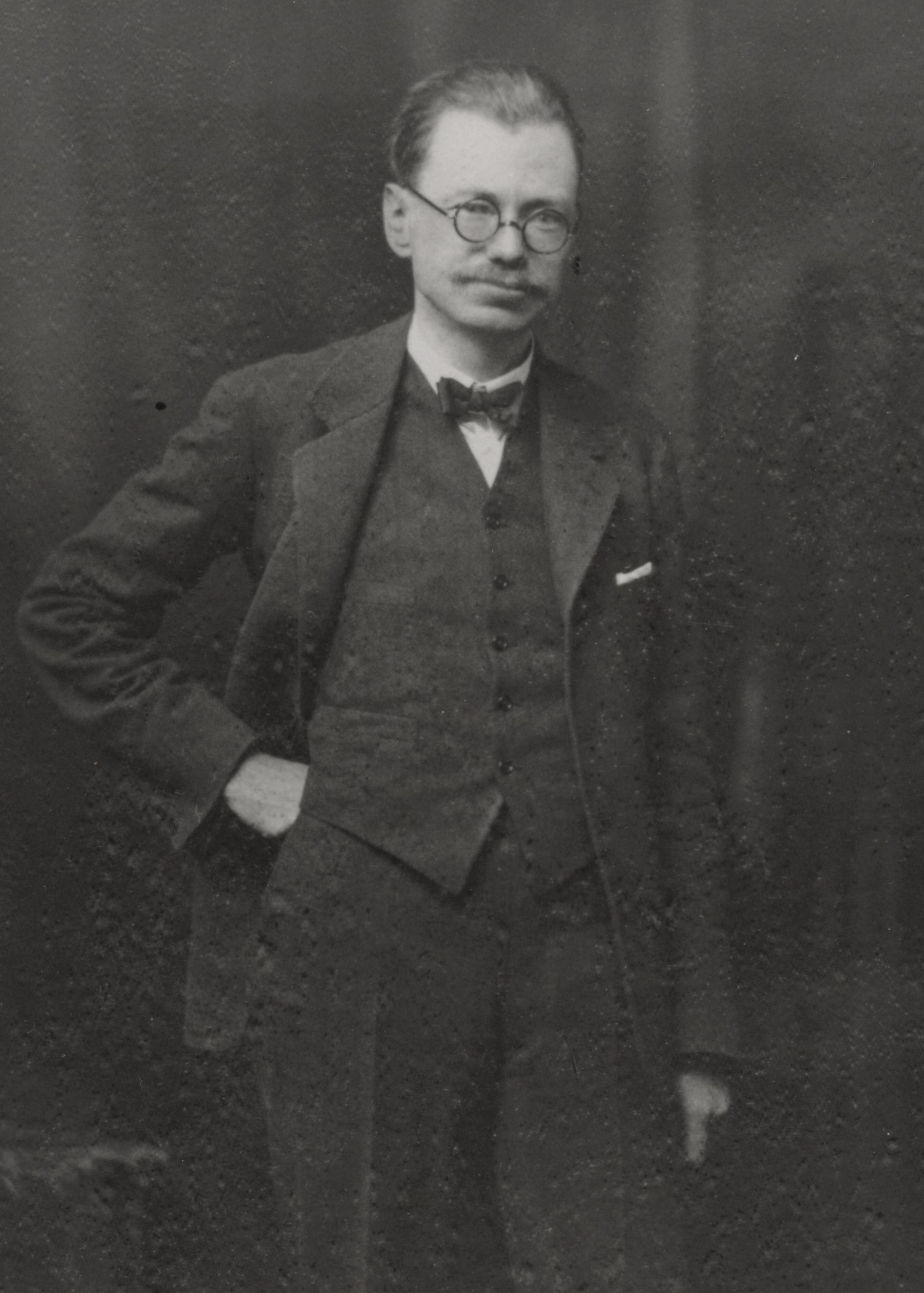
Vere Gordon Childe

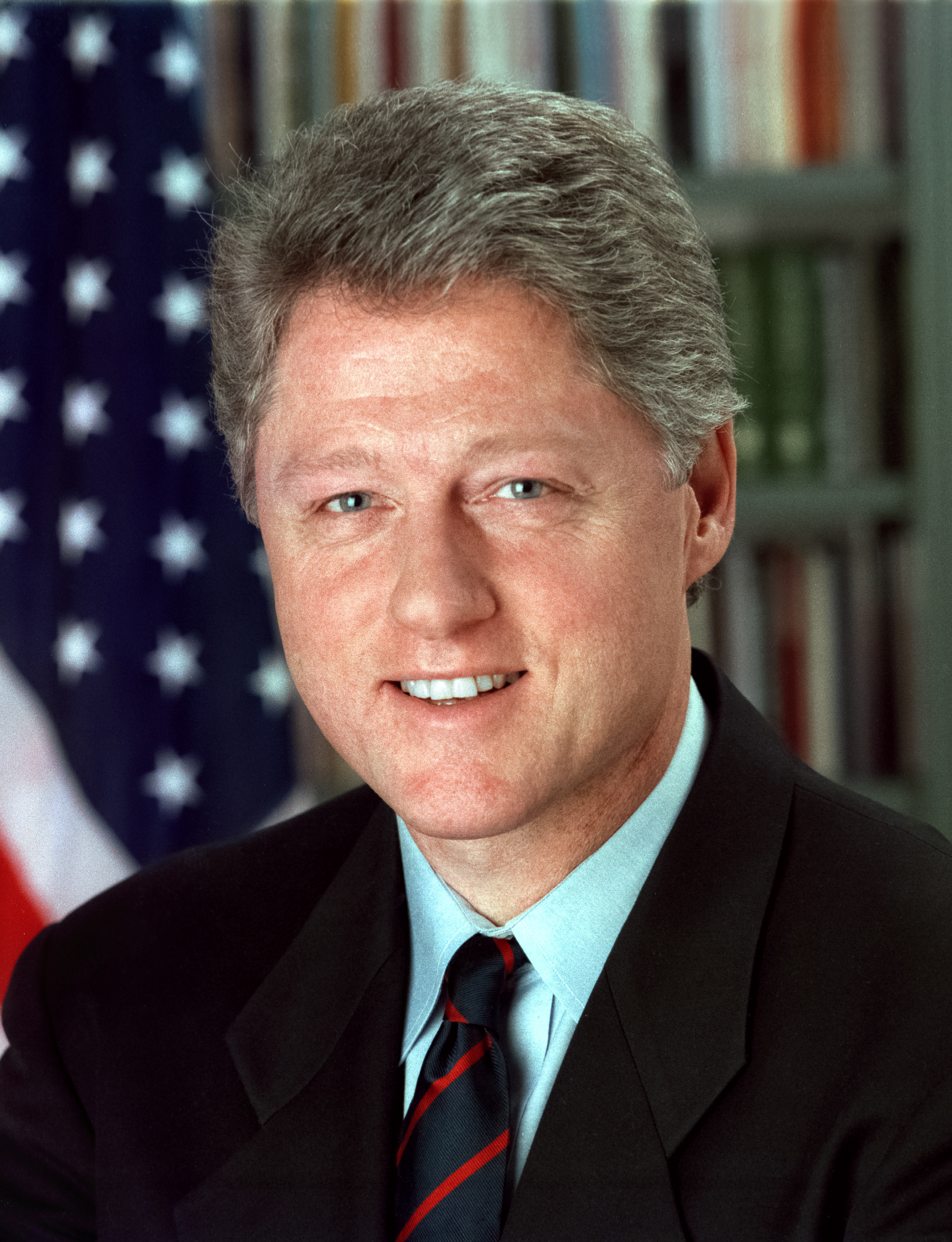
Bill Clinton

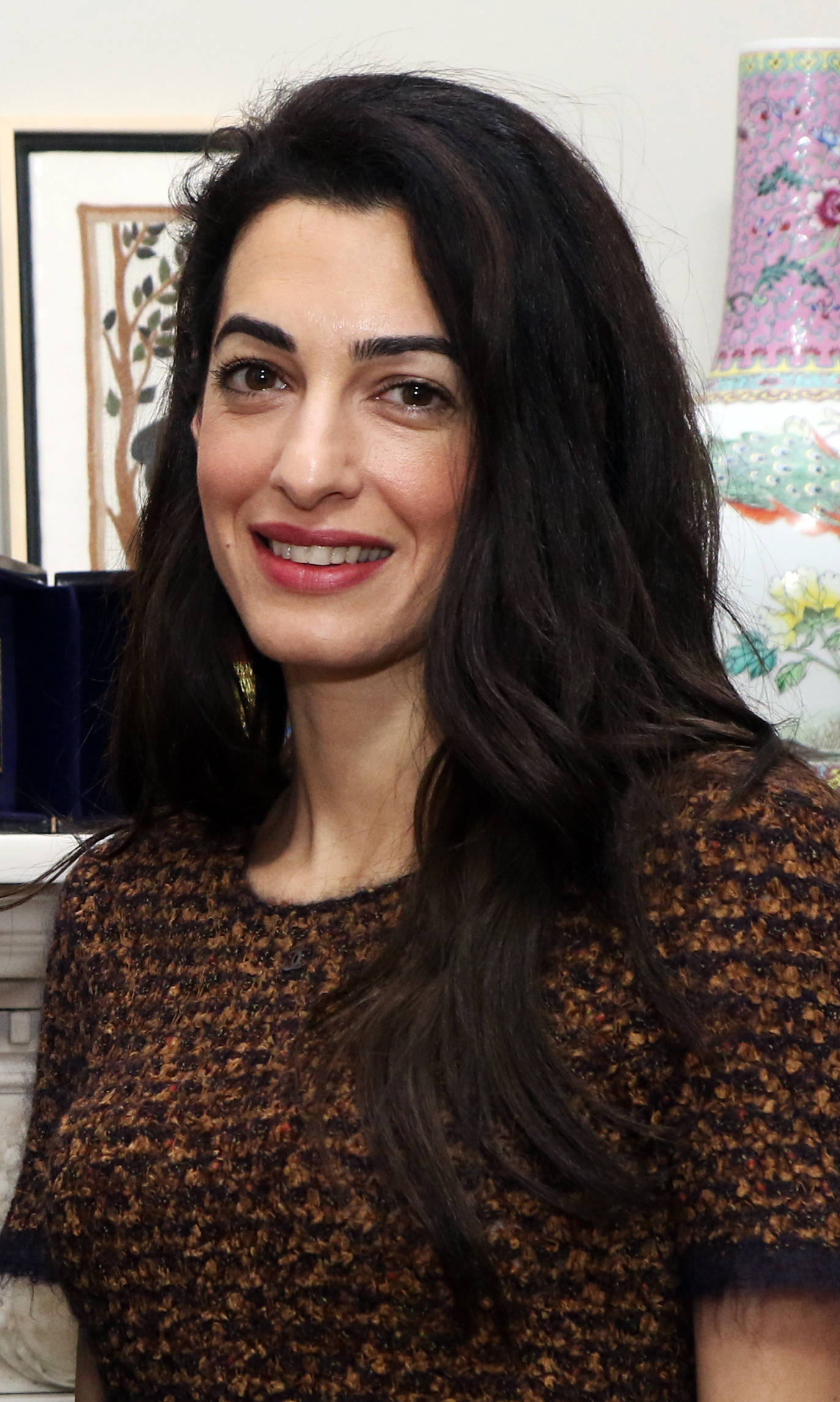
Amal Clooney

- Guido Calabresi
- Alan Cameron
- David Cameron
- Colin Campbell
- Edmund Campion
- George Canning
- Thomas Carew
- Dudley Carleton
- Humphrey Carpenter
- John le Carré
- Lewis Carroll
- Adrian Carton de Wiart
- Edmund Cartwright
- Jane Casey
- William Henry Cavendish-Bentinck
- Edmund Clerihew Bentley
- Robert Cecil
- David Chalmers
- Gemma Chan
- George Chapman
- Vera Chapman
- Noel Chavasse
- Martin Cheek
- Vere Gordon Childe
- David Christian
- Philip Christison
- Patricia Churchland
- Wesley Clark
- Stephen Clarke
- Susanna Clarke
- Hervey Cleckley
- Bill Clinton
- Amal Clooney
- Edgar F. Codd
- Thomas Coke
- Hartley Coleridge
- Paul Collier
- Robin George Collingwood
- William Collins
- Bernard Connolly
- Robert Conquest
- Henry Compton
- Spencer Compton
- Cyril Connolly
- William Conybeare
- Ed Coode
- Anthony Ashley Cooper (1621-1683)
- Anthony Ashley Cooper (1801-1885)
- Edward Joshua Cooper
- Susan Cooper
- Yvette Cooper
- Charles Cornet d'Elzius
- John Cornforth
- Denis Cosgrove
- Anneke le Coultre-Foest
- Heather Couper
- William Courtenay
- Alex Cox
- Edwina Currie
- Adam Curtis
- Richard Curtis
- George Curzon
- José Cutileiro

## D

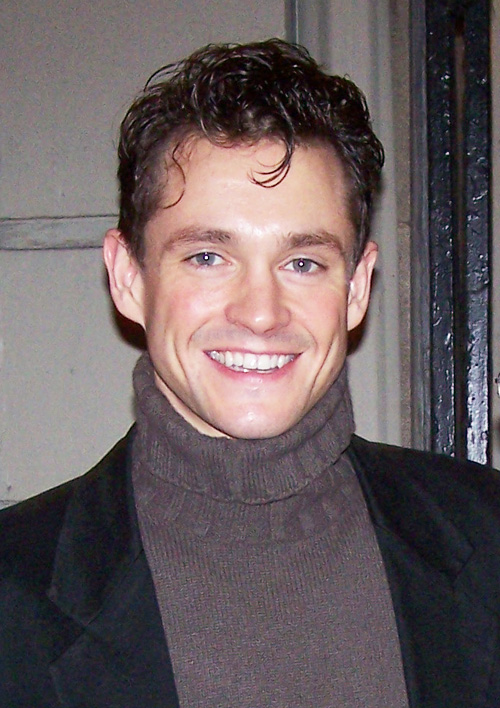
Hugh Dancy

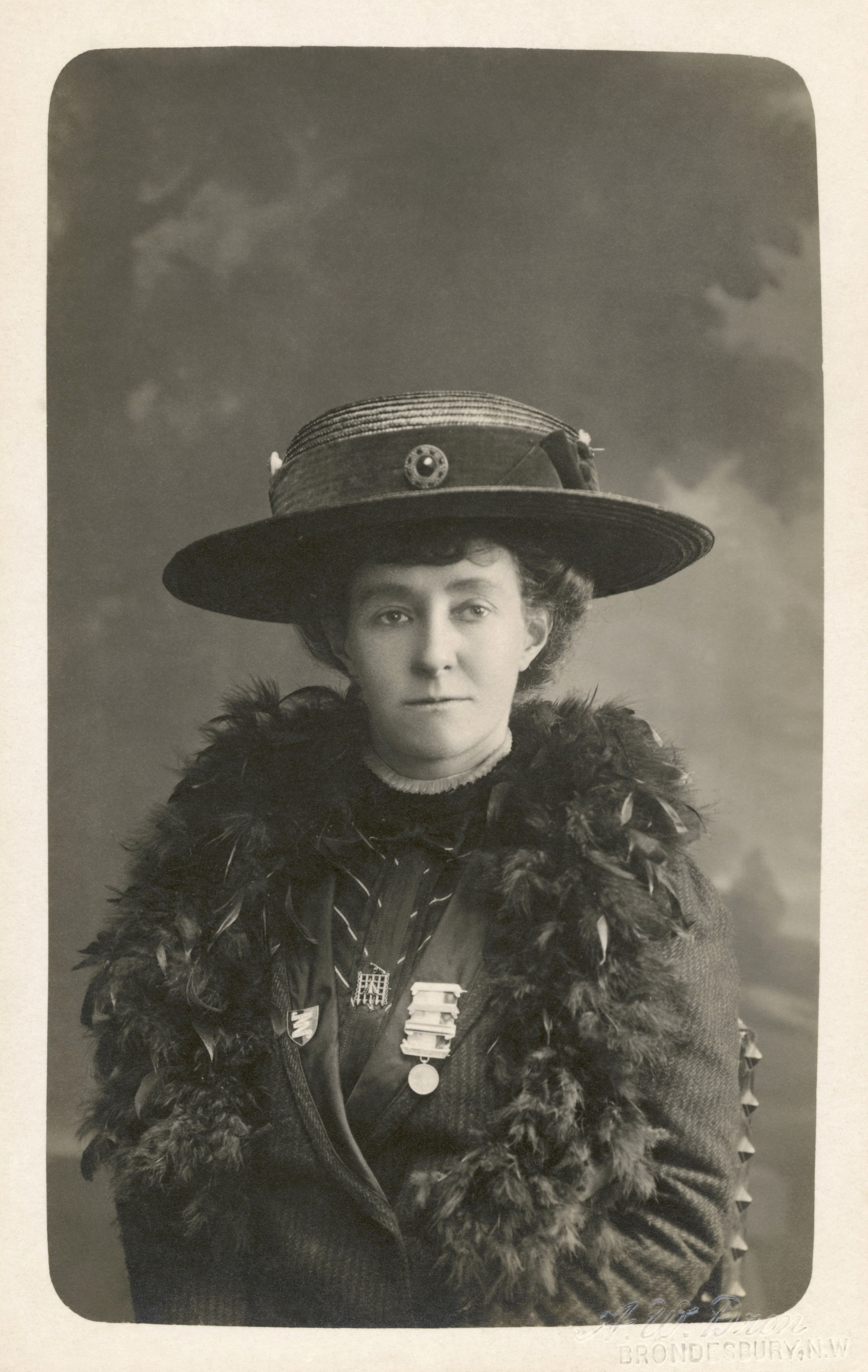
Emily Davison

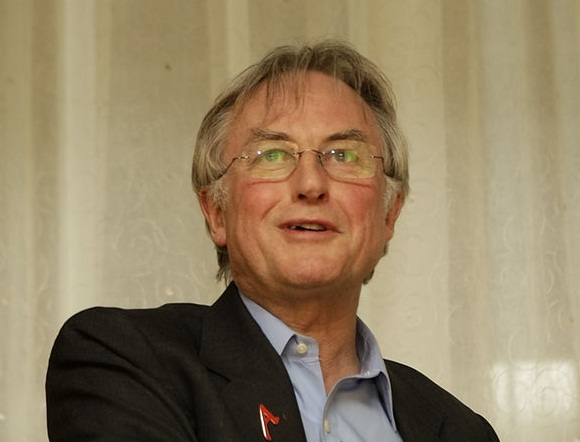
Richard Dawkins

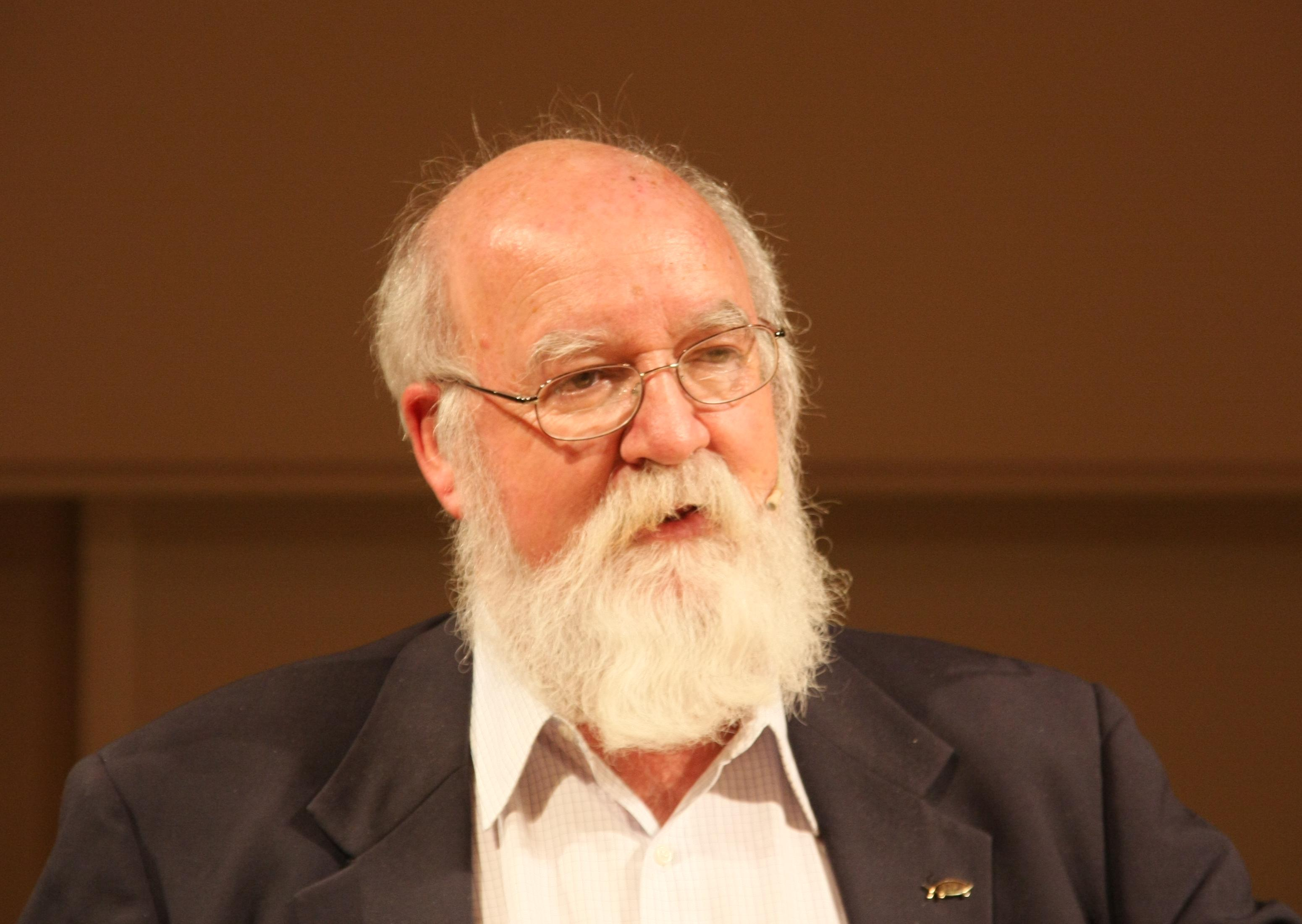
Daniel Dennett

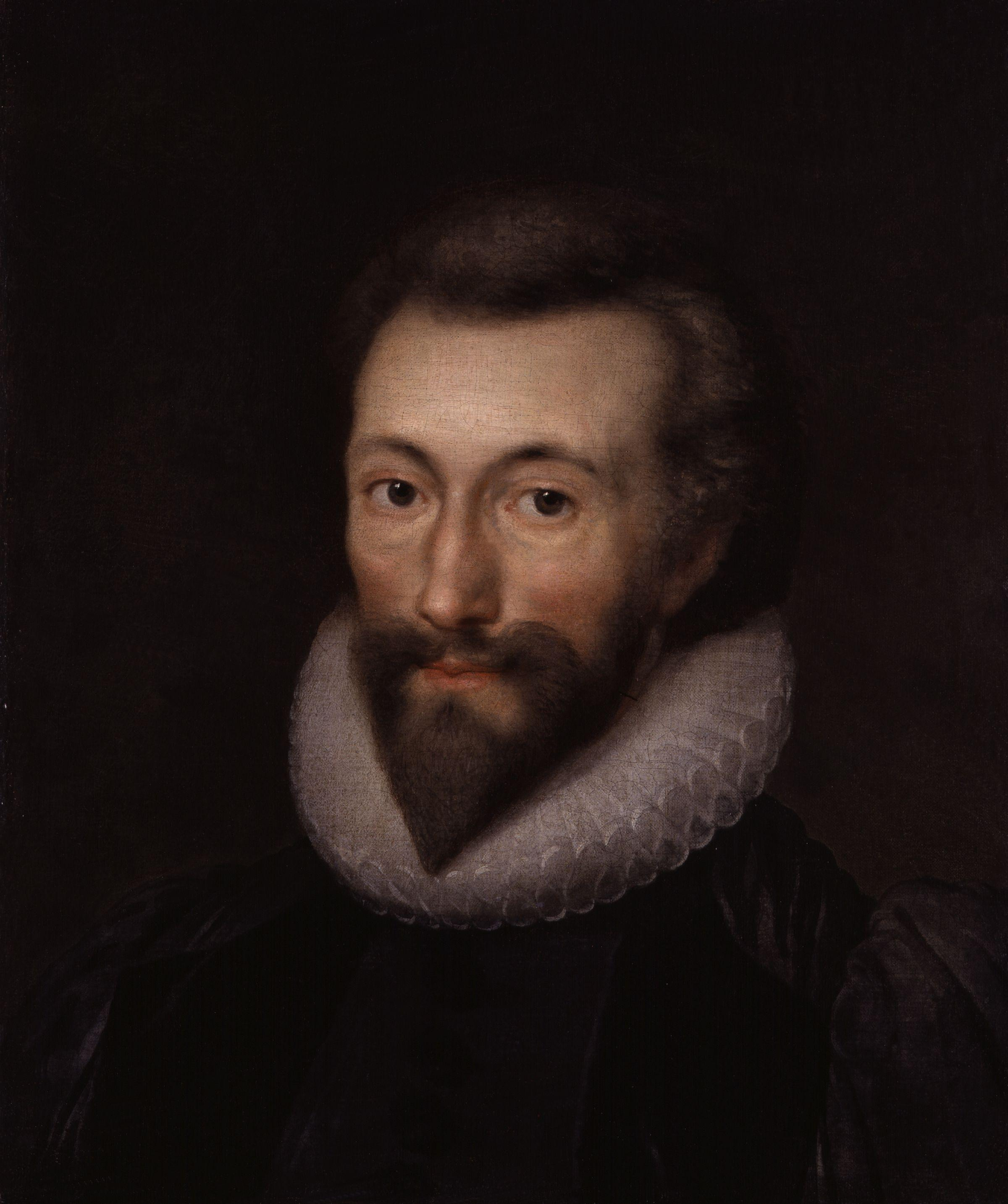
John Donne

- Ivo Daalder
- Ralf Dahrendorf
- Hugh Dancy
- Samuel Daniel
- Joseph Eric D’Arcy
- Robert Darnton
- William Davenant
- Edgeworth David
- Alan Davidson
- John Davies
- Emily Davison
- Richard Dawkins
- Christopher Dawson
- Thomas Day
- Cecil Day-Lewis
- Angus Deayton
- Arthur Dee
- John Denham
- Daniel Dennett
- John Theophilus Desaguliers
- Francis Dessain
- David Deutsch
- Leonard Digges
- Richard Watson Dixon
- Michael Dobbs
- Simon Donaldson
- Jean Dondelinger
- John Donne
- Alfred Douglas
- Mary Douglas
- Alec Douglas-Home
- William Sholto Douglas
- Kenneth Dover
- John Dowland
- Ernest Dowson
- Tom Driberg
- Henry Drummond
- John Dumbleton
- Michael Dummett
- Robin Dunbar
- Patrick Duncan
- Johannes Duns Scotus
- Ronald Dworkin

## E

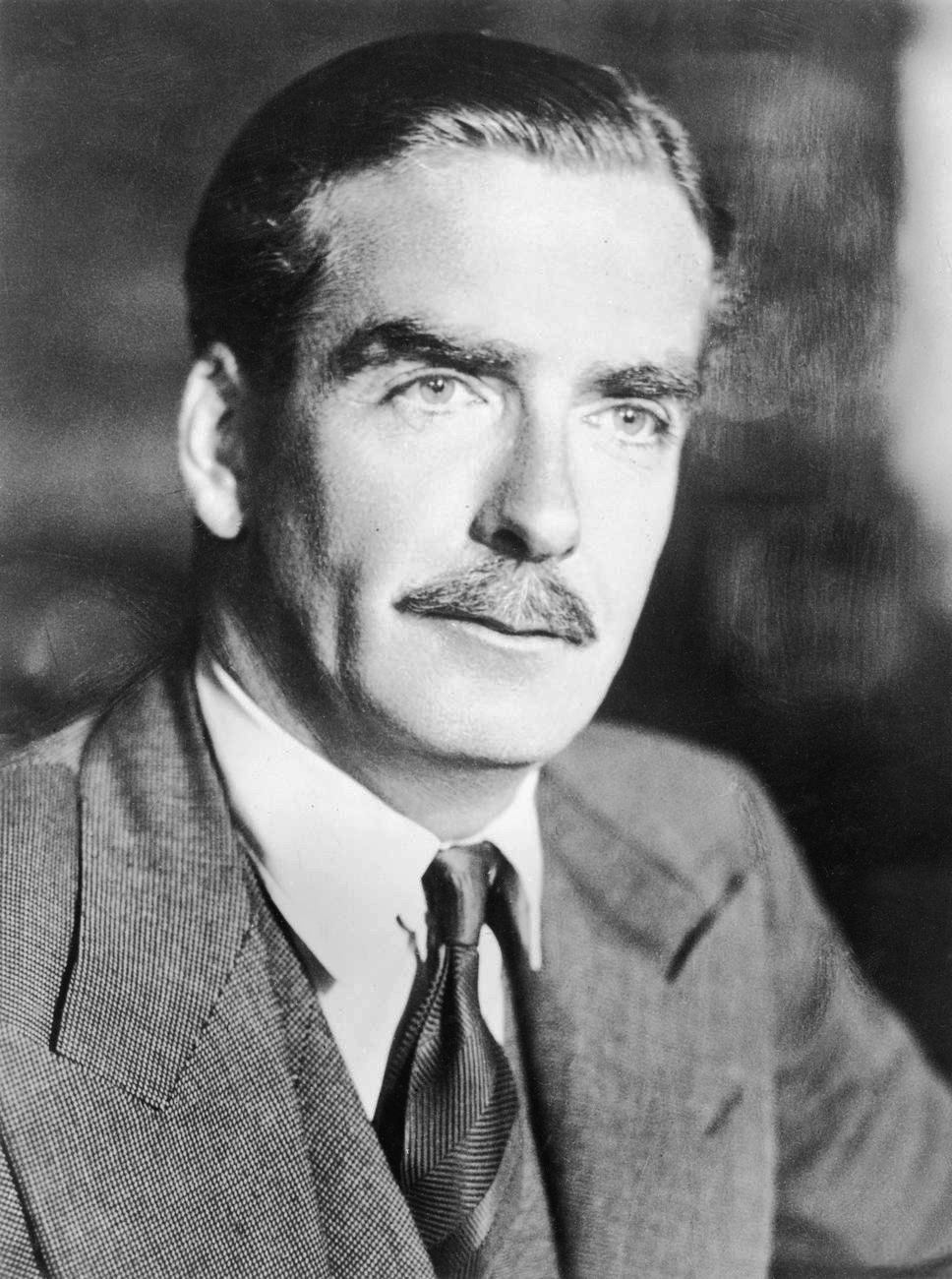
Anthony Eden

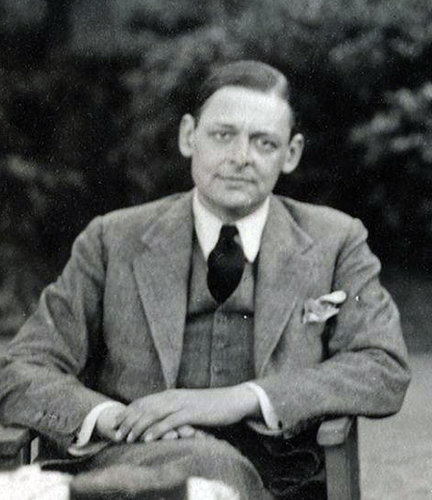
T.S. Eliot

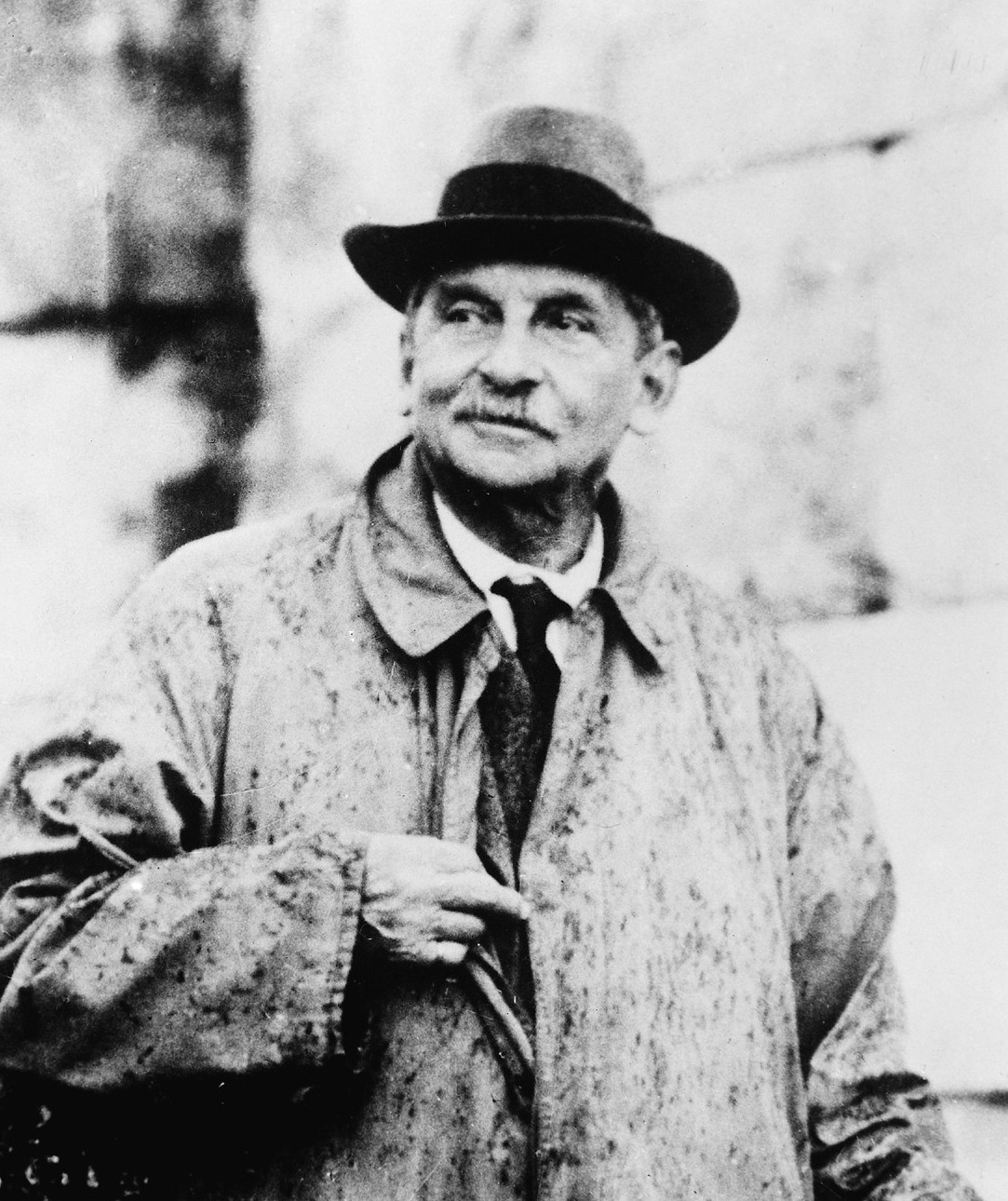
Arthur John Evans

- Eddie Eagan
- William Makram Ebeid
- John Eccles
- Eric Rucker Eddison
- Anthony Eden
- Francis Ysidro Edgeworth
- Richard Lovell Edgeworth
- Hugh Edwards
- Shoghi Effendi
- Gerritjan Eggenkamp
- Lisa Eichhorn
- Andrew Eldritch
- T.S. Eliot
- Gilbert Elliot-Murray-Kynynmound
- Stephen Ellis
- Thomas Elyot
- Hendrik V van Engeland
- Alfred Enoch
- Jose Escaler
- Arthur John Evans
- Gareth Evans
- Edward Evan Evans-Pritchard
- Walter Evans-Wentz
- John Evelyn

## F

Niall Ferguson

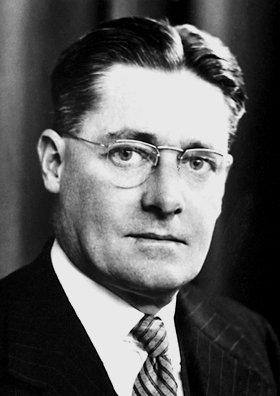
Howard Florey

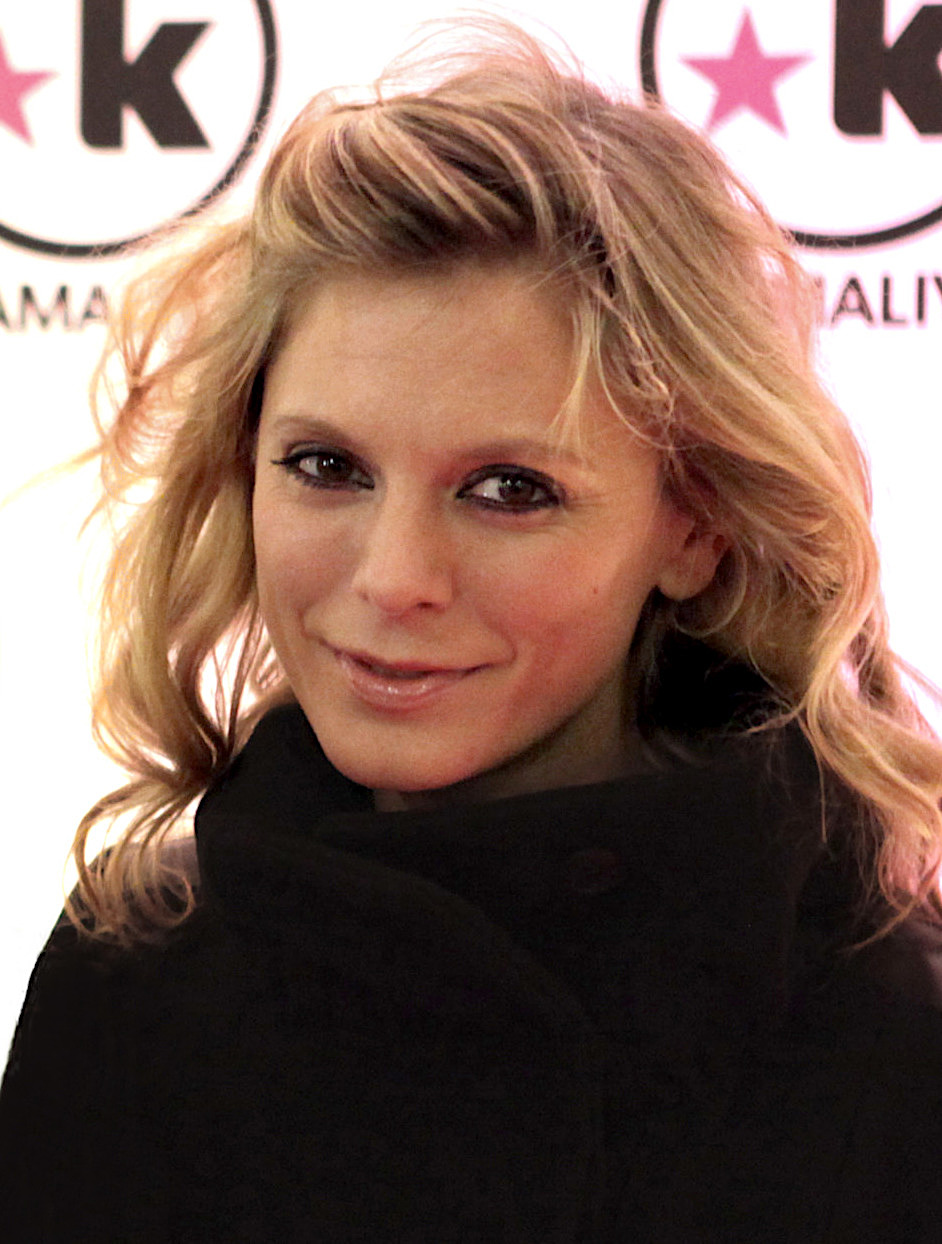
Emilia Fox

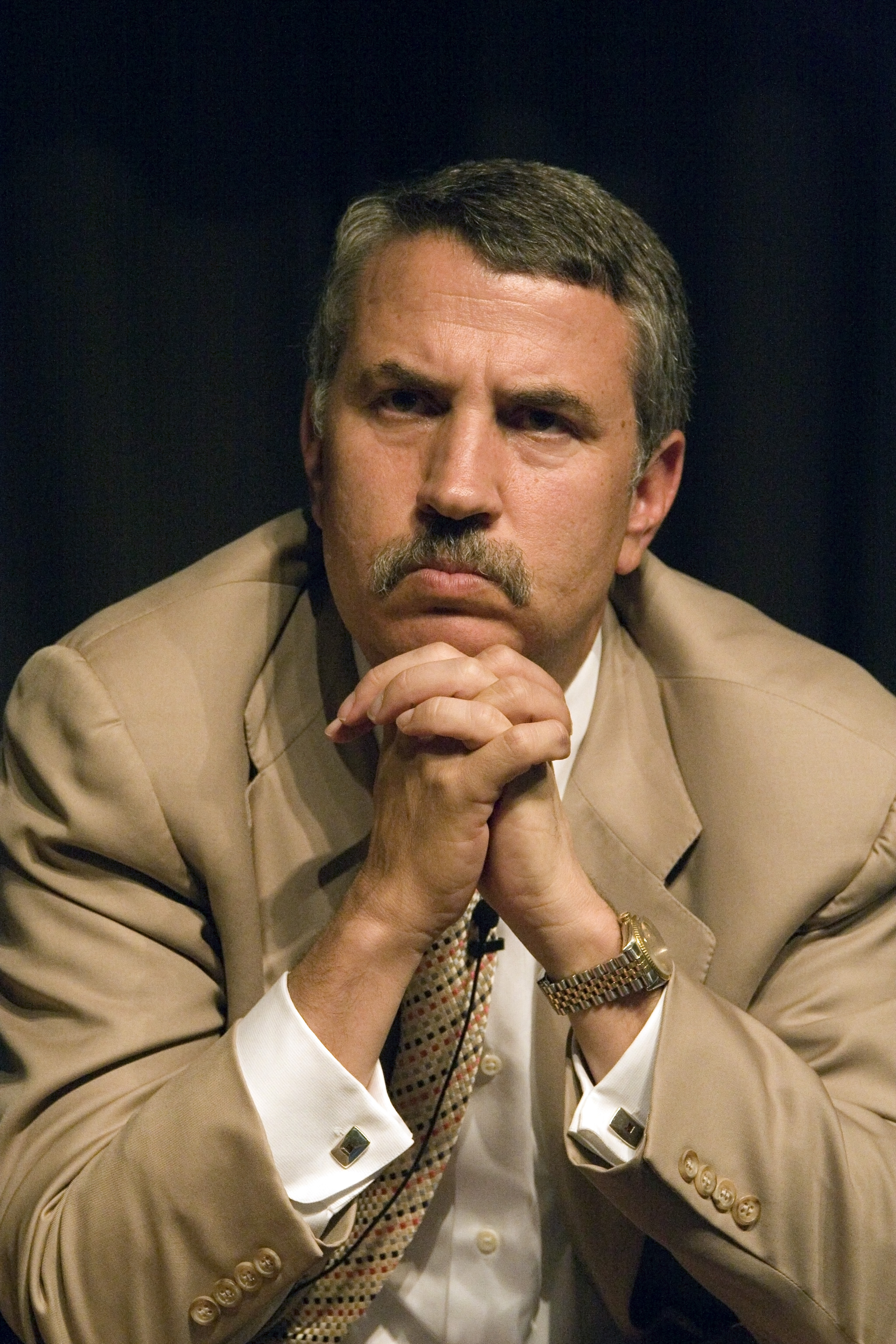
Thomas Friedman

- U.A. Fanthorpe
- Giles Farnaby
- Reginald Farrer
- Ronan Farrow
- Robert Fayrfax
- Russ Feingold
- Niall Ferguson
- Felipe Fernández-Armesto
- Helen Fielding
- Zlata Filipović
- Bram Fischer
- Anthony Fisher
- Herbert Fisher
- Edward FitzGerald
- Sheila Fitzpatrick
- James Elroy Flecker
- David Fleming
- Antony Flew
- Howard Florey
- Robert Fludd
- Jerry Fodor
- John Ford
- Tim Foster
- John Fowles
- Emilia Fox
- Peter Frankopan
- Antonia Fraser
- Malcolm Fraser
- Chrystia Freeland
- Nicci French
- Thomas Friedman
- Rebecca Front
- William Froude
- J. William Fulbright

## G

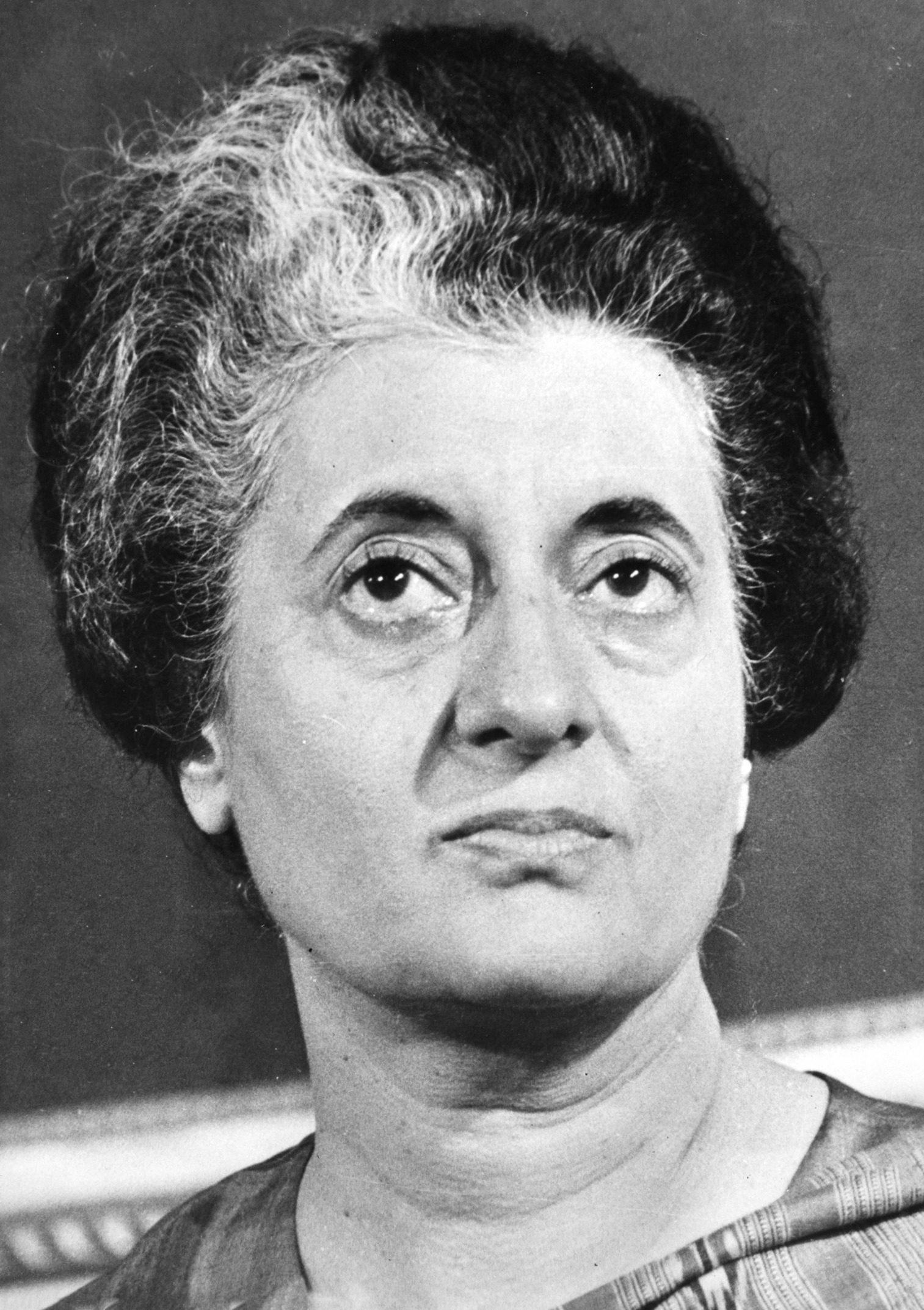
Indira Gandhi

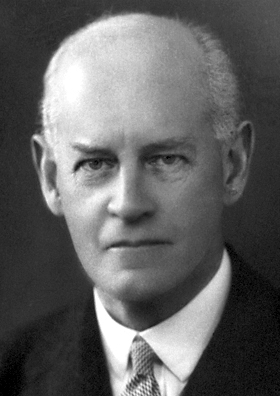
John Galsworthy

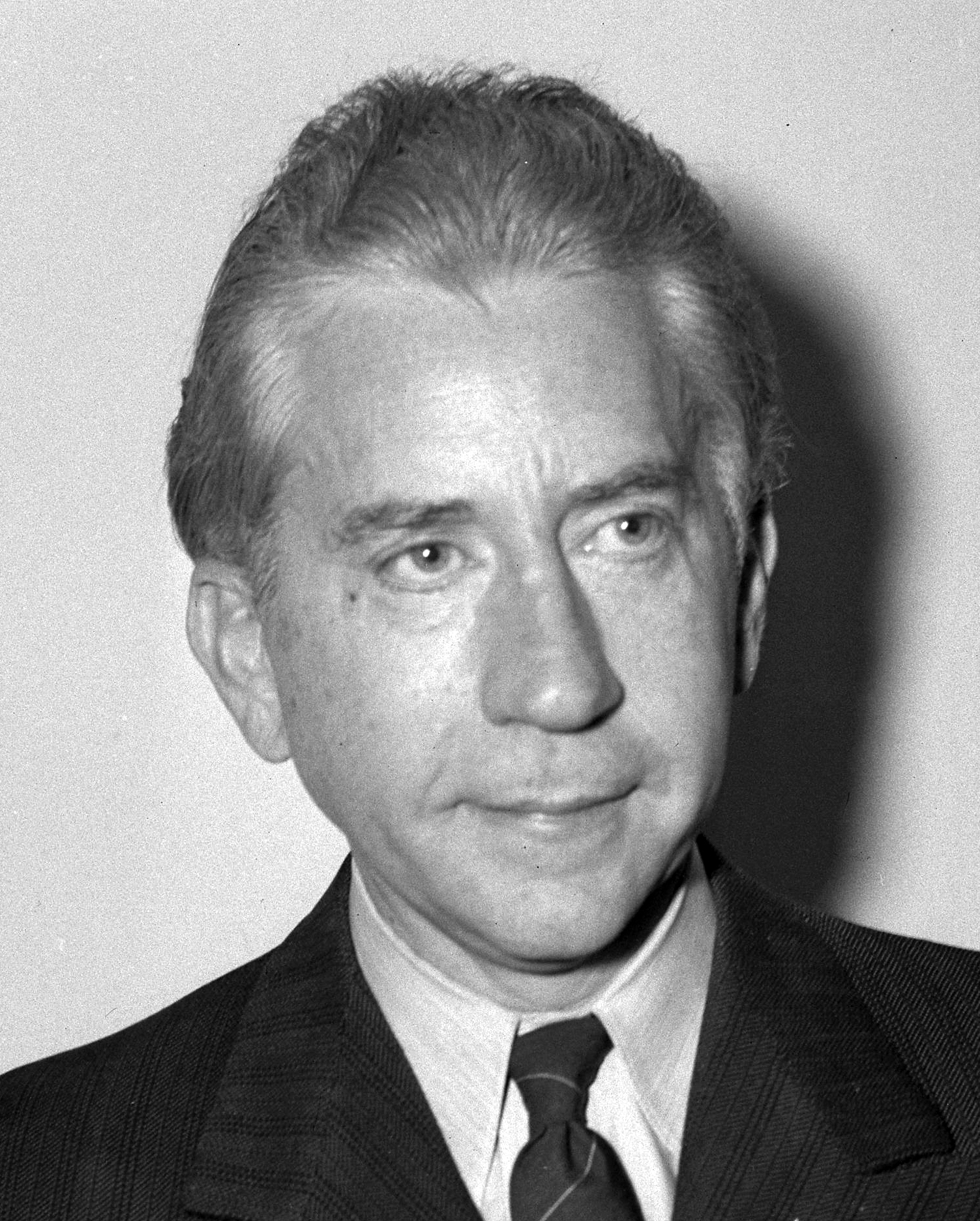
Jean Paul Getty

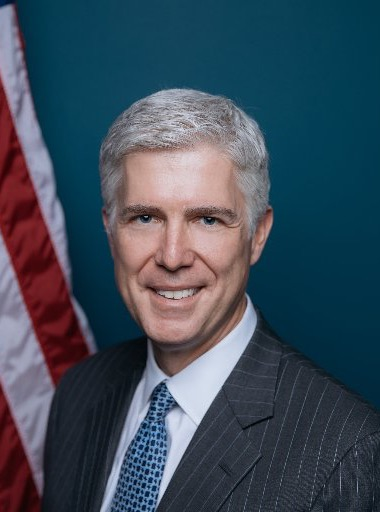
Neil Gorsuch

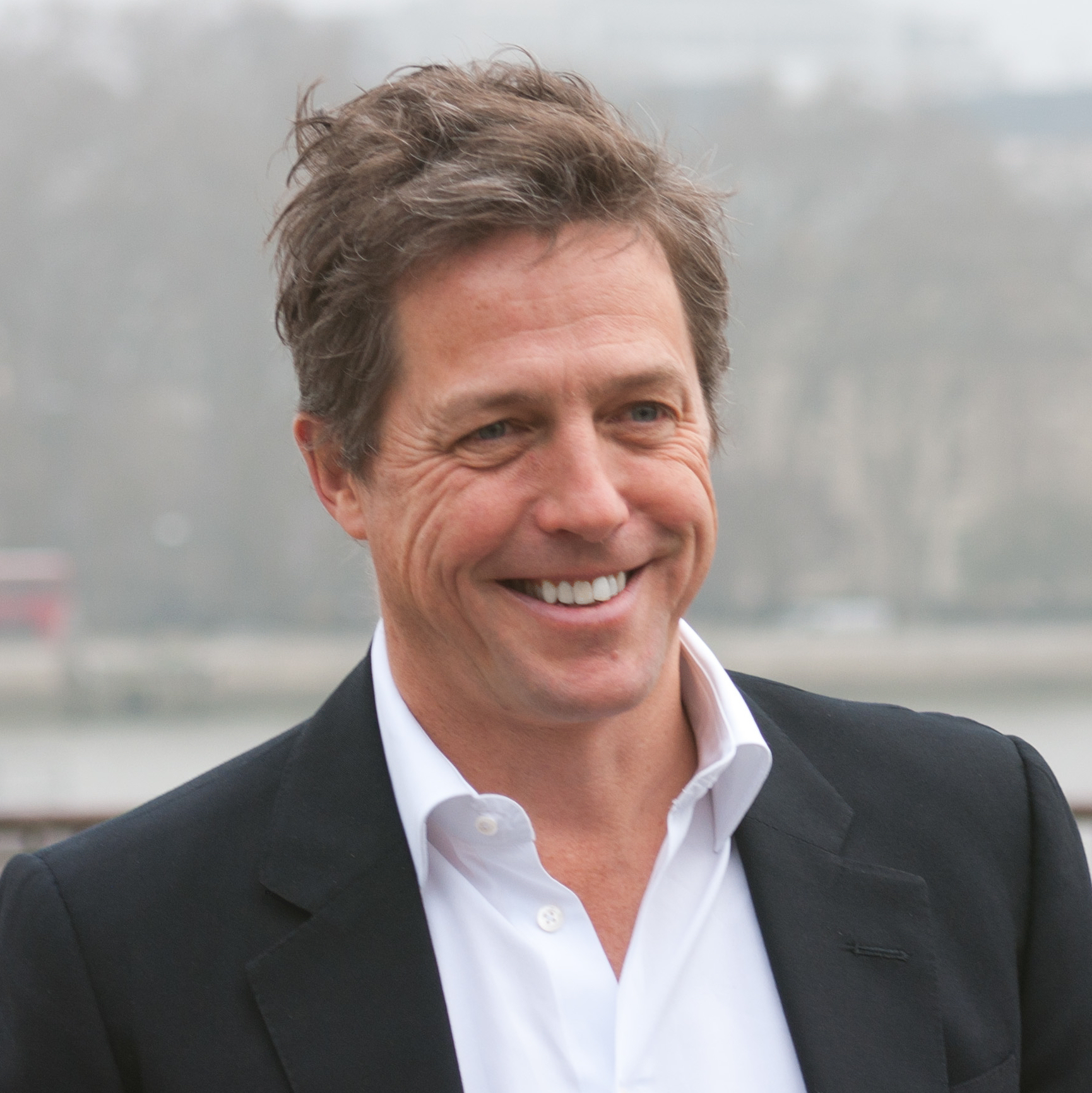
Hugh Grant

- Otto von der Gablentz
- Hugh Gaitskell
- John Galsworthy
- James Sykes Gamble
- Indira Gandhi
- Eric Garcetti
- Alan Gardiner
- Anthony Luzzatto Gardner
- John Gardner
- Timothy Garton Ash
- Robert Gascoyne-Cecil
- Atul Gawande
- Peter Geach
- Ernest Gellner
- Pieter Gerbenzon
- Jean Paul Getty
- Hans Geybels
- Amitav Ghosh
- Edward Gibbon
- Martin Gilbert
- Jaime Gil de Biedma
- Gerard Gillen
- Harold Gilman
- Bernard Gilpin
- Albert Gladstone
- William Ewart Gladstone
- Victoria Glendinning
- William Golding
- Edward Goldsmith
- Nicholas Gonzalez
- Howard Goodall
- Neil Gorsuch
- John Gorton
- Derrick Gosselin
- William Sealy Gosset
- Michael Gove
- Robert Govett
- David Graaff
- De Villiers Graaff
- Robert Van de Graaff
- Hugh Grant
- Ivor Grattan-Guinness
- Robert Graves
- John Gray
- Henry Green
- Michael Green
- Brian Greene
- Graham Greene
- George Bellas Greenough
- Bernard Pyne Grenfell
- George Grenville
- William Wyndham Grenville
- Edward Grey
- Robert Grosseteste
- William Grove
- Luka Grubor
- Nicky Gumbel
- Jan Willem Gunning
- John Gurdon

## H

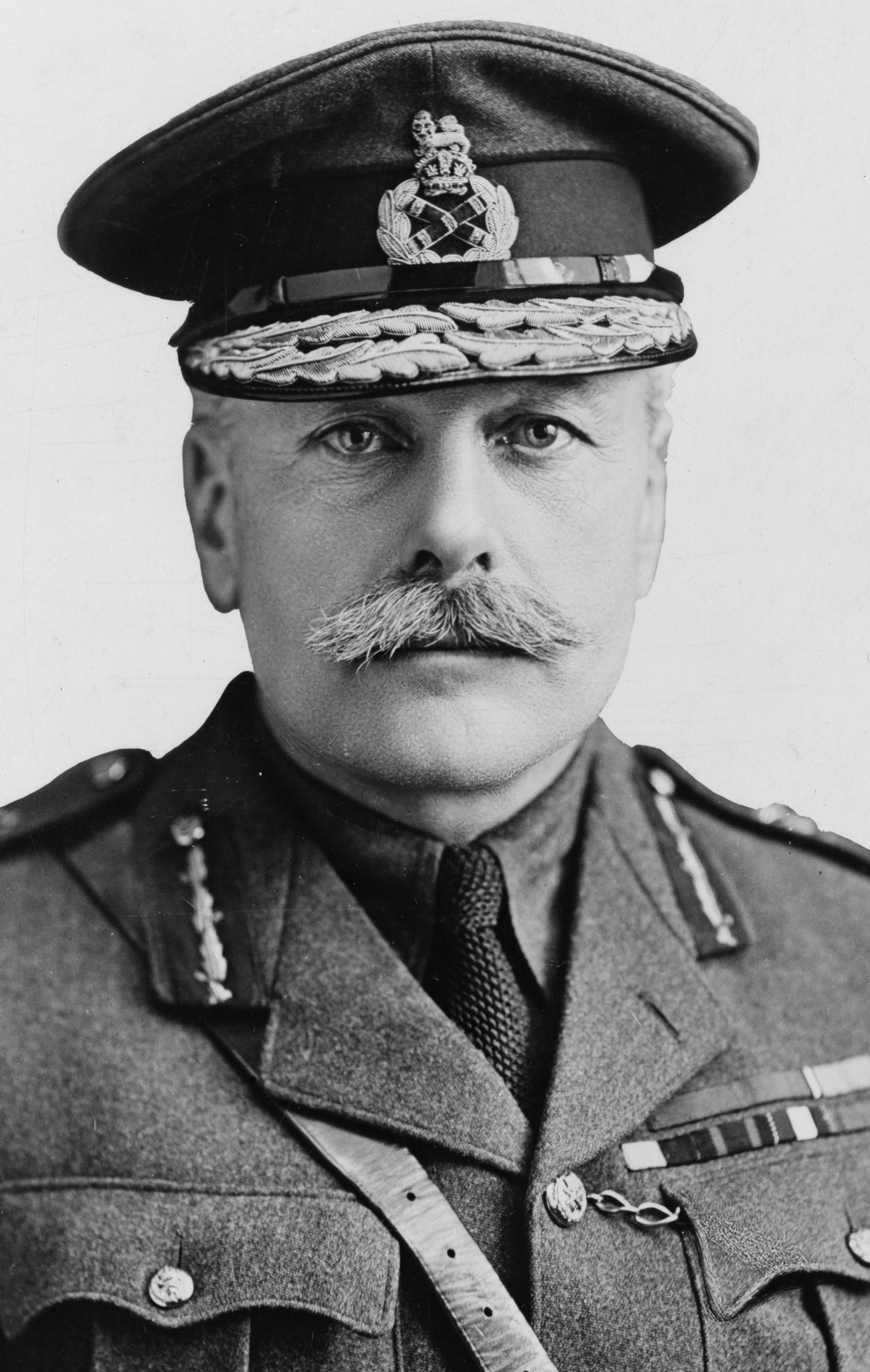
Douglas Haig

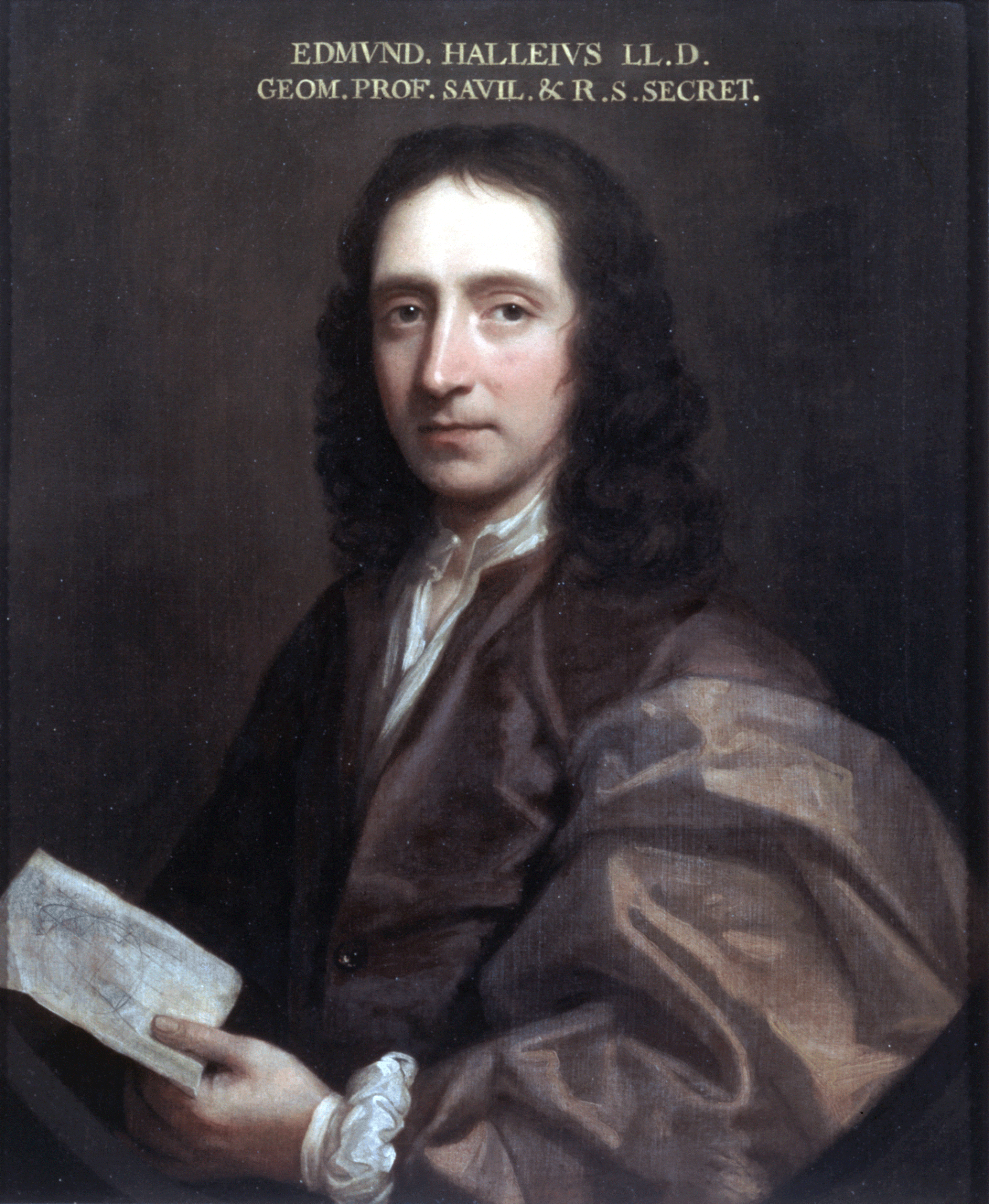
Edmond Halley

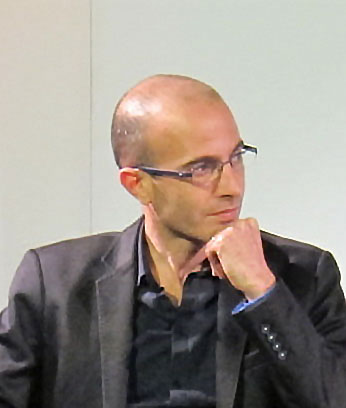
Yuval Noah Harari

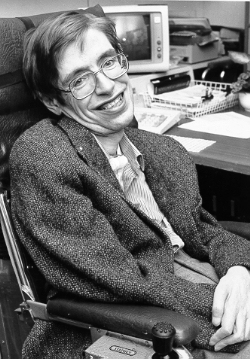
Stephen Hawking

Edward Heath

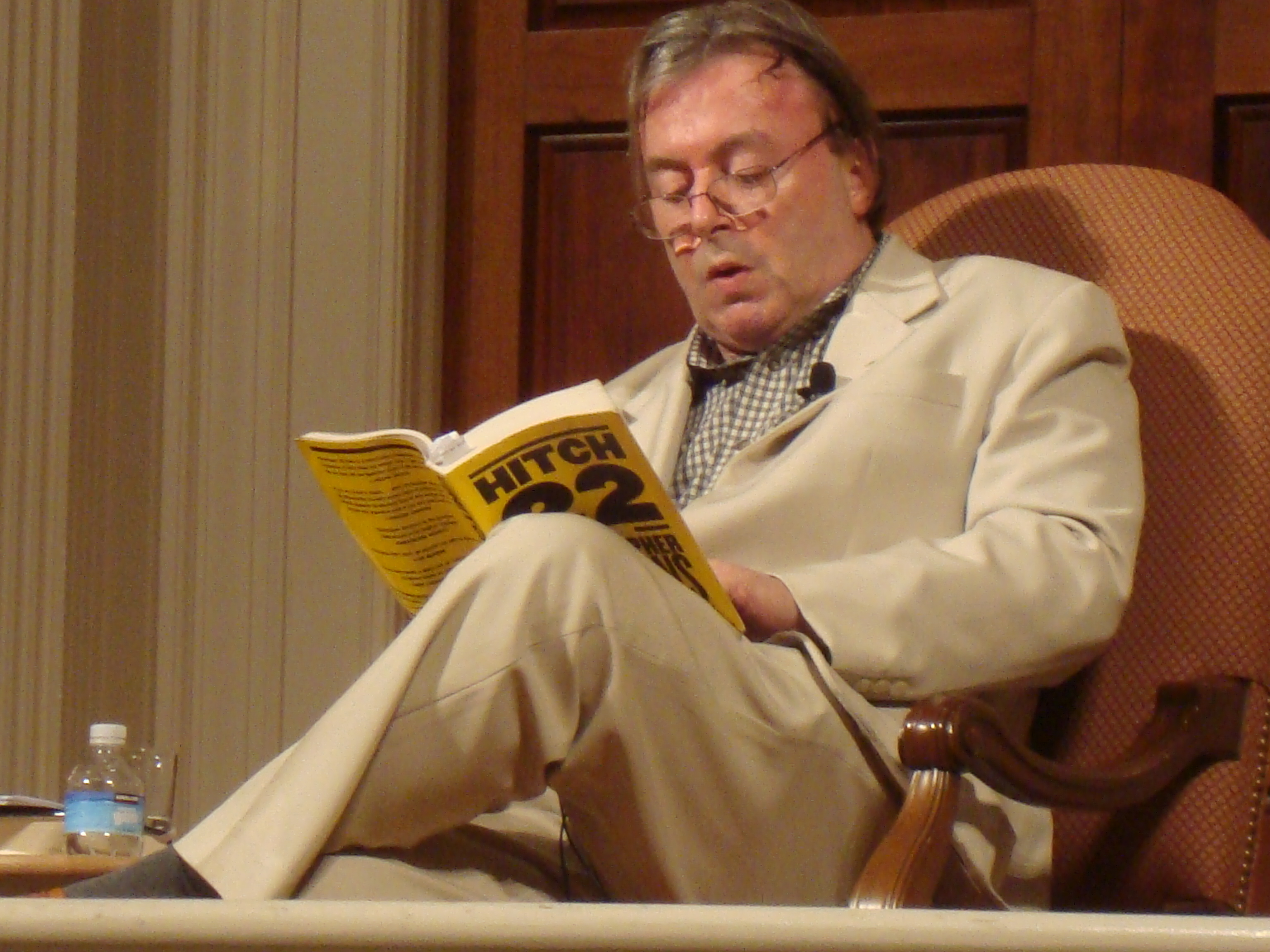
Christopher Hitchens

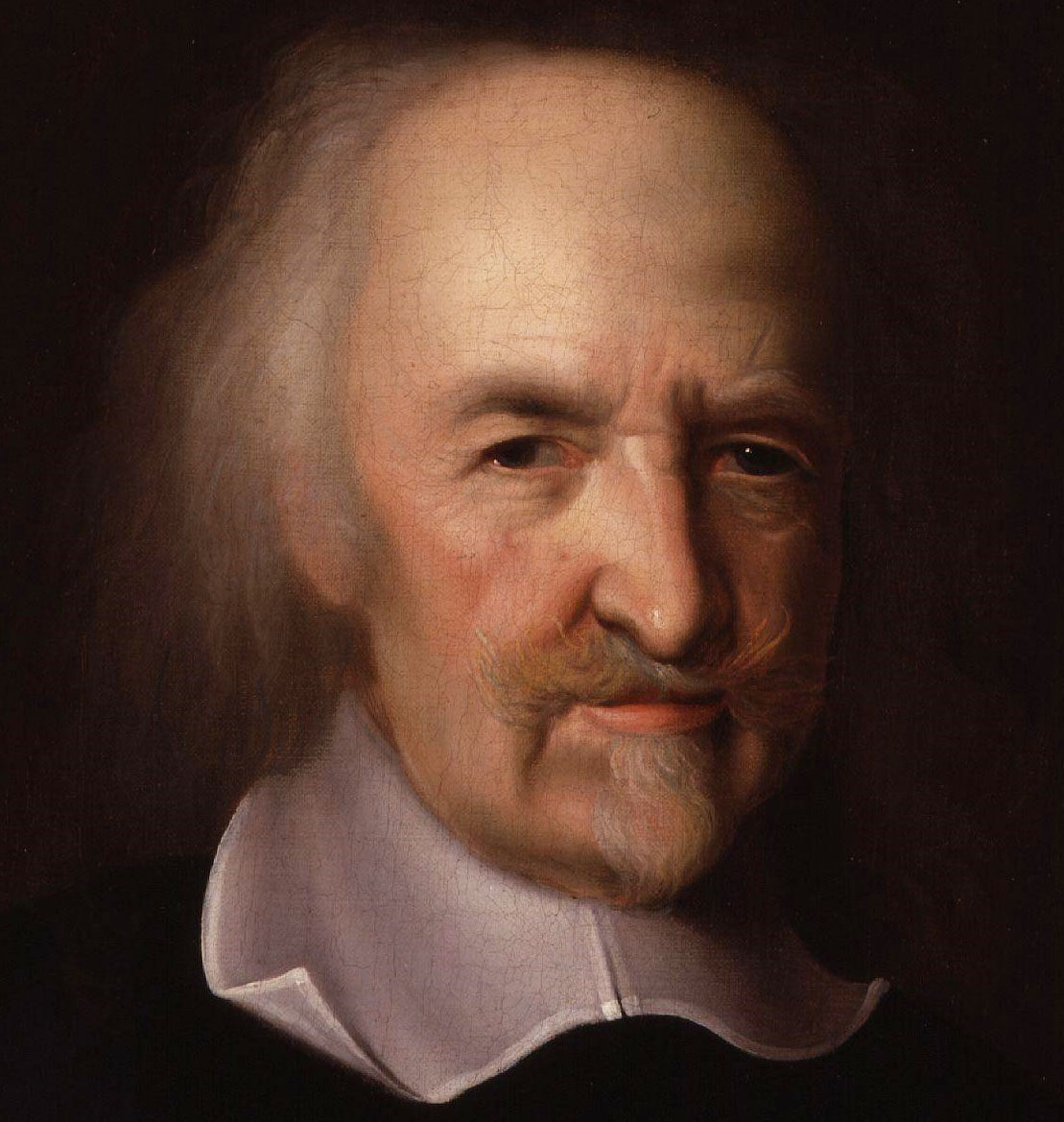
Thomas Hobbes

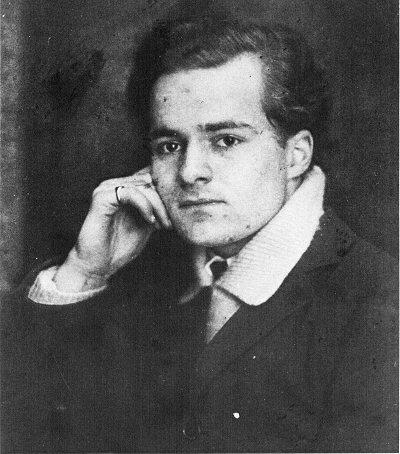
Adriaan Roland Holst

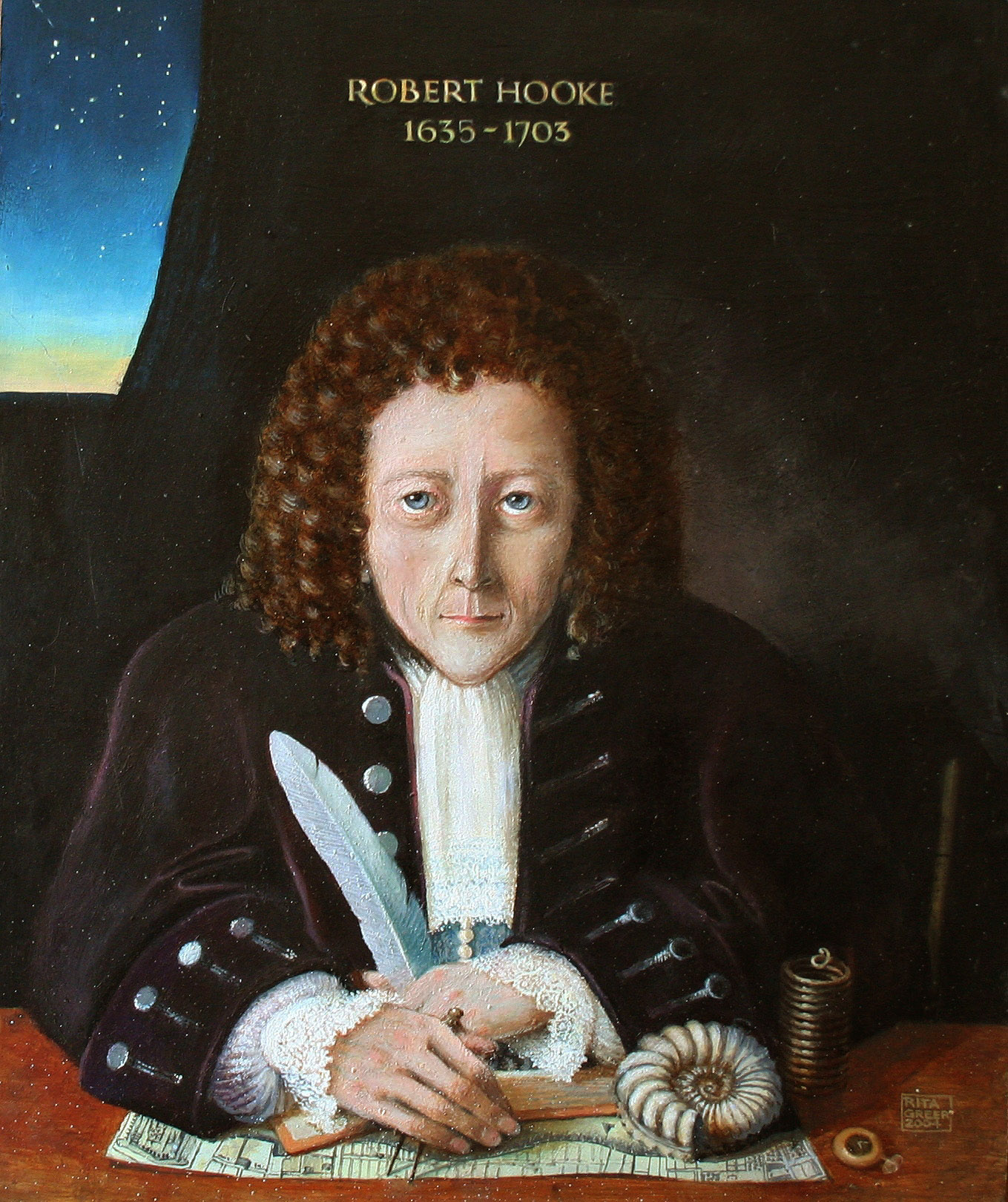
Robert Hooke

- Susan Haack
- John Hackett
- Mark Haddon
- Hans-Bernd von Haeften
- William Hague
- Douglas Haig
- Maarten Hajer
- John Burdon Sanderson Haldane
- Stephen Hales
- Stuart Hall
- Edmond Halley
- Sjoerd Hamburger
- James Hamilton-Paterson
- Philip Hammond
- Stuart Hampshire
- George Francis Hampson
- Tommy Hampson
- Christopher Hampton
- James Hannam
- Daniel Hannan
- Ilkka Hanski
- Yuval Noah Harari
- Robert Hardy
- Richard Hare
- Thomas Harriot
- James Harris
- Naomie Harris
- Roy Harrod
- H.L.A. Hart
- Ralph Hartley
- Beatrice Hastings
- Denys Finch Hatton
- Stephen Hawes
- Bob Hawke
- Lucy Hawking
- Stephen Hawking
- Paula Hawkins
- Edna Healey
- William Theodore Heard
- Edward Heath
- Peter Heather
- Alex Heffes
- Olivier Hekster
- Agnar Helgason
- Joseph Heller
- Thomas Helmore
- David Hemery
- Philip Herbert
- Michael Heseltine
- William van Heytesbury
- John Hicks
- Declan Hill
- Reginald Hill
- Cyril Norman Hinshelwood
- Charles Hinton
- Michael Hirst
- Ian Hislop
- Christopher Hitchens
- Tony Hoare
- Thomas Hobbes
- John A. Hobson
- Wilfrid Hodges
- Dorothy Crowfoot Hodgkin
- Michael Hoffman
- Jan Hofmeyr
- George Aylwin Hogg
- Ludvig Holberg
- Hanna Holborn Gray
- Tom Holland
- Alan Hollinghurst
- Adriaan Roland Holst
- Jan van Hooff
- Robert Hooke
- Richard Hooker
- Frederick William Hope
- Gerard Manley Hopkins
- Russell Hornsby
- Ewart Horsfall
- Kamal Hossain
- Jean Hotman
- A.E. Housman
- Edwin Hubble
- Mr Hudson
- Richard Hughes
- Basil Hume
- Arthur Surridge Hunt
- Tim Hunt
- William Hunt
- Julian Huxley
- Luc Huyse
- Edward Hyde

## I

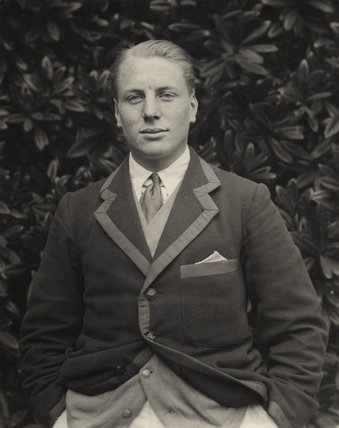
Andrew Irvine

- Kazimiera Iłłakowiczówna
- Andrew Irvine
- Jeremy Isaacs
- Walter Isaacson
- Jonathan Israel
- Pico Iyer

## J

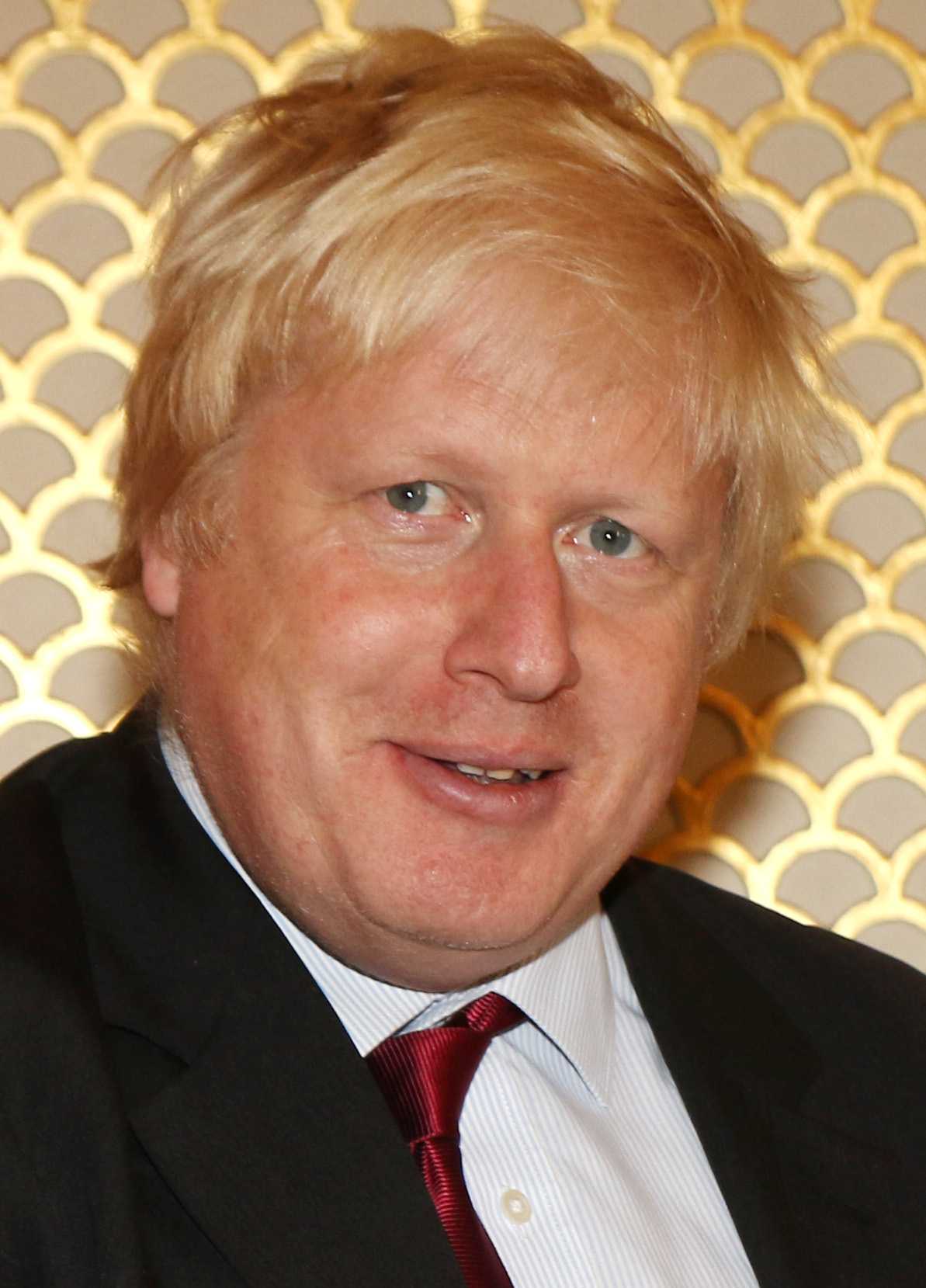
Boris Johnson

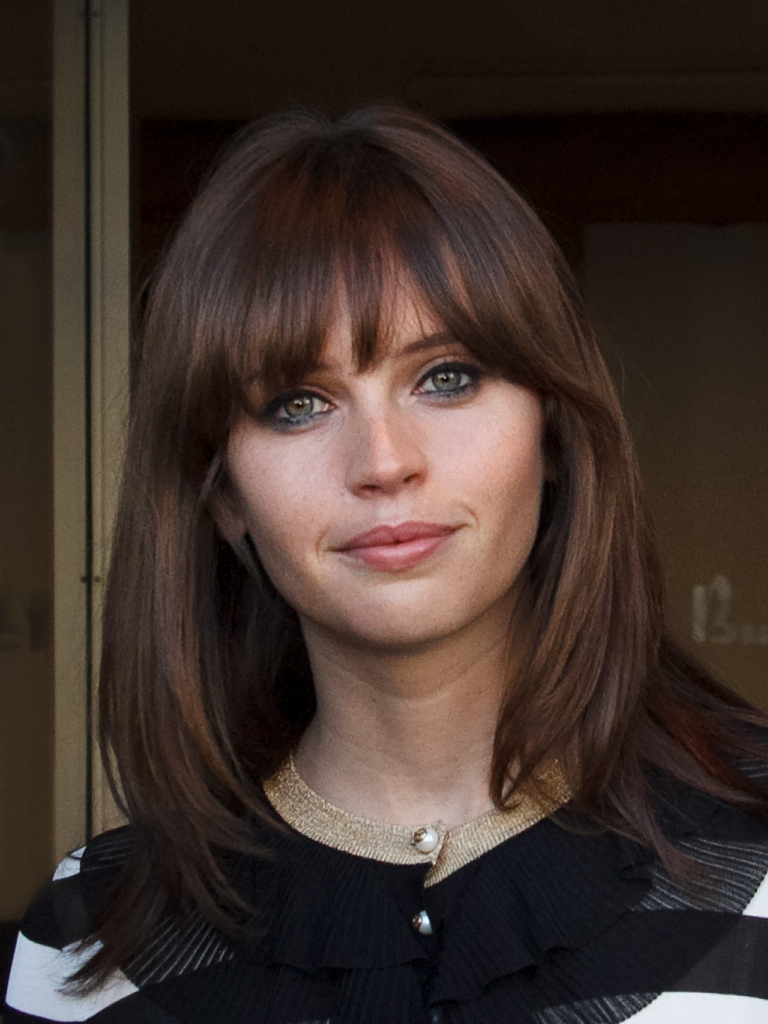
Felicity Jones

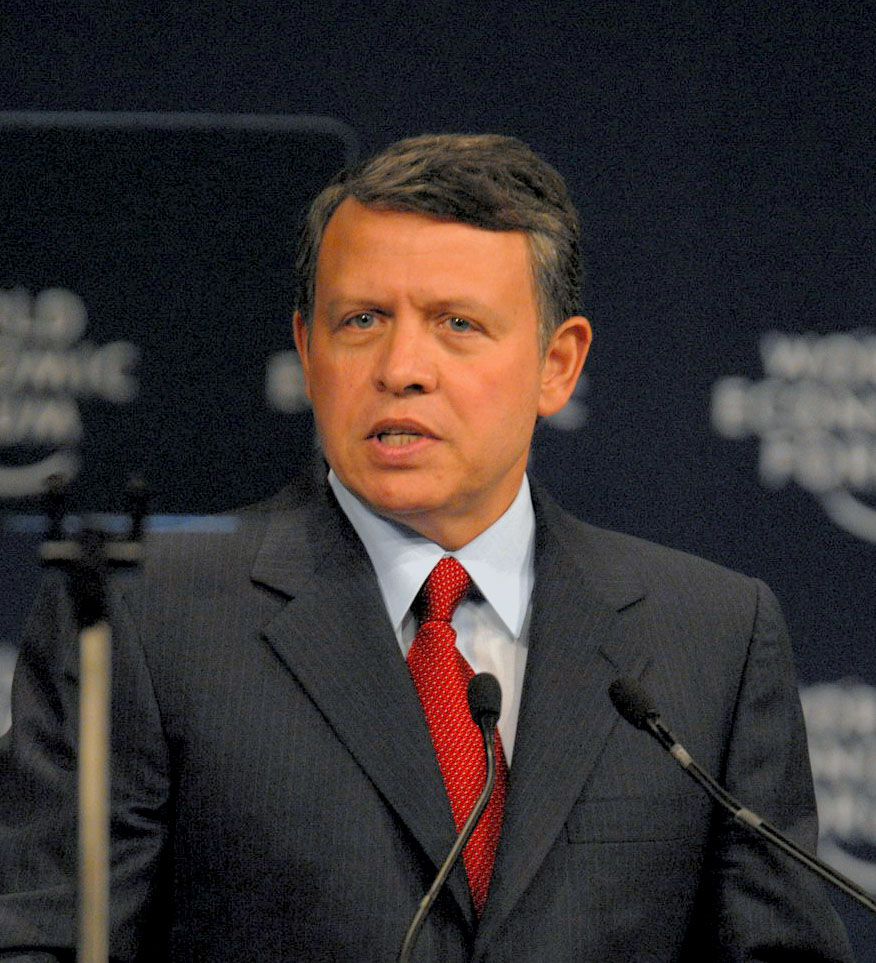
Koning Abdoellah II van Jordanië

- Tuanku Ja'afar
- Henry Jackman
- Michael A. Jackson
- Francis Jacobs
- Ioan James
- James Janeway
- Matthew Jebb
- Alec Jeffreys
- Roy Jenkins
- Robert Jenkinson
- Otto Jespersen
- Bobby Jindal
- Paul van Joegoslavië
- Felix Joesoepov
- Guðni Thorlacius Jóhannesson
- Boris Johnson
- Samuel Johnson
- Diana Wynne Jones
- Felicity Jones
- Maldwyn Jones
- Terry Jones
- William Jones
- Abdoellah II van Jordanië
- Benjamin Jowett
- Robert Joy

## K

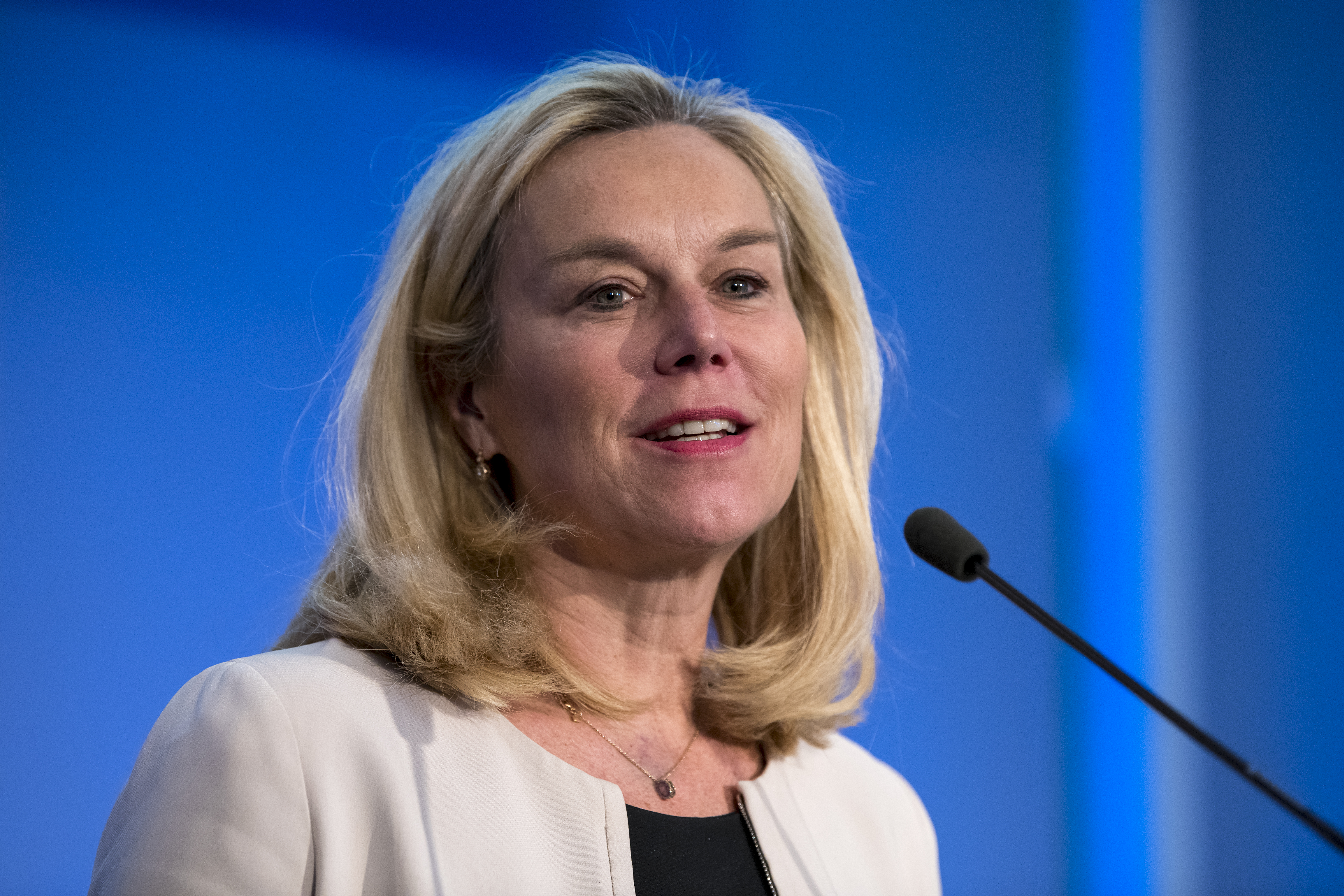
Sigrid Kaag

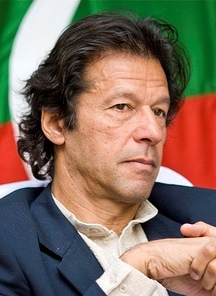
Imran Khan

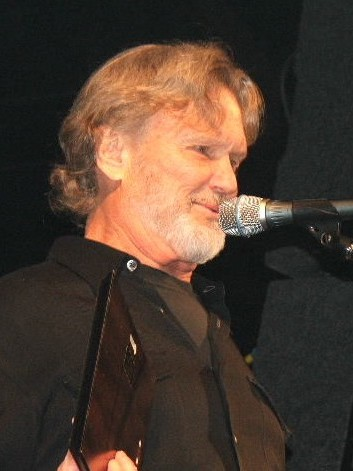
Kris Kristofferson

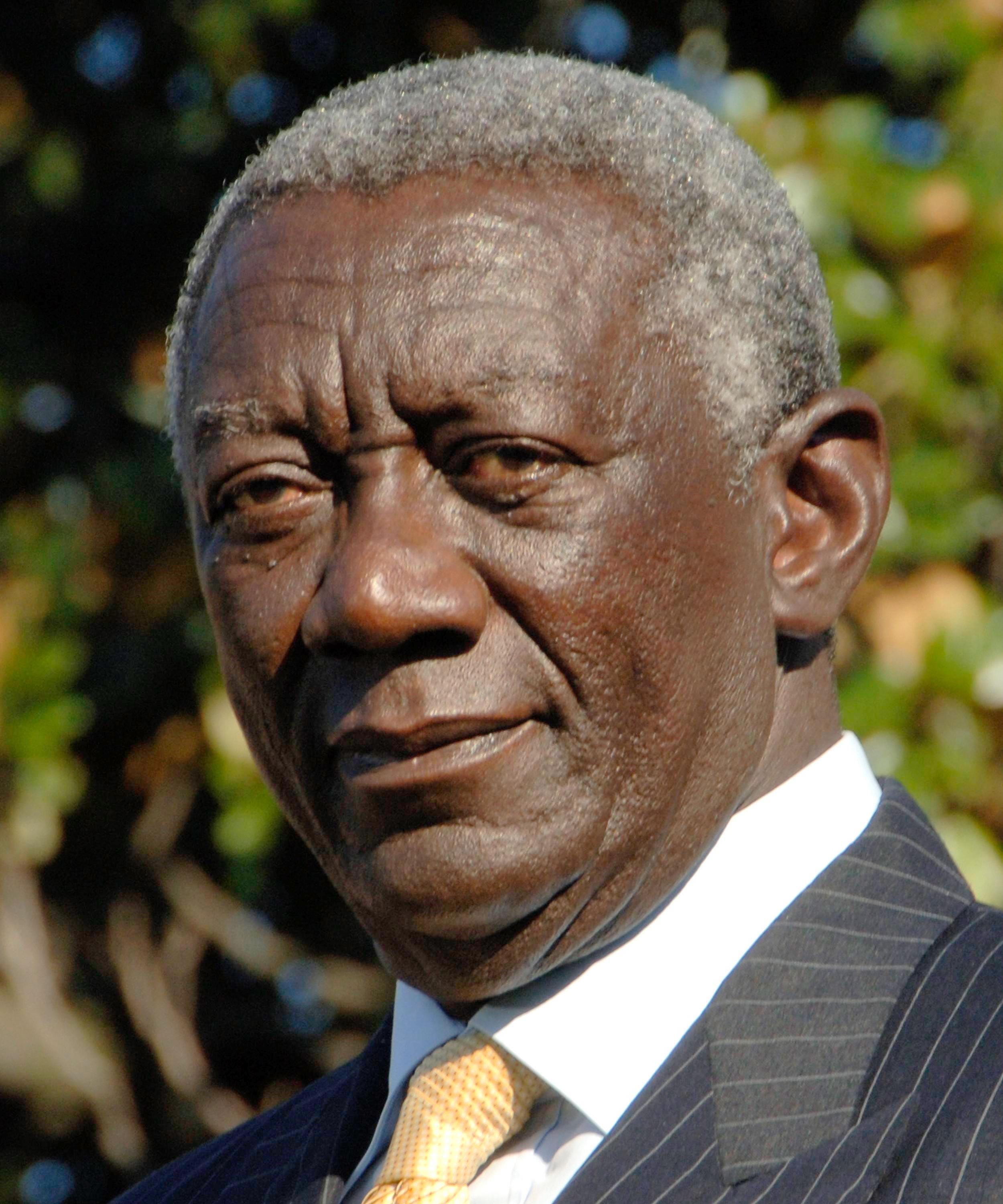
John Agyekum Kufuor

- Sigrid Kaag
- Lakshman Kadirgamar
- Elena Kagan
- Henry Kamen
- Alex Karpovsky
- Abdul Halim van Kedah
- John Keegan
- Muhammad V van Kelantan
- David Kelly
- Frederick Kelly
- Ian Kershaw
- Seretse Khama
- Imran Khan
- Liaquat Ali Khan
- Julian King
- Thomas Harper King
- Rory Kinnear
- Sophie Kinsella
- Emma Kirkby
- Christopher Kite
- Lawrence Klein
- Hendrik Kloosterman
- John Knatchbull
- Norton Knatchbull
- Thomas Andrew Knight
- Meglena Koeneva
- Leszek Kołakowski
- Rudolf Kompfner
- Michael Kosterlitz
- Erkki Kourula
- Nicole Krauss
- John Krebs
- Kris Kristofferson
- Michelle Krusiec
- Pedro Pablo Kuczynski
- Akua Kuenyehia
- John Agyekum Kufuor
- Stefan Kühl
- Hari Kunzru

## L

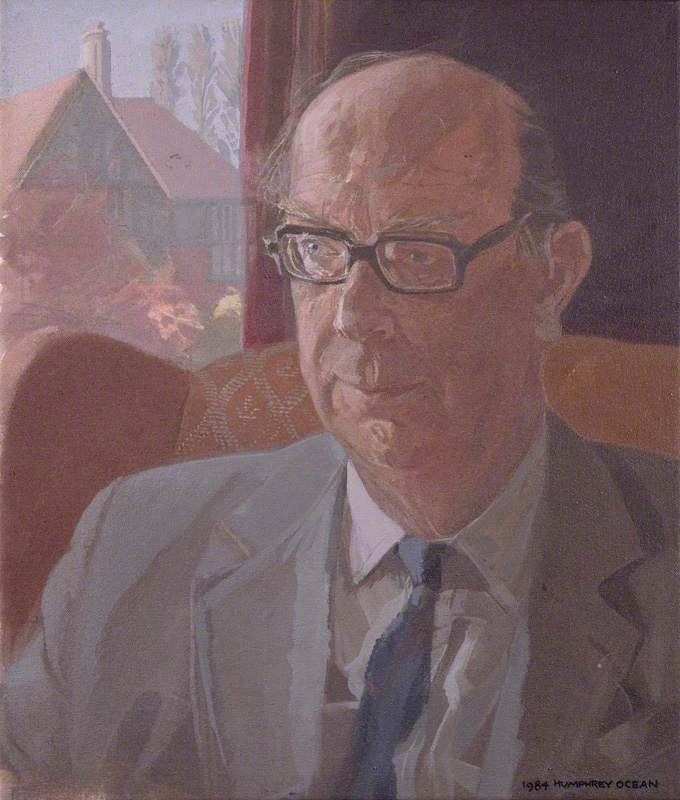
Philip Larkin

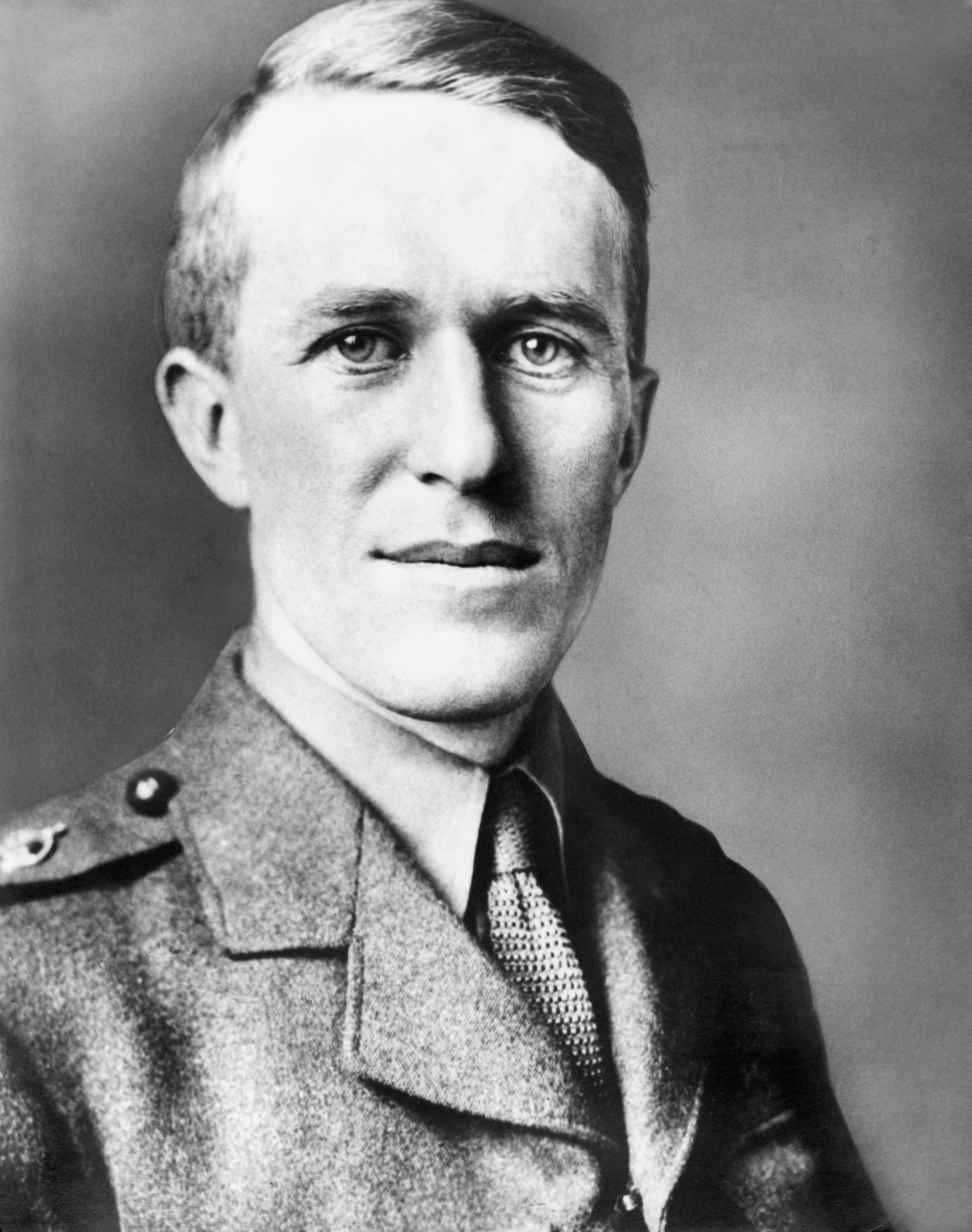
Thomas Edward Lawrence

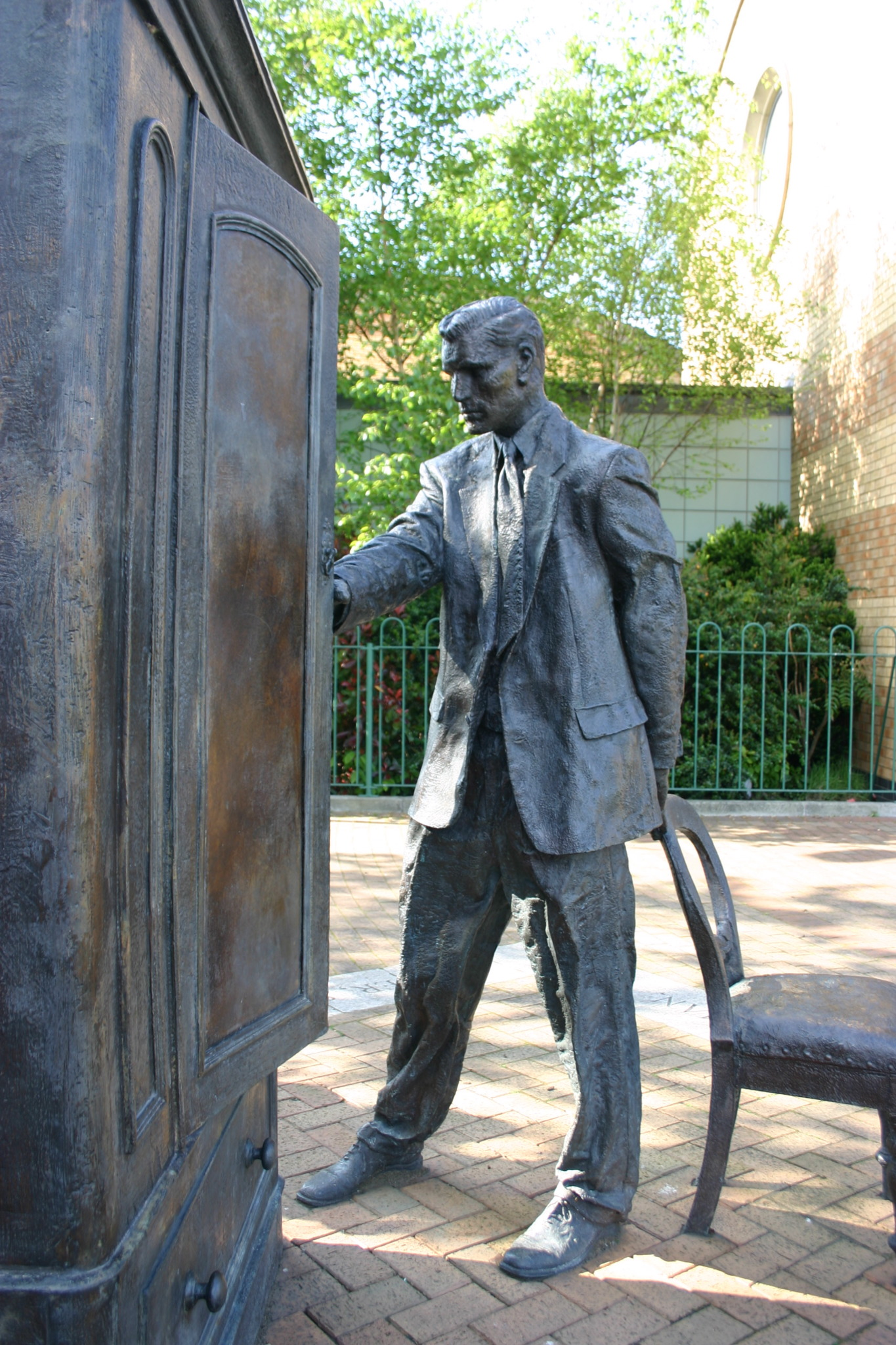
C.S. Lewis

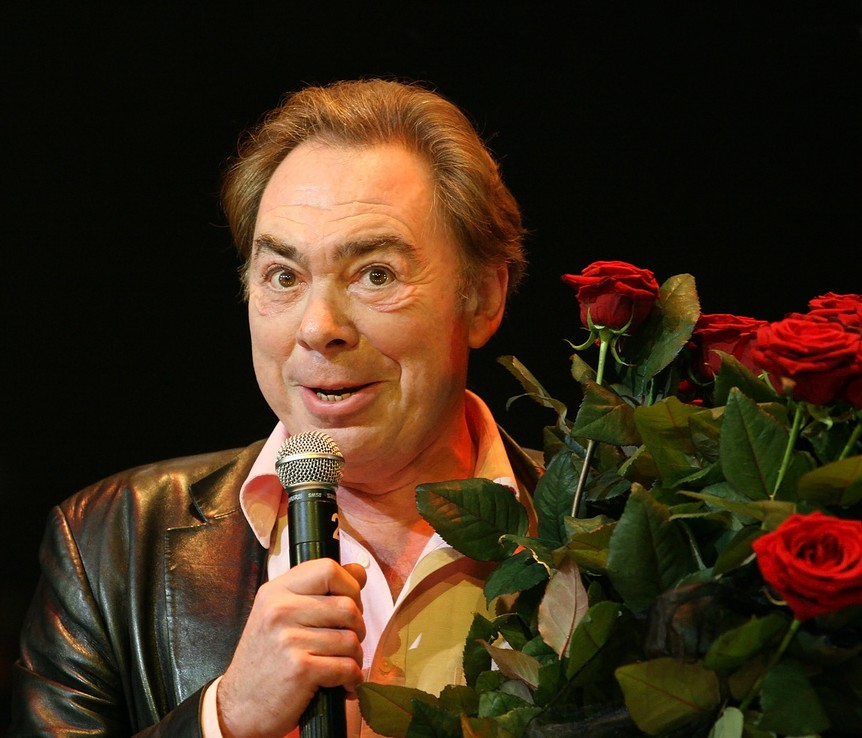
Andrew Lloyd Webber

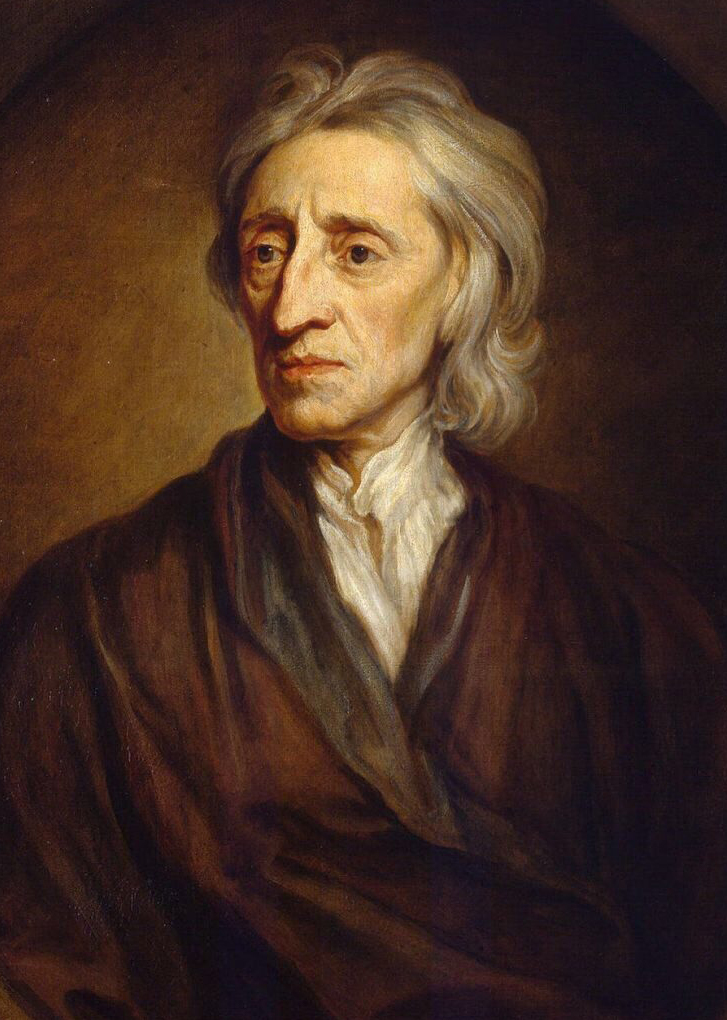
John Locke

- Kirsopp Lake
- Arthur Lakes
- Ray Lankester
- Aylmer Bourke Lambert
- Kit Lambert
- Alexandre Lamfalussy
- Norbert Lammert
- Nicholas de Lange
- Robin de la Lanne-Mirlees
- Philip Larkin
- André Lascaris
- William Laud
- John Bennet Lawes
- Thomas Edward Lawrence
- Nigella Lawson
- Nigel Lawson
- Stewart Lee
- William Legge
- Anthony Leggett
- Farooq Leghari
- Kenneth Leighton
- John Lennox
- Graham Leonard
- Wolfgang Leonhard
- Moshoeshoe II van Lesotho
- George Granville Leveson-Gower
- C.S. Lewis
- David Kellogg Lewis
- William Lewis
- Menno Lievers
- Martin Lister
- Harry Lloyd
- Hugh Lloyd-Jones
- Andrew Lloyd Webber
- Ken Loach
- Cecily Lock
- Alain Locke
- John Locke
- Thomas Lodge
- Elizabeth Longford
- Constantine Louloudis
- Richard Lovelace
- Jack Lovelock
- Amory Lovins
- Philip Lowe
- Richard Lugar
- Willem van Luxemburg
- Charles Lyell
- John Lyly
- George Lyttelton

## M
- Donald MacDougall
- John Leslie Mackie
- Halford John Mackinder
- Gilchrist Maclagan
- Harold Macmillan
- Salvador de Madariaga
- Rachel Maddow
- Robert Madelin
- Terrence Malick
- James Mallet
- Peter Mandelson
- Henry Edward Manning
- Kamisese Mara
- Karl Marlantes
- Andrew Marriner
- Adam Marsh
- Henry Marsh
- James Marsh
- Brian Marsden
- John Marston
- A.E.W. Mason
- Richard Mason
- Doreen Massey
- Raymond Massey
- Philip Massinger
- David Maxwell Fyfe
- Jodhi May
- Theresa May
- Mark Mazower
- Val McDermid
- Colin McGinn
- Alister McGrath
- Tim McInnerny
- Stephen McIntyre
- Thomas McKeown
- Frank McLynn
- Colin McNab
- Luke McShane
- James Meade
- Roy Meadow

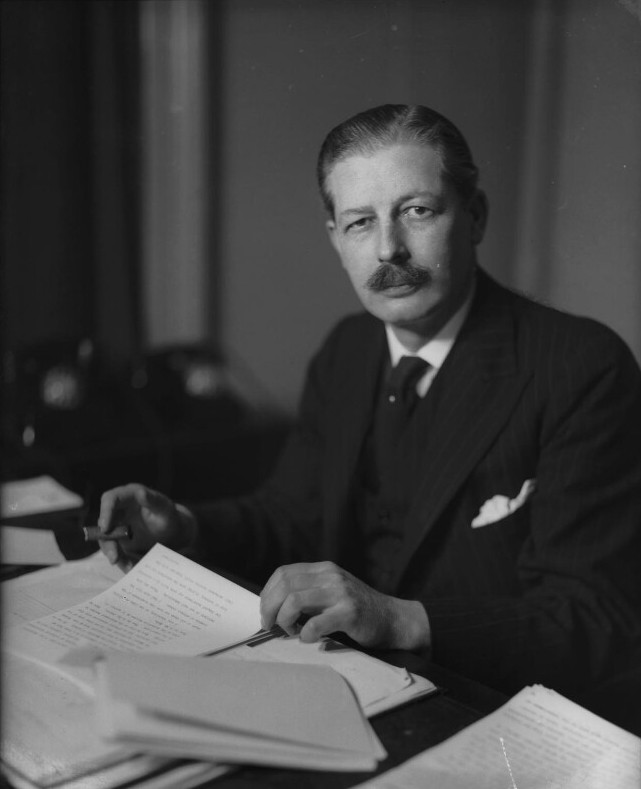
Harold Macmillan

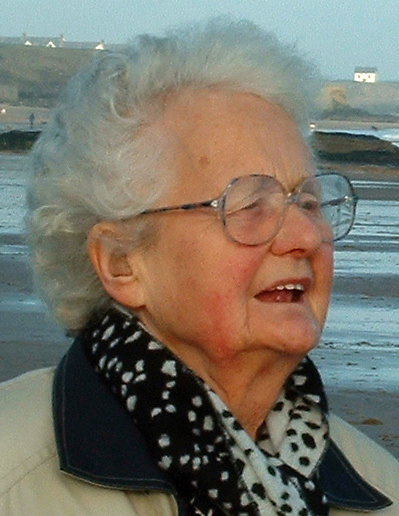
Mary Midgley

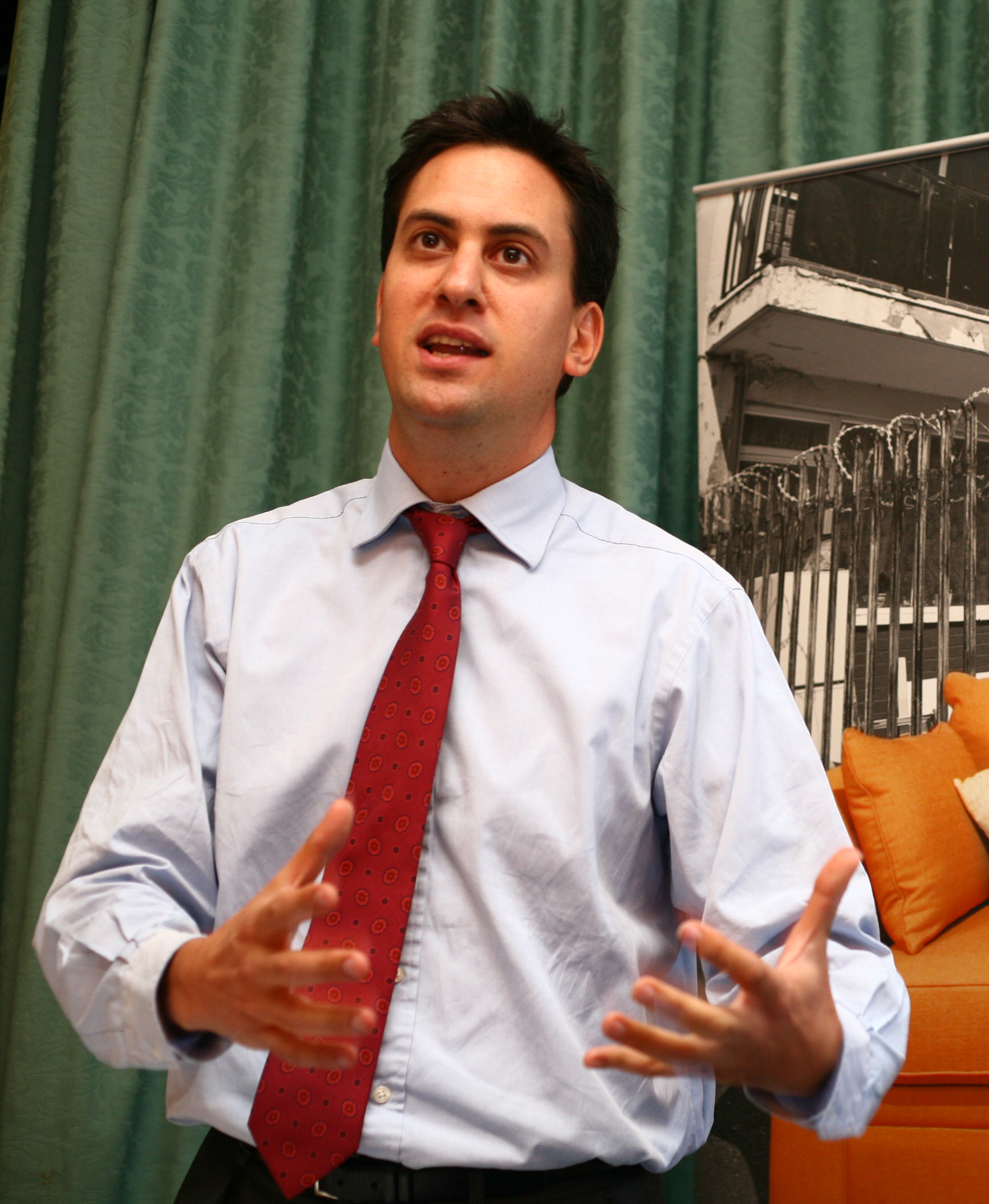
Ed Miliband

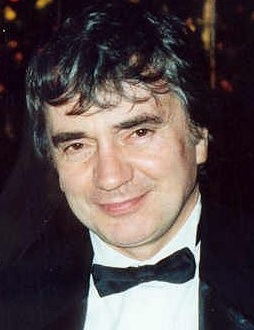
Dudley Moore

Thomas More

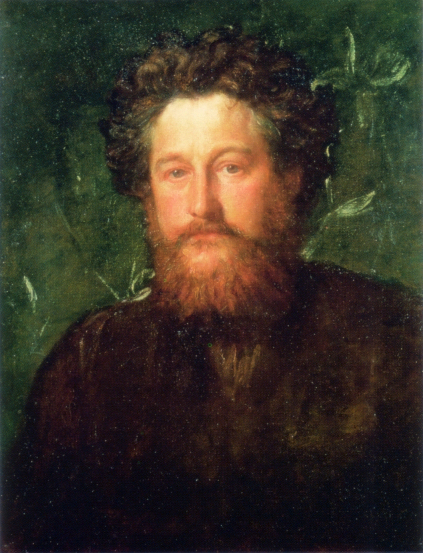
William Morris

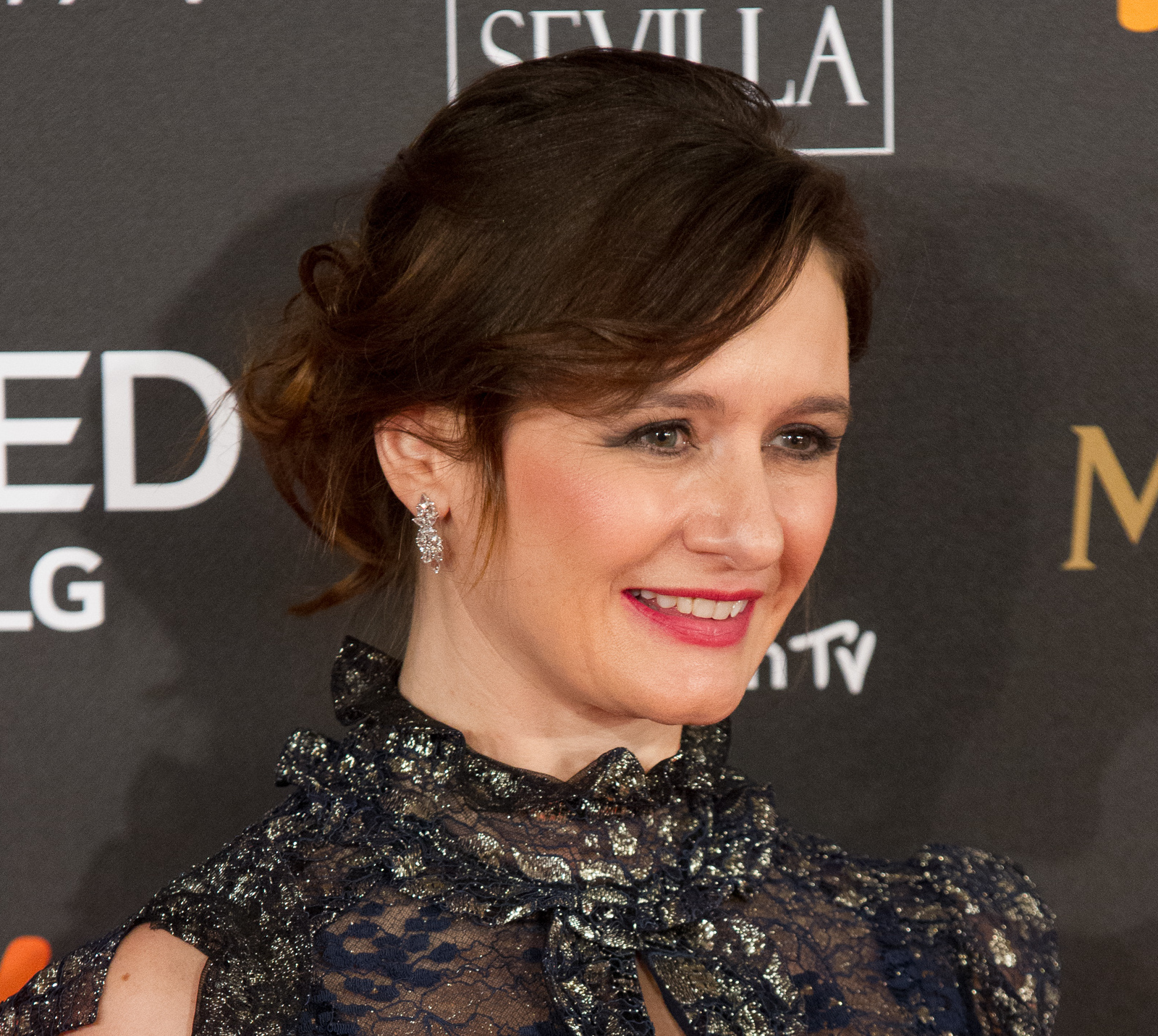
Emily Mortimer

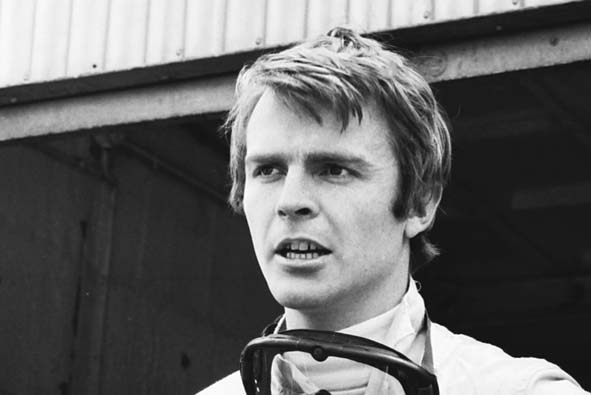
Max Mosley

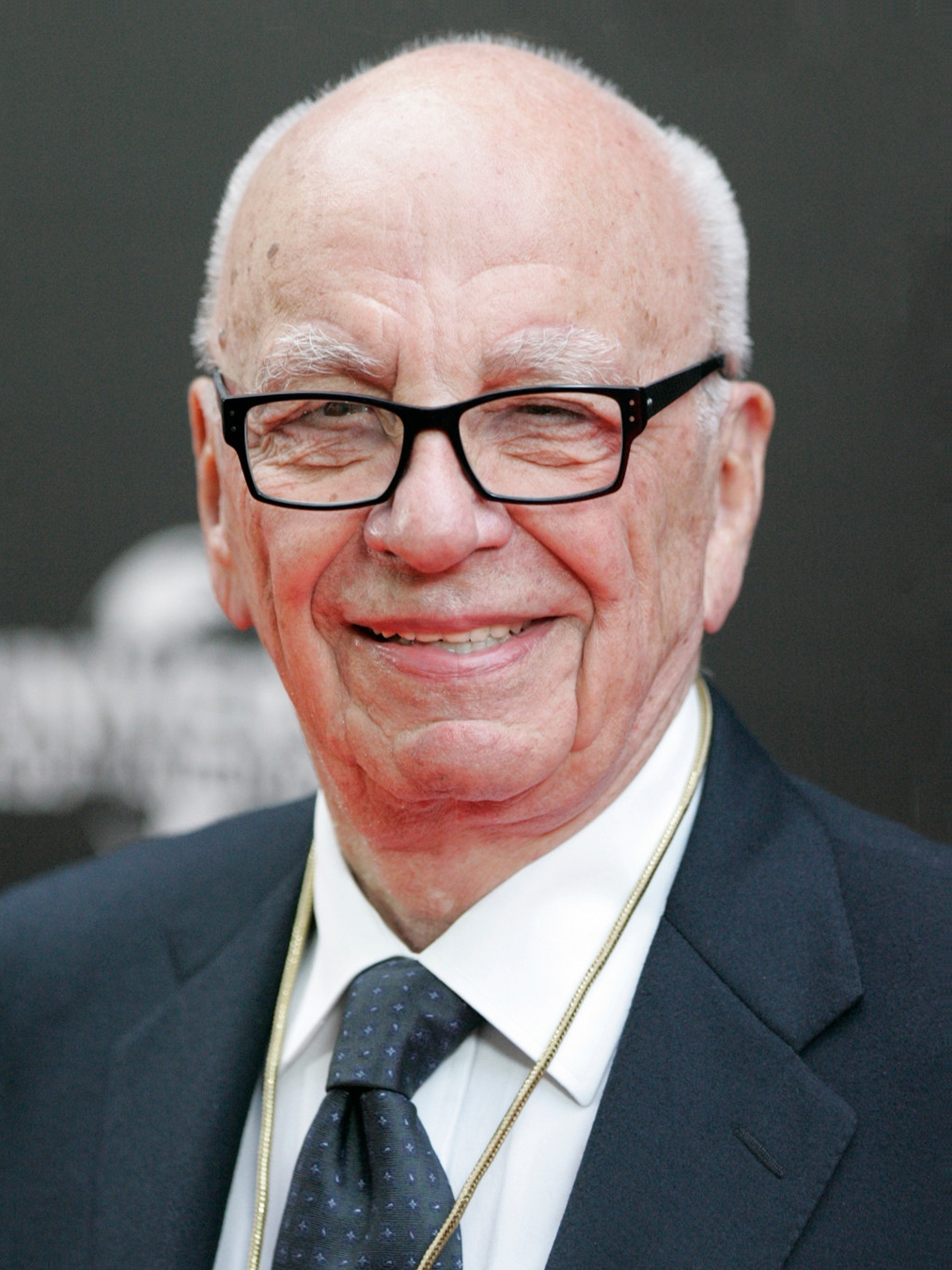
Rupert Murdoch

- Frederik Willem van Mecklenburg-Strelitz
- Peter Medawar
- Bhaskar Menon
- Chris Mercer
- Elisabeth Meuleman
- Mary Midgley
- Thomas Middleton
- William Van Mildert
- David Miliband
- Ed Miliband
- Kate Millett
- Alfred Milner
- David Minter
- Dom Mintoff
- Sakyong Mipham
- Katie Mitchell
- Timothy Mo
- Festus Gontebanye Mogae
- George Monbiot
- Lionel Monckton
- Dudley Moore
- Vinicius de Moraes
- Paul Morand
- Max More
- Thomas More
- Elaine Morgan
- Thomas Morley
- Desmond Morris
- William Morris
- Emily Mortimer
- Henry Moseley
- Robert Moses
- Max Mosley
- Kate Mosse
- Andrew Motion
- David Moule-Evans
- Dambisa Moyo
- Siddhartha Mukherjee
- Iris Murdoch
- Rupert Murdoch
- Chris Murphy
- Douglas Murray
- Herbert Murrill
- John Middleton Murry
- Norman Myers
- Stanley Myers
- Mylo

## N

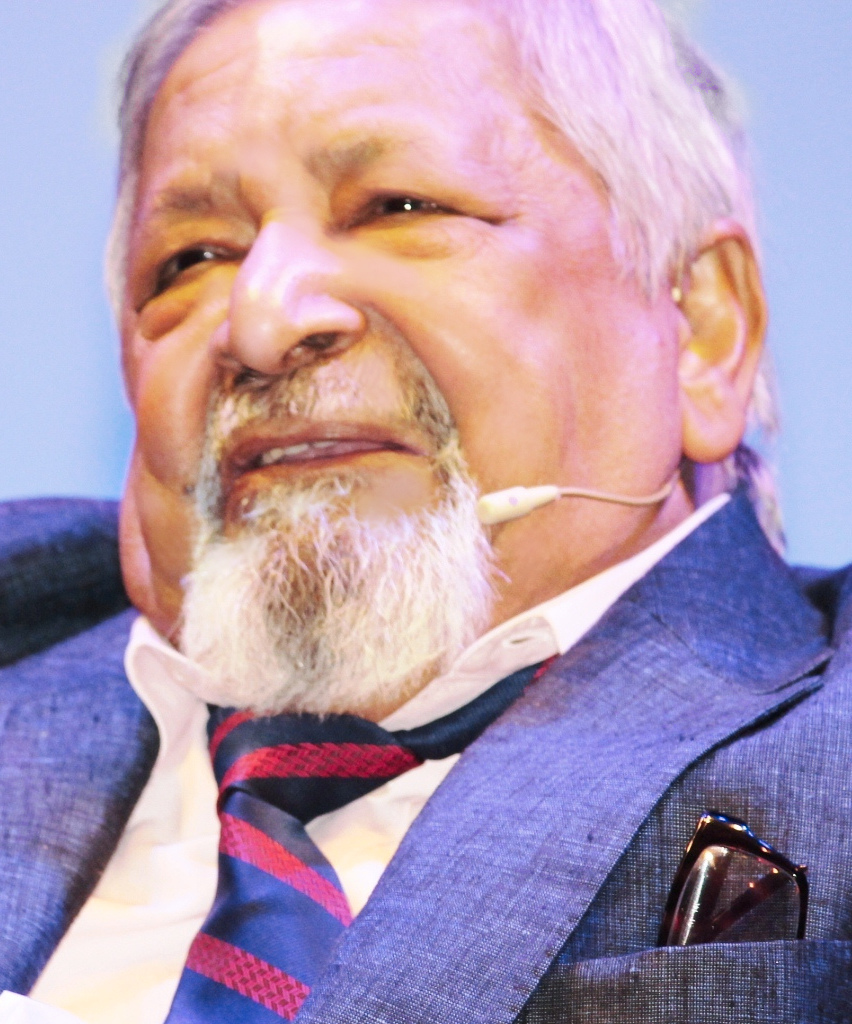
V.S. Naipaul

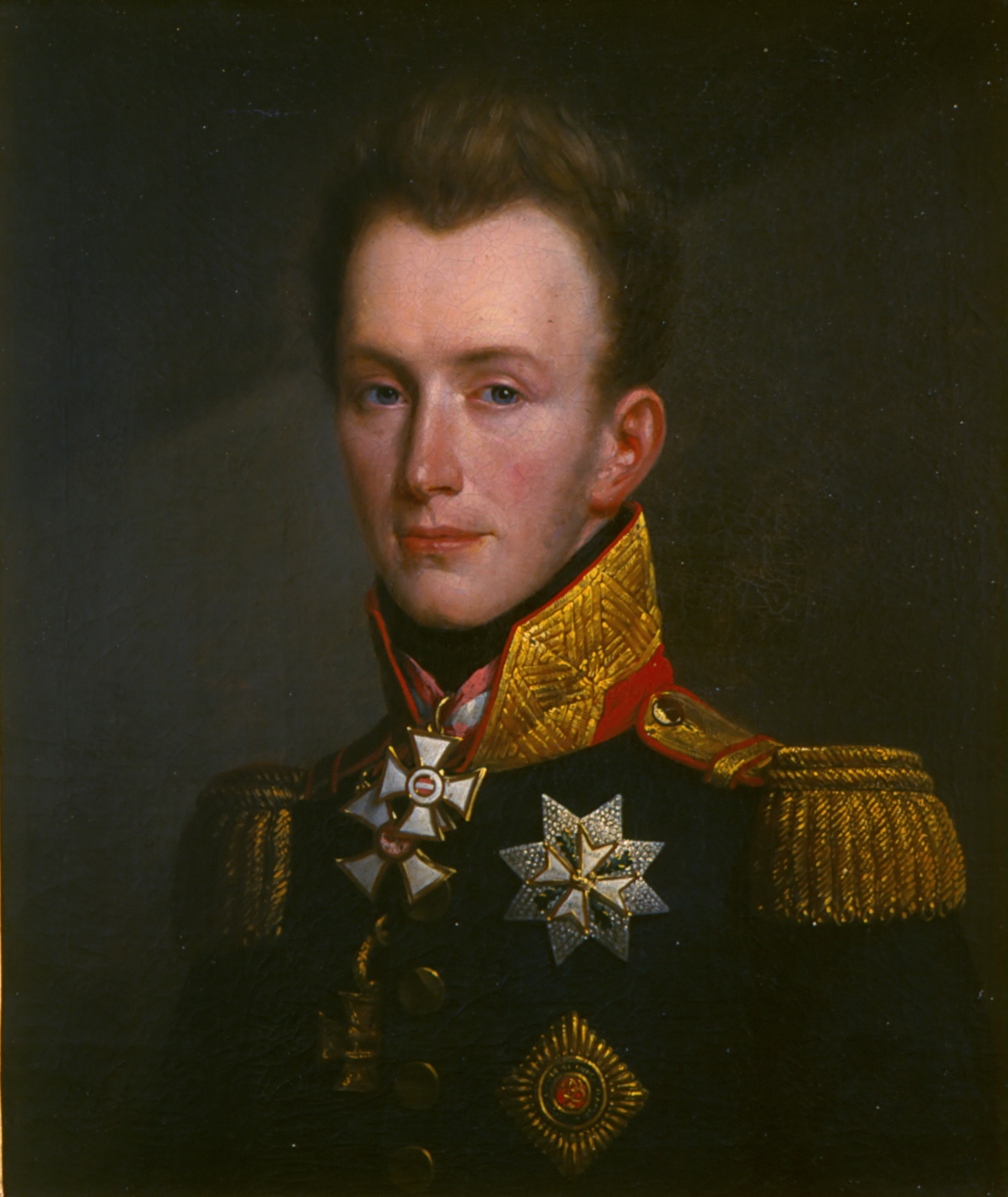
Koning Willem II der Nederlanden

- Thomas Nagel
- V.S. Naipaul
- Naruhito
- Beau Nash
- Mirza Nasir Ahmad
- Airey Neave
- Willem II der Nederlanden
- Hanna Neumann
- John Henry Newman
- Guy Nickalls
- Benedict Nicolson
- Harold Nicolson
- Nigel Nicolson
- Harald V van Noorwegen
- Olaf V van Noorwegen
- Frederick North
- John Julius Norwich
- Robert Nozick
- John Nunn
- Sari Nusseibeh

## O

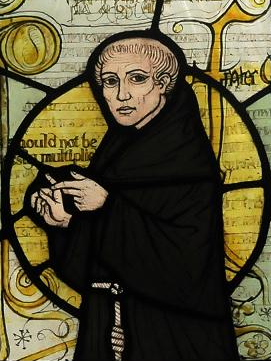
Willem van Ockham

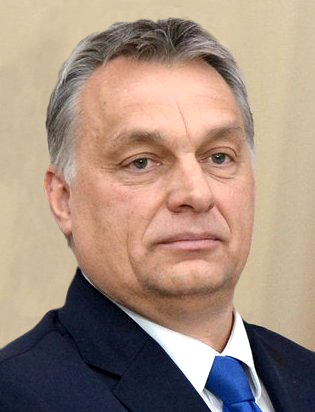
Viktor Orbán

- Michael Oakeshott
- Willem van Ockham
- Oliver O'Donovan
- Angus Ogilvy
- Redmond O'Hanlon
- Chukwuemeka Odumegwu Ojukwu
- John Oldham
- Patrick Olivelle
- Kathleen Ollerenshaw
- Rageh Omaar
- Michael Onslow
- Charles Onyeama
- Viktor Orbán
- George Osborne
- Masako Owada
- John Owen (schrijver)
- John Owen (theoloog)
- Kuniko Ozaki
- Fania Oz-Salzberger

## P
- James Packer
- José Padilha
- Henry Paget
- Frank Pakenham
- Pablo Palazuelo
- Gaston Palewski
- Michael Palin
- Charles Palliser
- Ilan Pappé
- Derek Parfit
- Sukhumbhand Paribatra
- Philippe Van Parijs
- Andrew Parrott
- Charles Hubert Parry
- Eboo Patel
- Carole Pateman
- Walter Pater
- Chris Patten
- Michelle Paver
- Paweł Pawlikowski
- Robert Paxton
- Peter Pears
- Lester Bowles Pearson
- John Peckham
- Robert Peel
- George Peele
- Michel Peissel
- Henry Pelham
- George Pell
- Wilder Penfield
- William Penn
- Thomas Pennant
- Frank Pennink
- John Perceval
- George Percy
- Thomas Percy
- William Petty (1737-1805)
- William Petty (econoom)
- Herman Philipse
- Thomas Phillipps

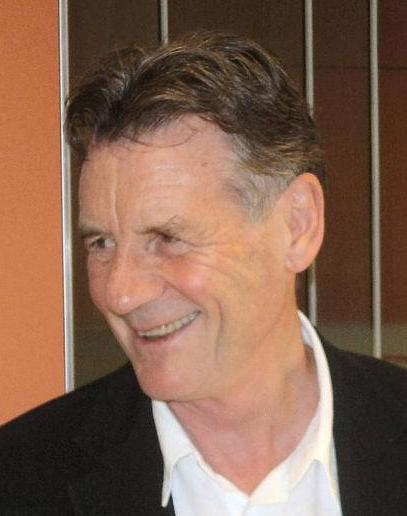
Michael Palin

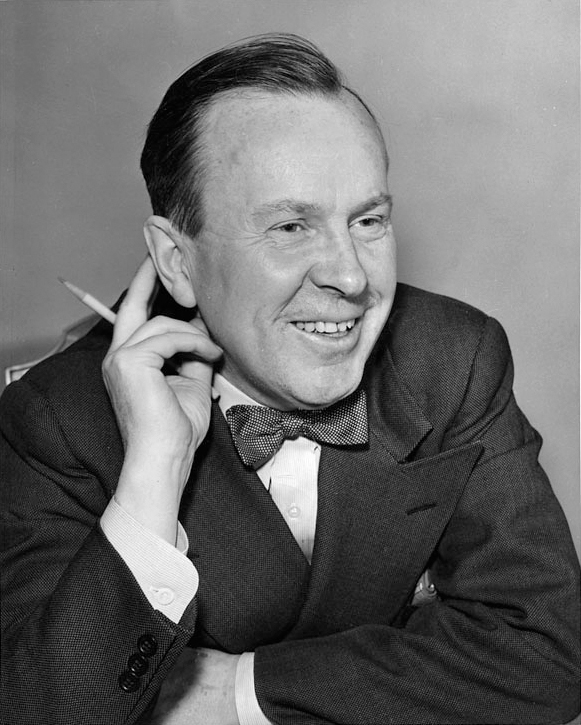
Lester Bowles Pearson

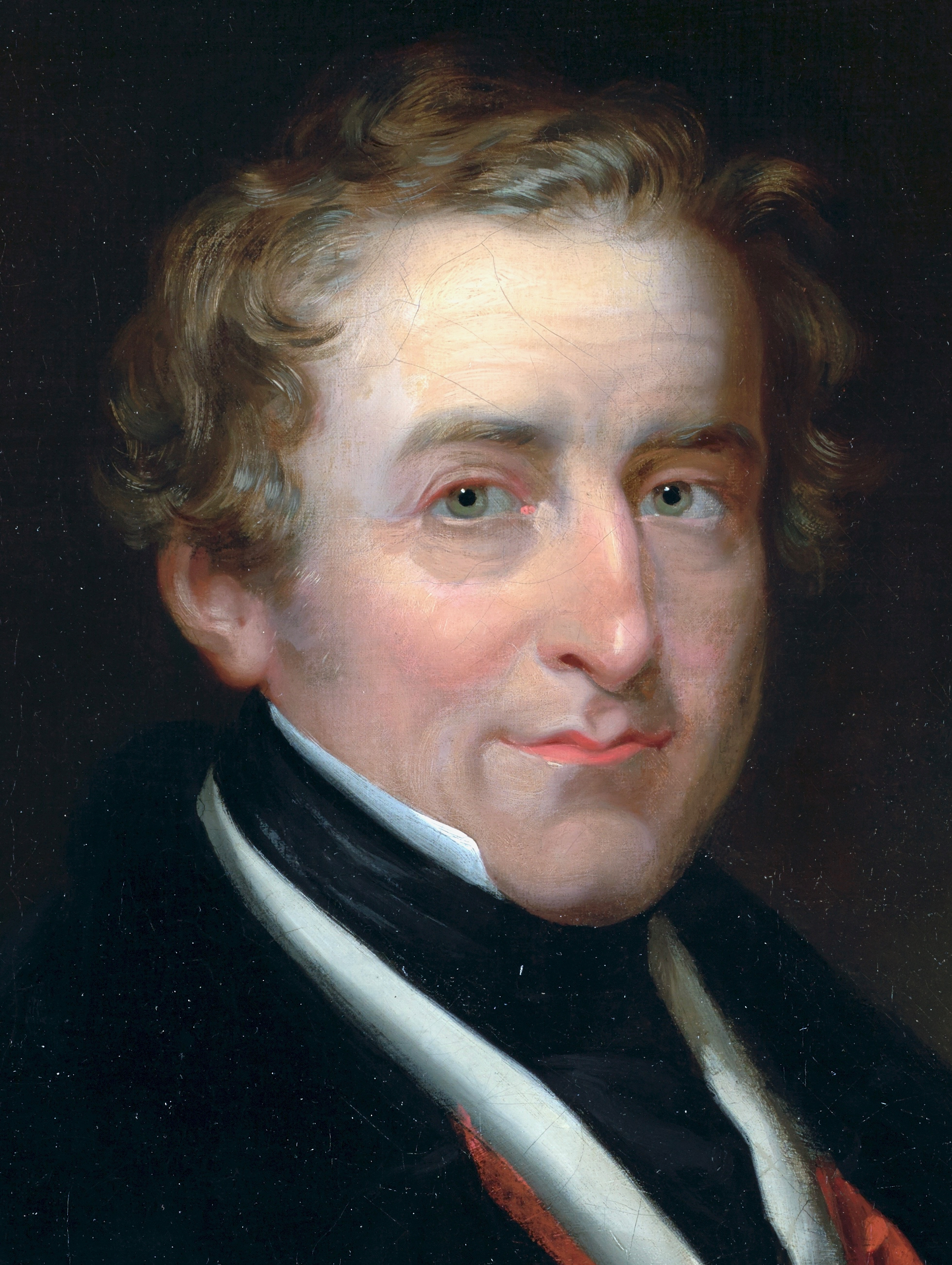
Robert Peel

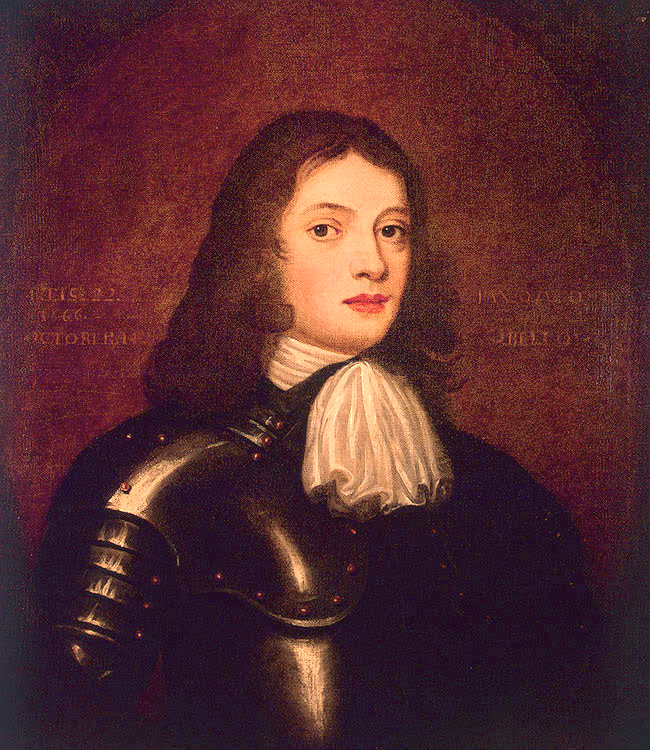
William Penn

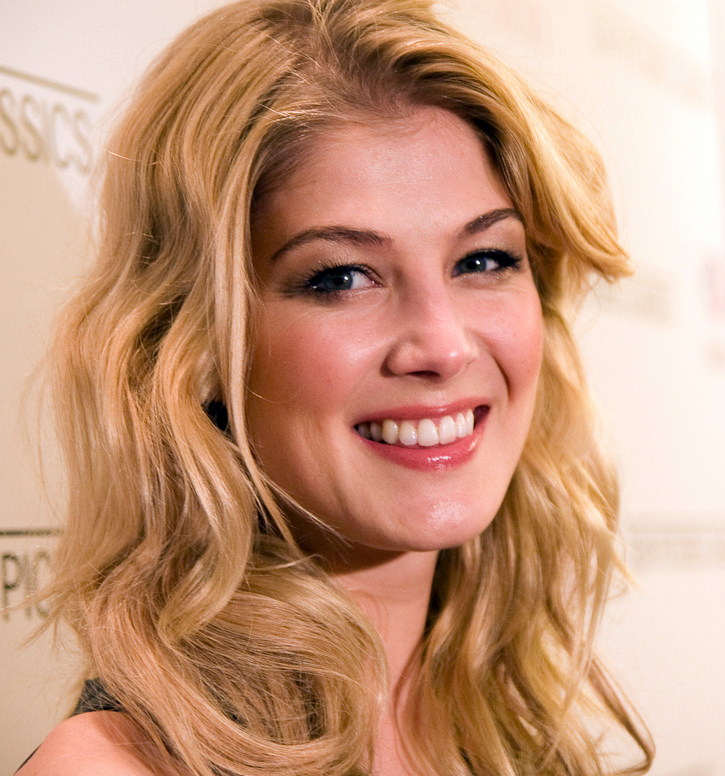
Rosamund Pike

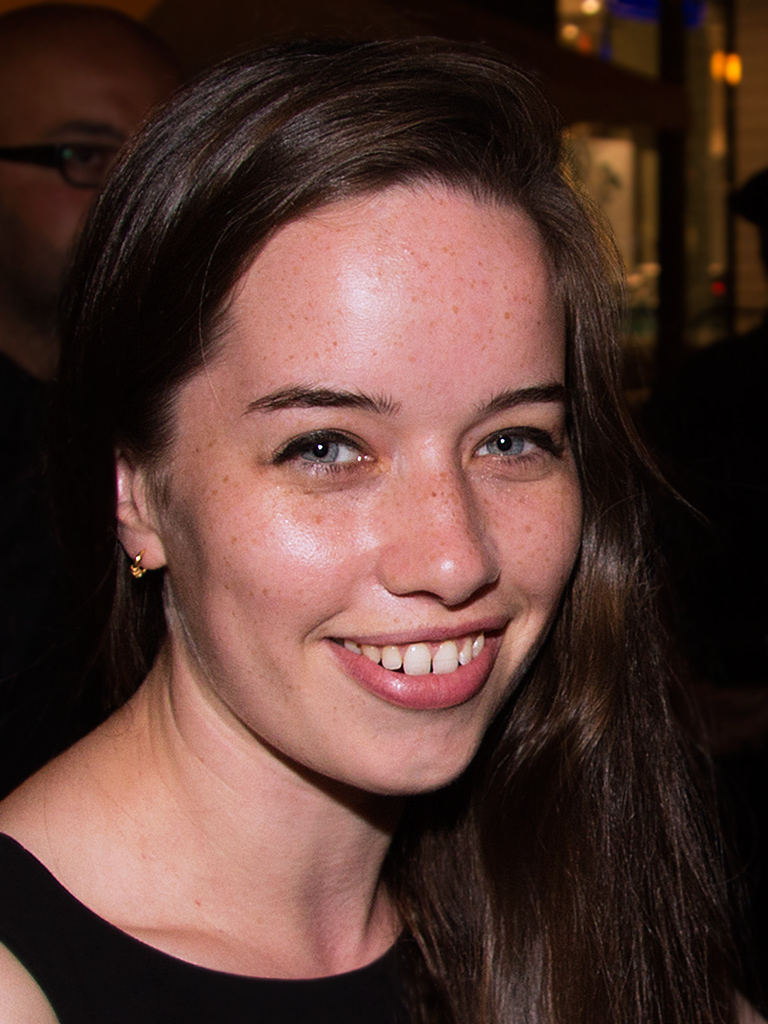
Anna Popplewell

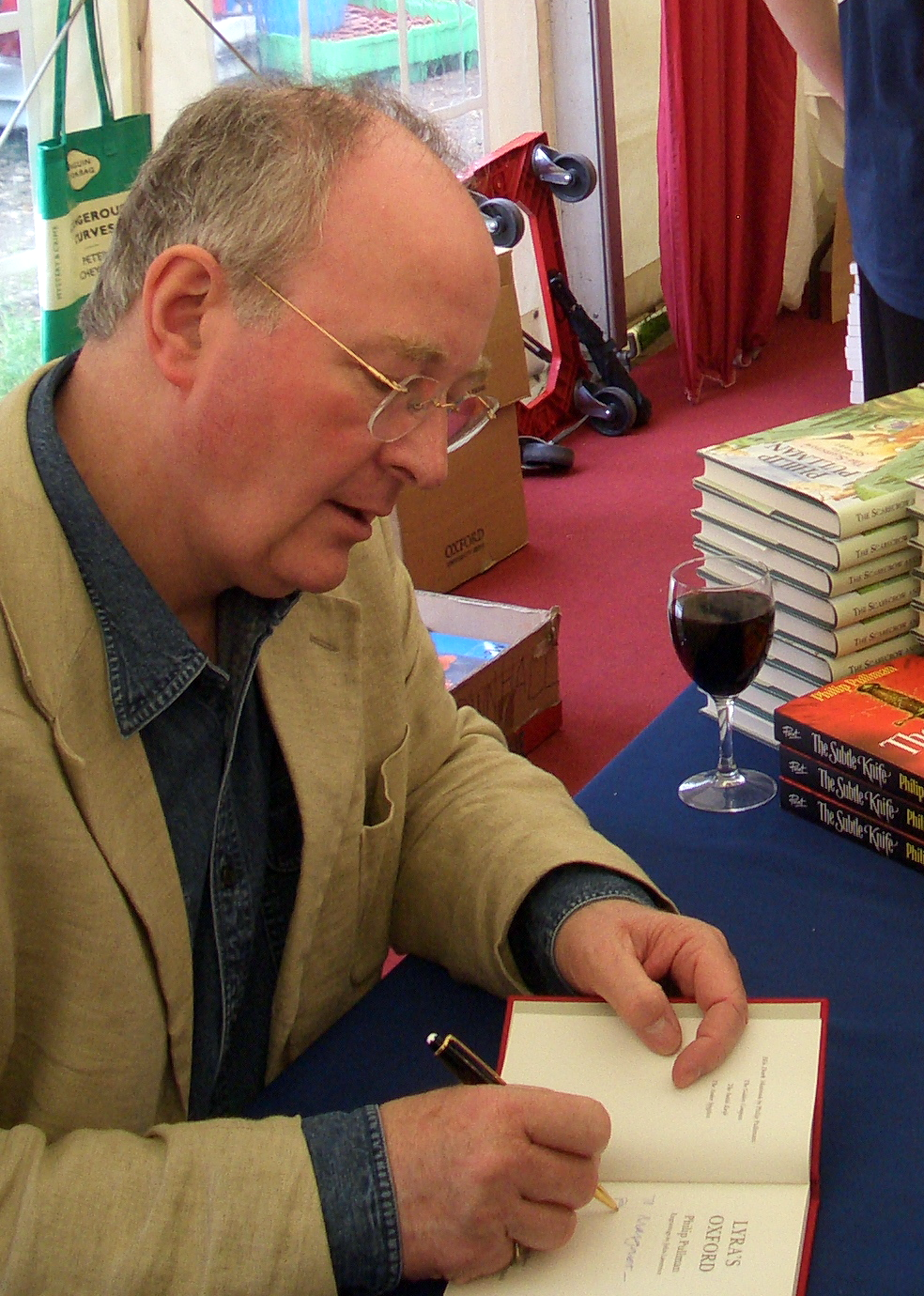
Philip Pullman

- Frederick Octavius Pickard-Cambridge
- Charles Cotesworth Pinckney
- Rosamund Pike
- Matthew Pinsent
- Raj Kumar Pitambar
- William Pitt de Oudere
- Ullin Place
- Thomas Plumtree
- Reginald Pole
- Alfred William Pollard
- Anna Popplewell
- Charles Portal
- Rachel Portman
- Rebecca Posner
- Raymond Postgate
- Dennis Potter
- Edward Bagnall Poulton
- James Pound
- Anthony Powell
- Catherine Powell
- Jonathan Powell
- Hiëronymus van Praag
- Ghillean Prance
- Uvedale Price
- Archibald Primrose
- Matthew Prior
- Philip Pullman
- Robert Putnam
- Henry James Pye

## Q

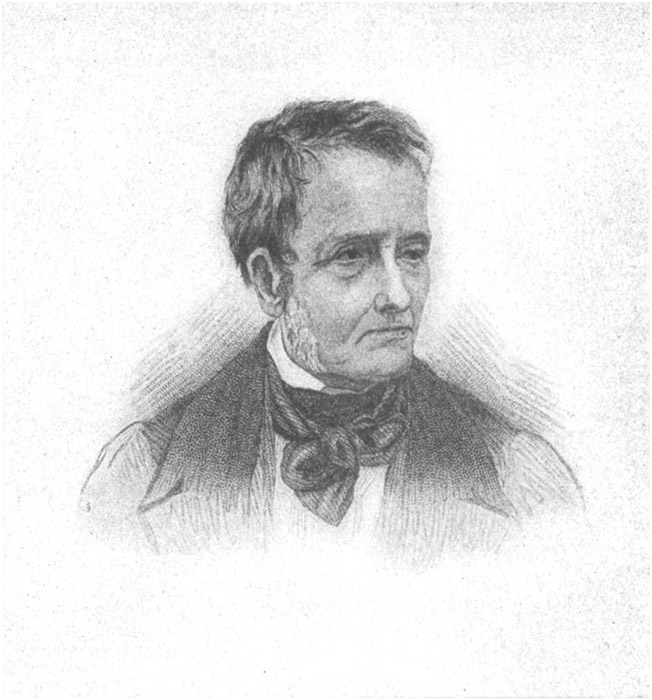
Thomas de Quincey

- Angelo Maria Querini
- Pooky Quesnel
- Diana Quick
- Thomas de Quincey
- Daniel Quillen

## R
- Dominic Raab
- Peter Raedts
- Fazlur Rahman
- Gina Raimondo
- Walter Raleigh
- Rama VI
- Charles Ramble
- José Ramos-Horta
- Uta Ranke-Heinemann
- Esther Rantzen
- Terence Rattigan
- Simon Rattle
- John Rawls
- Kate Raworth
- Oswald Rayner
- John Read
- Pete Reed
- Jacob Rees-Mogg
- Olli Rehn
- Mary Renault
- Timothy Reuter
- Susan Reynolds
- Francisco Rezek
- Cecil Rhodes
- Susan Rice
- Ivor Richard
- Annette Richards
- Hugh Richardson
- Tony Richardson
- George Rickey
- Henry Nicholas Ridley
- Michael Ridpath
- Rachel Riley
- Shaha Ali Riza
- Geoffrey Robertson
- Arthur Robinson
- Bernard W. Rogers
- Jim Rogers
- Malcolm Rogers
- Richard Rolle
- Alexander Romiszowski
- Walt Whitman Rostow
- Jacob Rothschild
- Jonathan Rowson
- Edwin de Roy van Zuydewijn
- Paul Alfred Rubens
- Bevil Rudd
- Kevin Rudd
- Robert Runcie
- Dean Rusk
- John Ruskin
- Maria Vladimirovna van Rusland
- John Russell

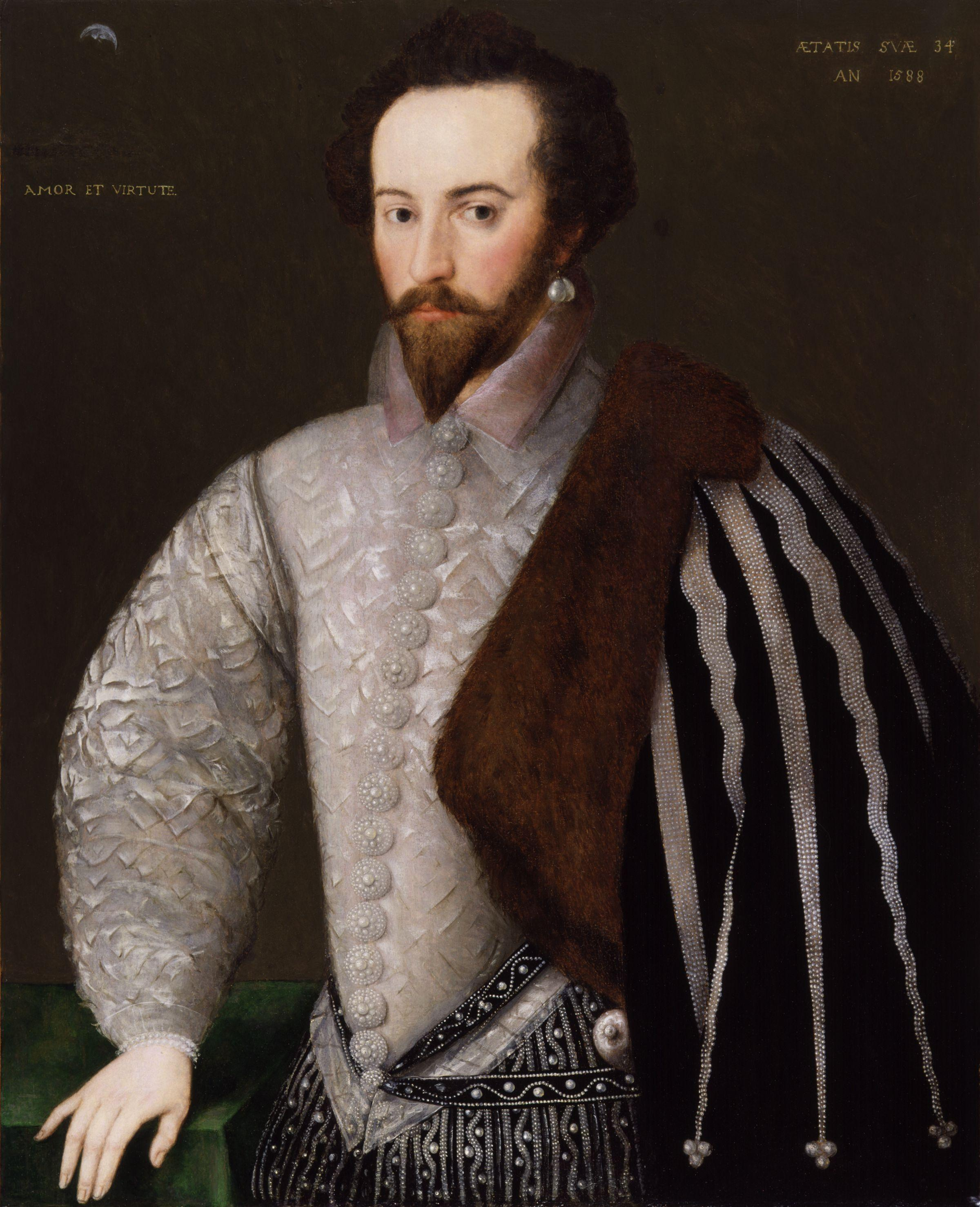
Walter Raleigh

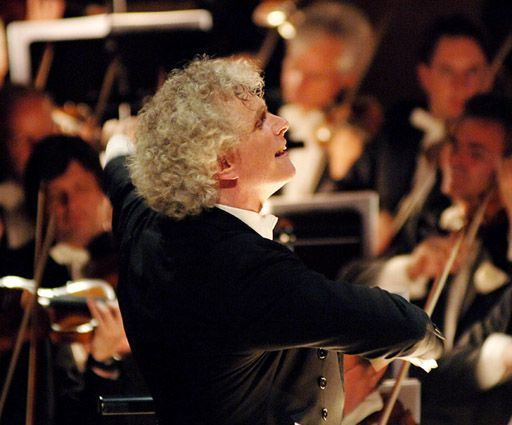
Simon Rattle

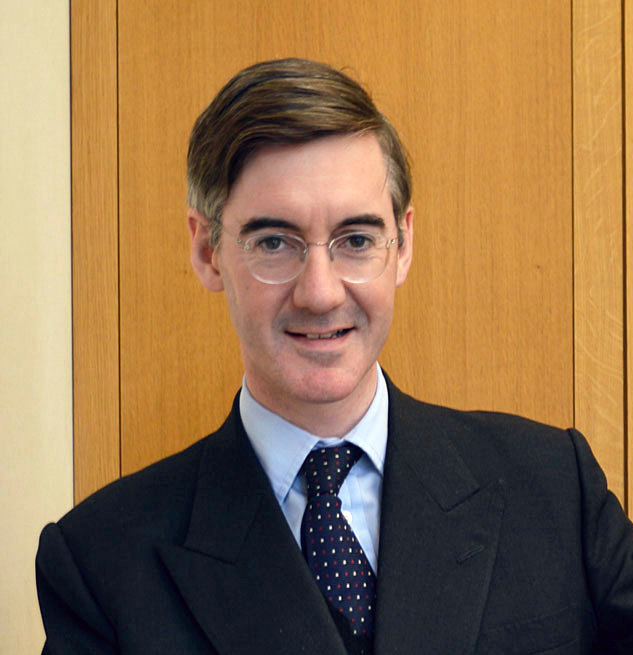
Jacob Rees-Mogg

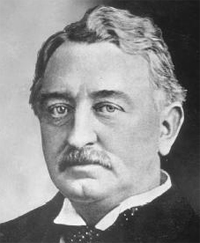
Cecil Rhodes

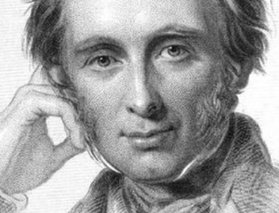
John Ruskin

Edwin de Roy van Zuydewijn

Gilbert Ryle

- William Russell, 1e hertog van Bedford
- Edward Rutledge
- Gilbert Ryle
- John Charles Ryle
- Martin Ryle
- Risto Ryti

## S
- Oliver Sacks
- Thomas Sackville
- Johannes de Sacrobosco
- Wasim Sajjad
- Herbert Samuel
- Michael Sandel
- Duncan Sandys
- Rick van Santvoord
- Cicely Saunders
- Marcus du Sautoy
- Dorothy L. Sayers
- Sayuki
- Ferdinand Canning Scott Schiller
- John Schlesinger
- Mathijs Schoffeleers
- Ernst Friedrich Schumacher
- Philip Lutley Sclater
- William Lutley Sclater
- Michael Scot
- Dana Scott
- Peter Sculthorpe
- John Searle
- Jonathan Searle
- Charles Sedley
- Taiye Selasi
- John Selden
- Wilfrid Sellars
- Caroline Series
- Vikram Seth
- Dr. Seuss
- Timothy Severin
- Gene Sharp
- George Shaw
- Percy Bysshe Shelley
- Philip Sheppard
- William Sherard
- James Shirley
- George Shuckburgh-Evelyn
- Nevil Shute
- Sidkeong Tulku Namgyal
- Philip Sidney
- Larry Siedentop
- Olivier Siegelaar
- Don Siegelman
- Radosław Sikorski
- Peter Singer
- Manmohan Singh
- John Skelton
- Robert Skidelsky

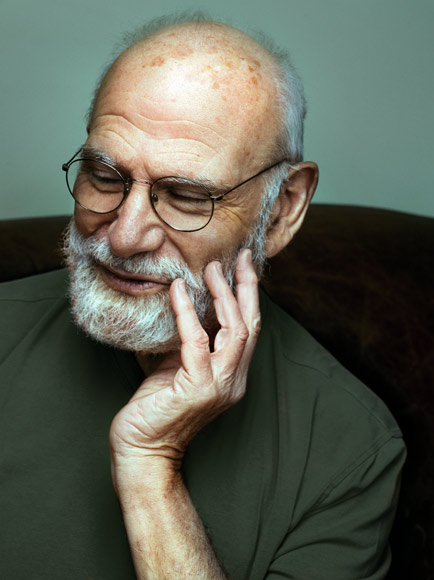
Oliver Sacks

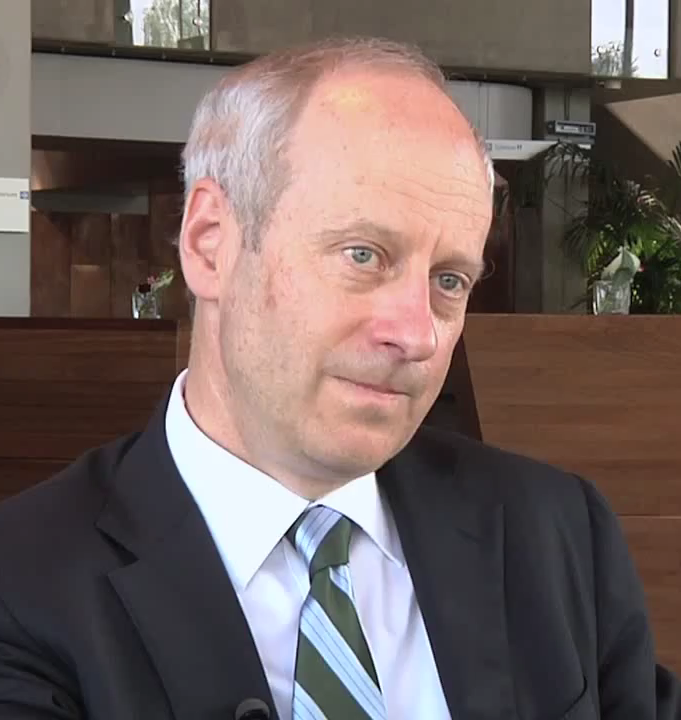
Michael Sandel

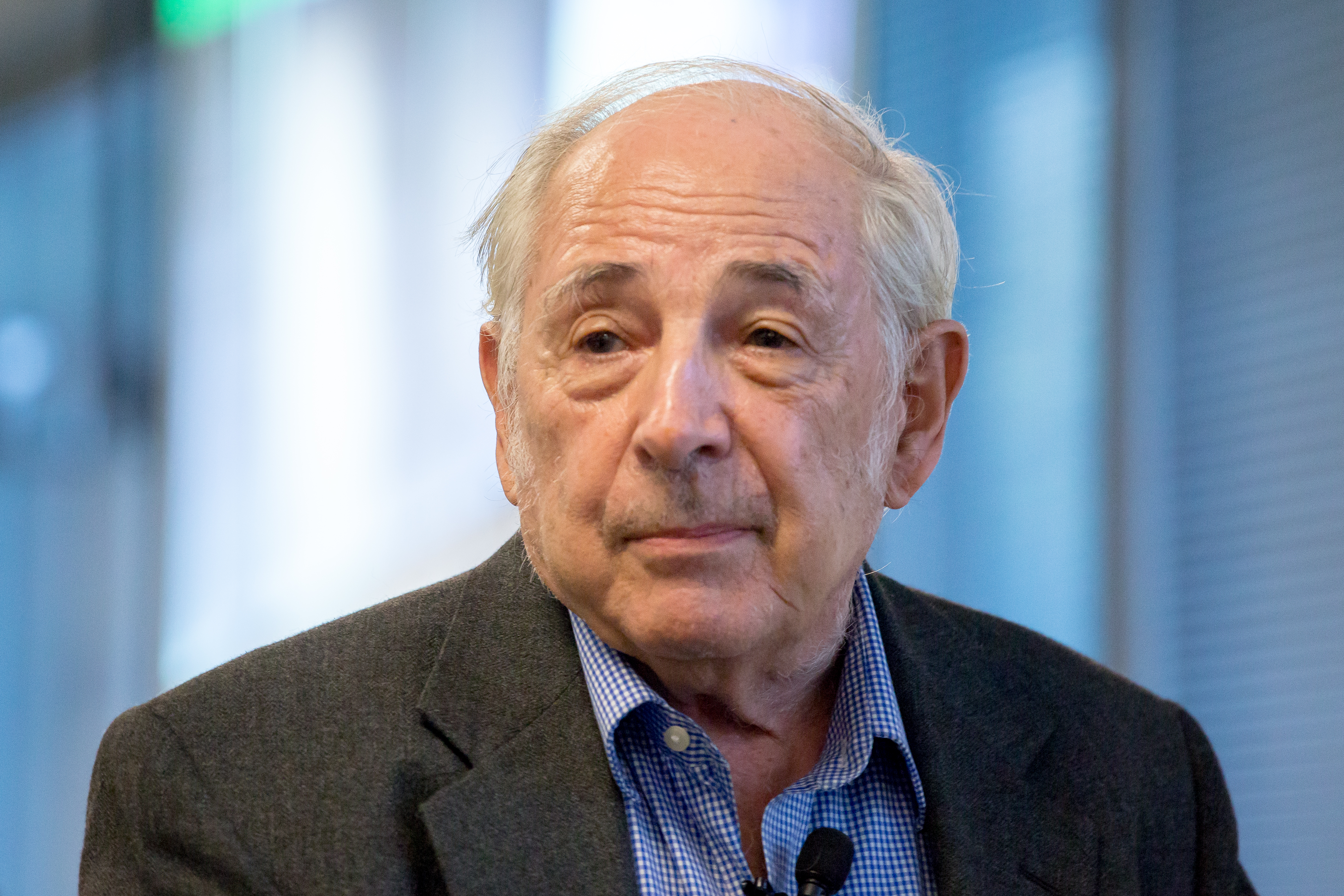
John Searle

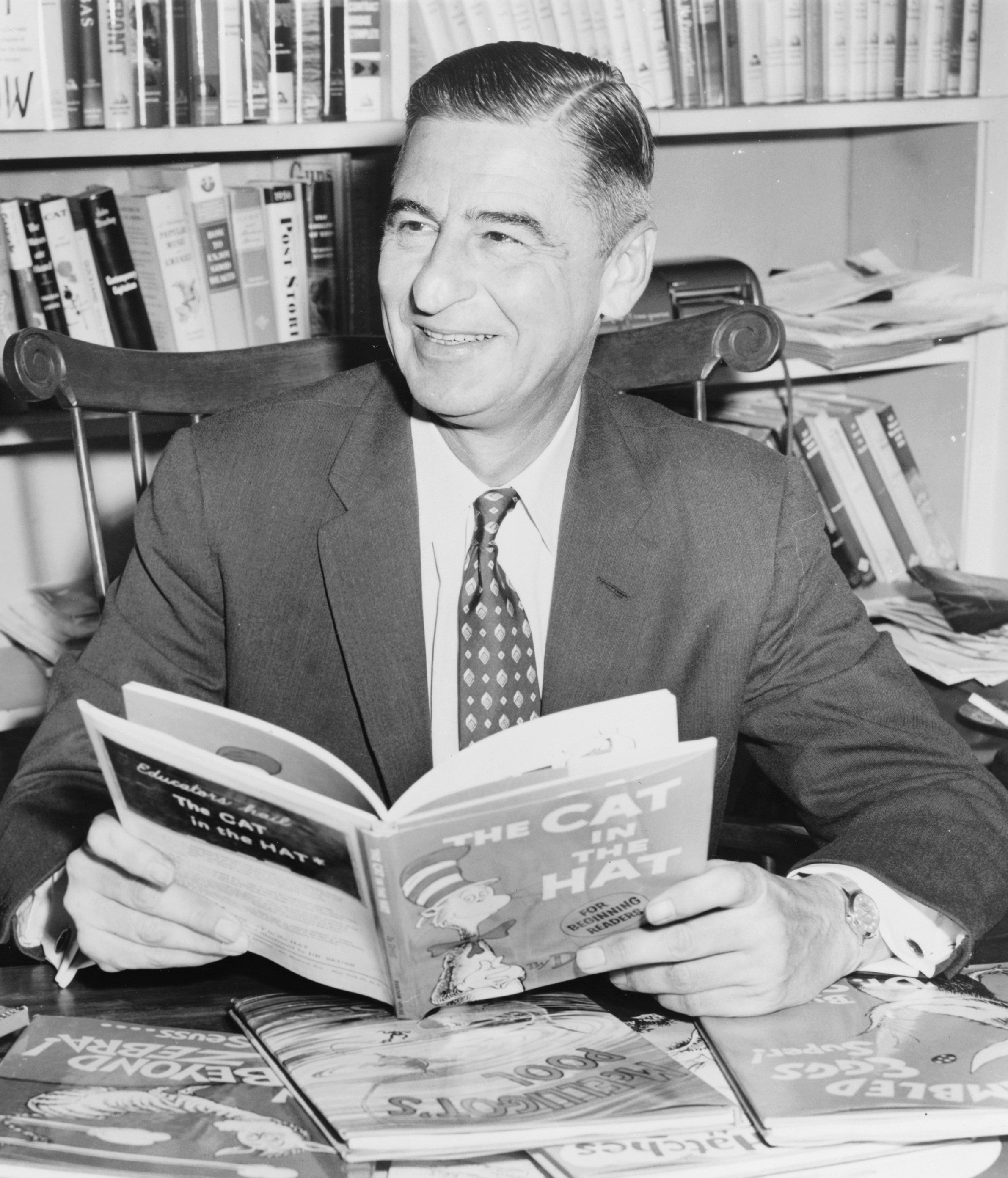
Dr. Seuss

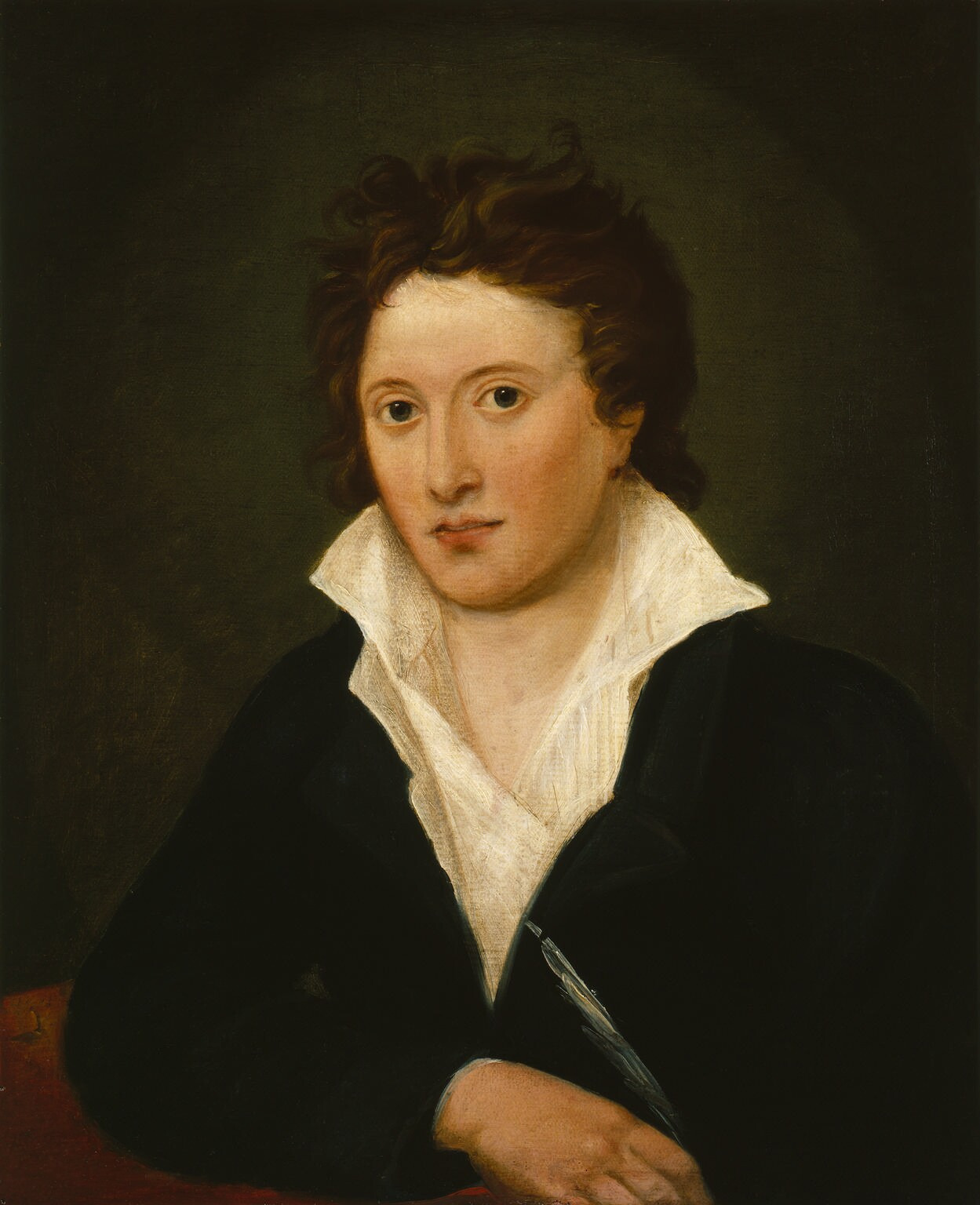
Percy Bysshe Shelley

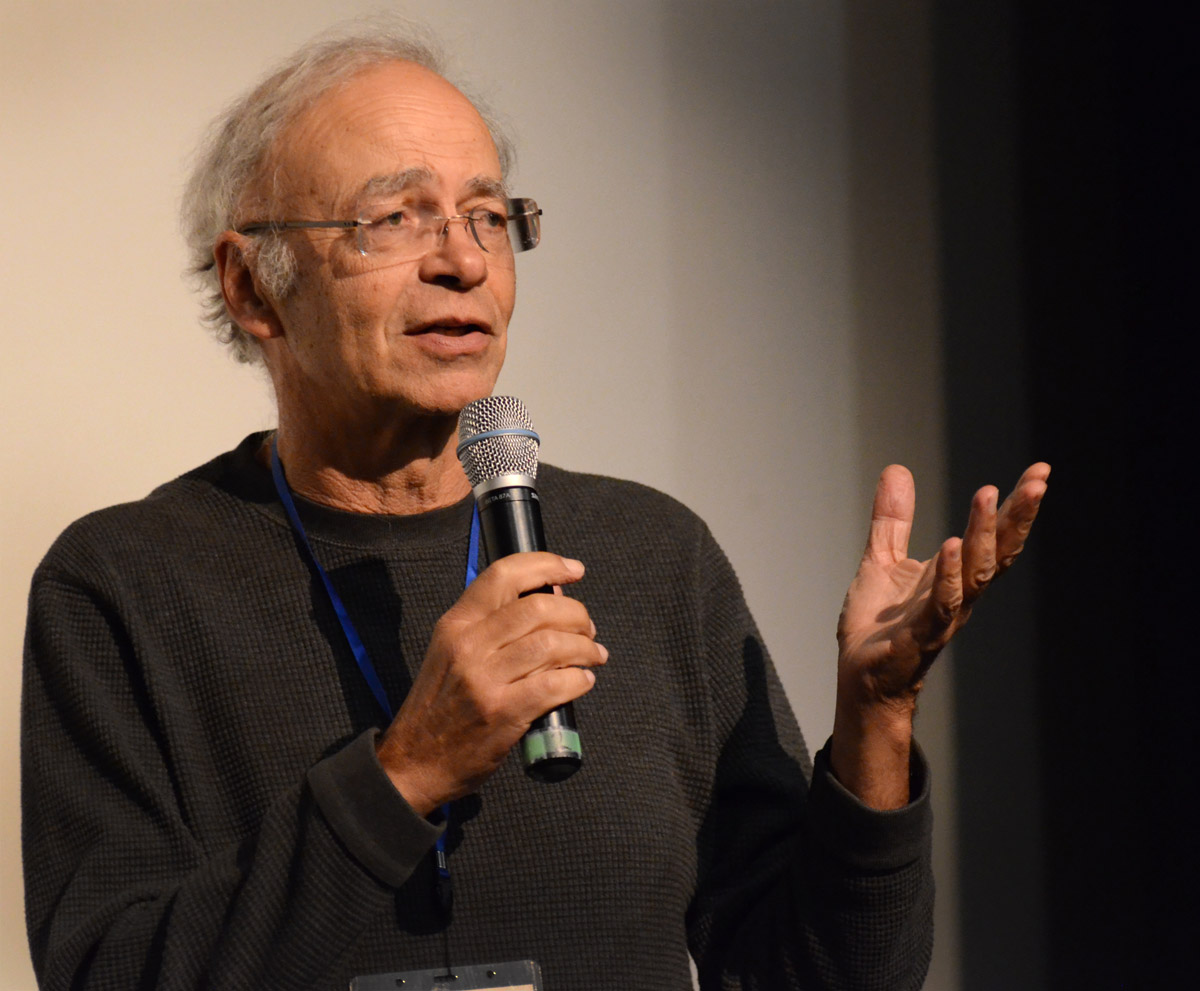
Peter Singer

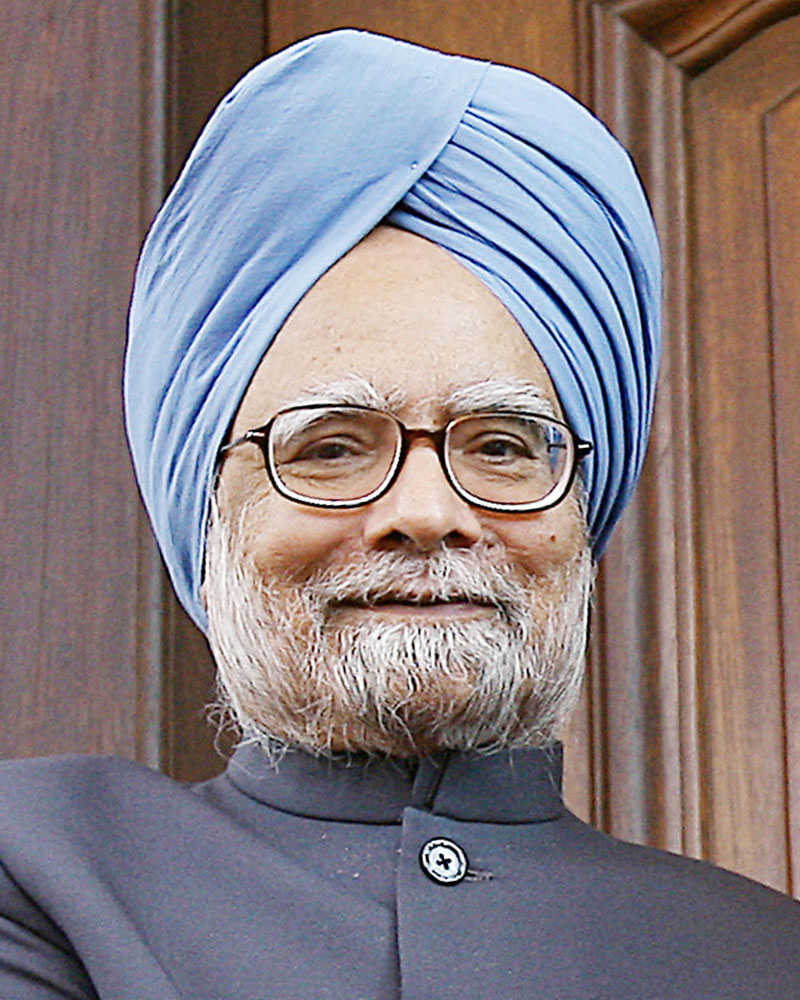
Manmohan Singh

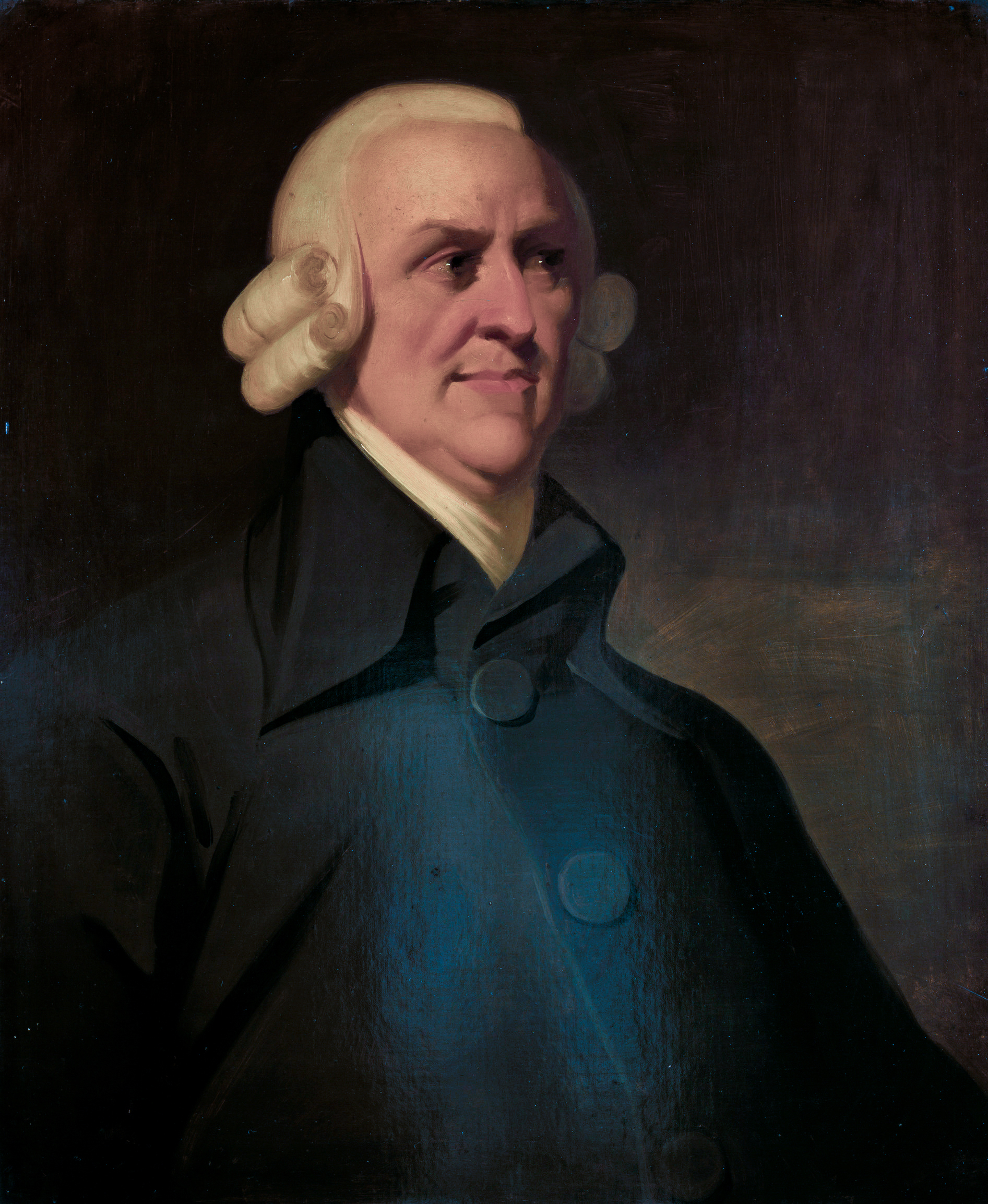
Adam Smith

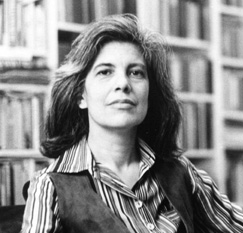
Susan Sontag

Joseph Stiglitz

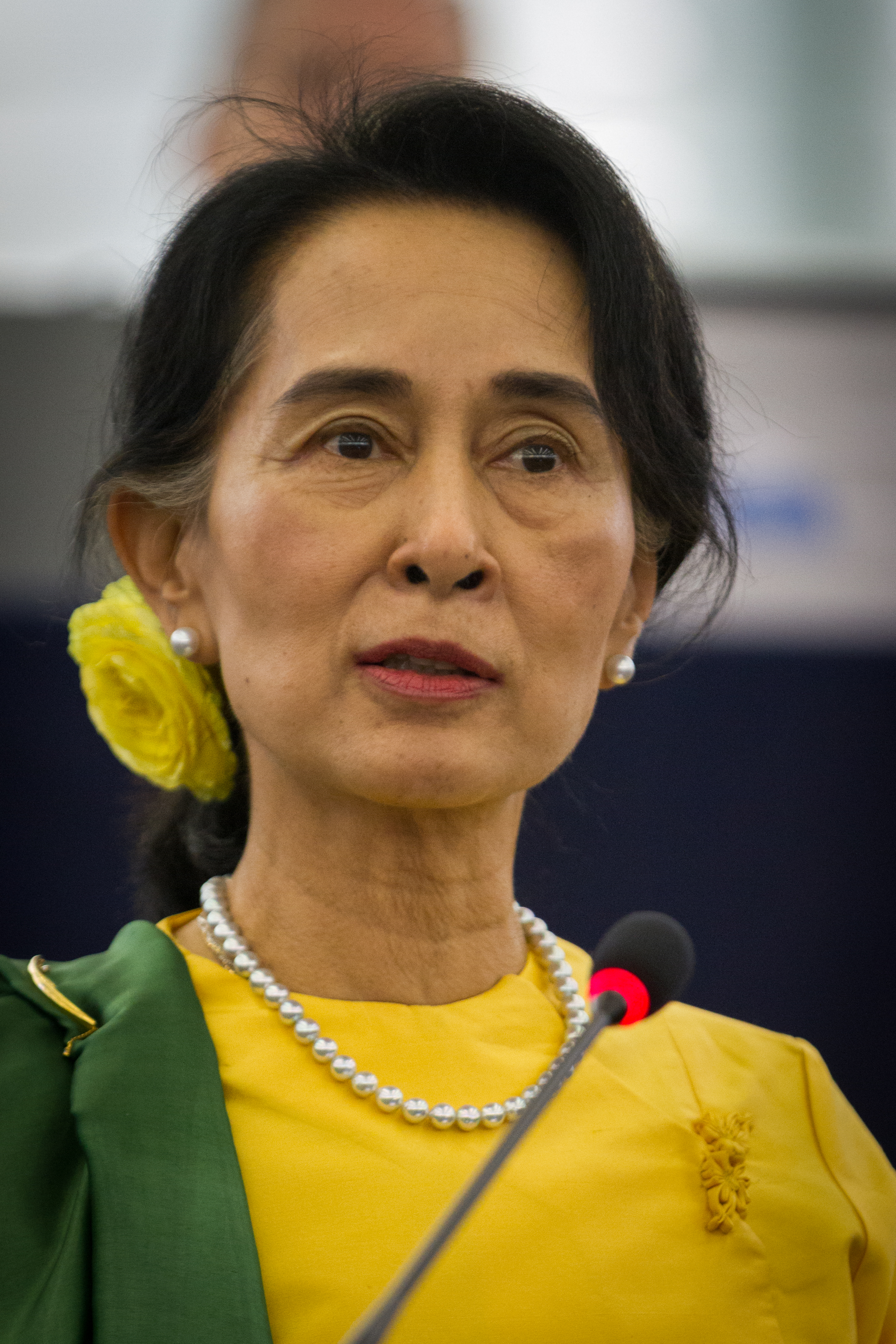
Aung San Suu Kyi

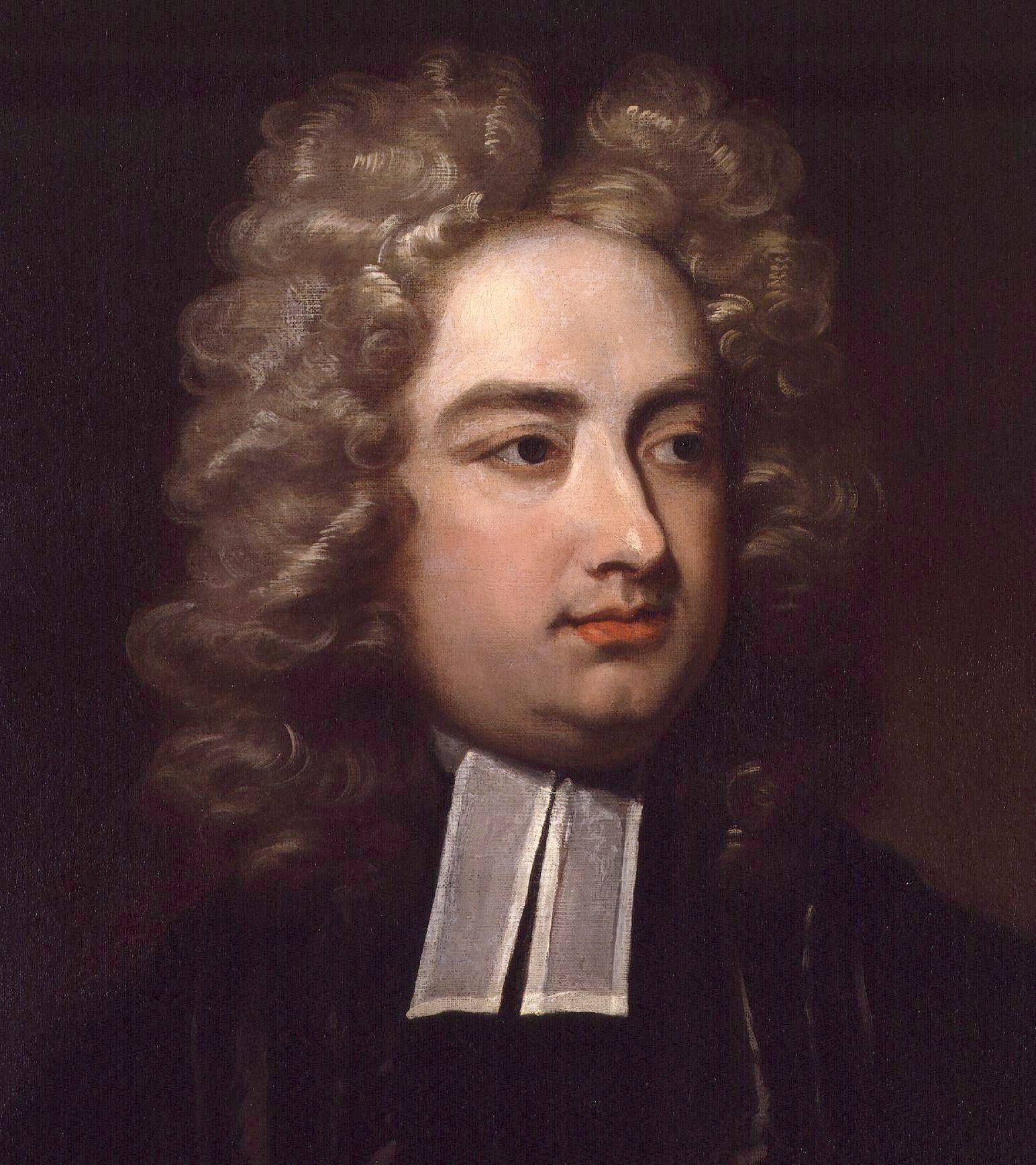
Jonathan Swift

- Christiaan Victor van Sleeswijk-Holstein-Sonderburg-Augustenburg
- Adam Smith
- Augustus Smith
- Henry John Stephen Smith
- Jacqui Smith
- Mel Smith
- Oliver Smithies
- James Smithson
- Edward Smith-Stanley
- Kate Smurthwaite
- Timothy Snyder
- Frederick Soddy
- Susan Sontag
- Enele Sopoaga
- Cornelia Sorabji
- David Souter
- Robert Southey
- Róbert Spanó
- Jeany Spark
- Jon Speelman
- John Hanning Speke
- Michael Spence
- Stephen Spender
- Ernst Stadler
- John Stainer
- John Roddam Spencer Stanhope
- Mark Stanhope
- John Stanley
- Olaf Stapledon
- Richard Steele
- George Steiner
- George Stephanopoulos
- Nicholas Stern
- Siaka Stevens
- Rory Stewart
- Joseph Stiglitz
- James Stirling
- Leopold Stokowski
- Lawrence Stone
- Martin Stopford
- Yannis Stournaras
- Gilbert Strang
- Peter Frederick Strawson
- Hugh Edwin Strickland
- Miquel Strubell i Trueta
- Philip Stubbes
- Huseyn Shaheed Suhrawardy
- Sun Shuyun
- Rishi Sunak
- Anders Sunesen
- Aung San Suu Kyi
- Henry Sweet
- Jonathan Swift
- Algernon Swinburne
- Richard Swinburne
- Richard Swineshead
- Richard Sykes
- Ronald Syme

## T

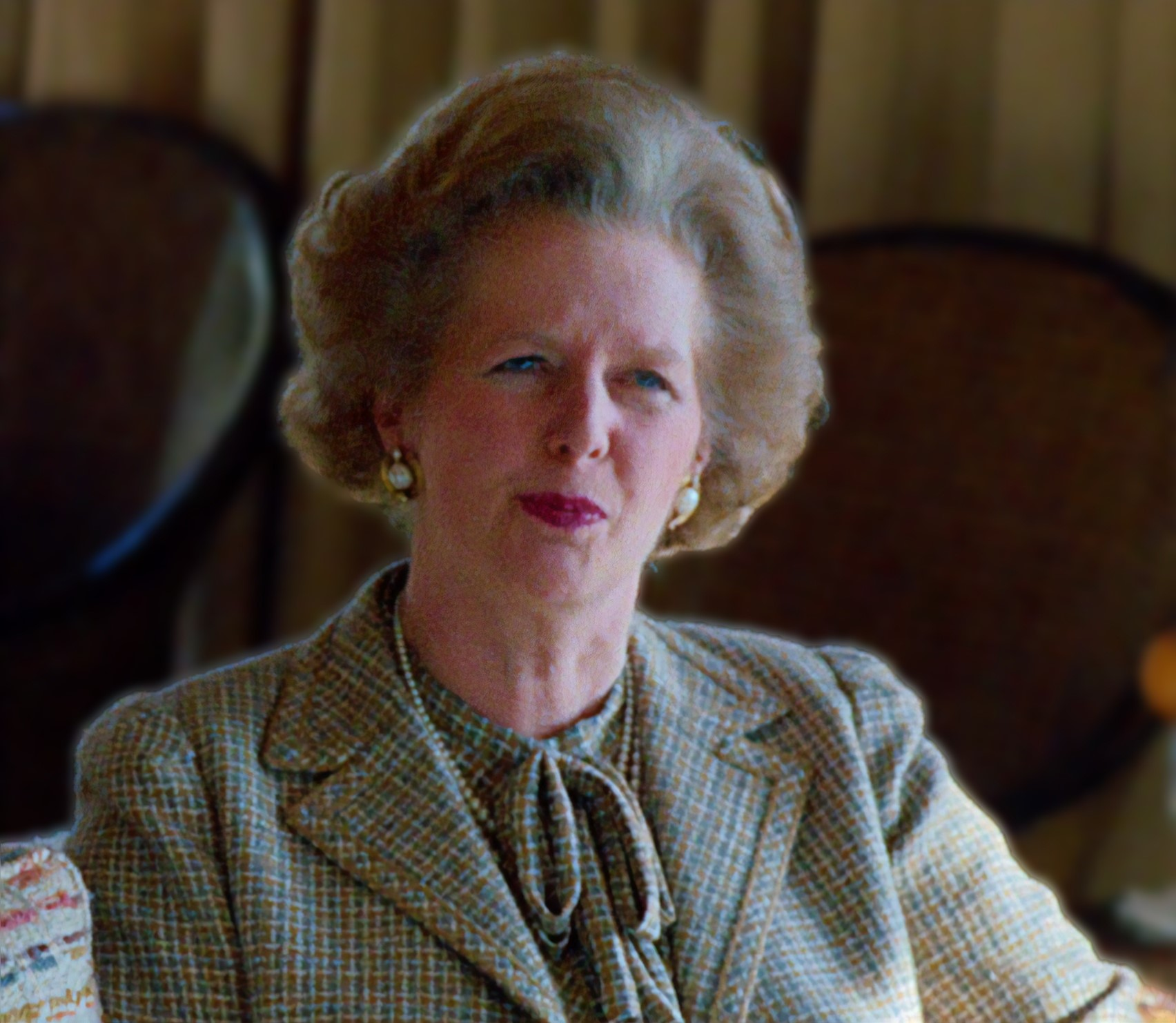
Margaret Thatcher

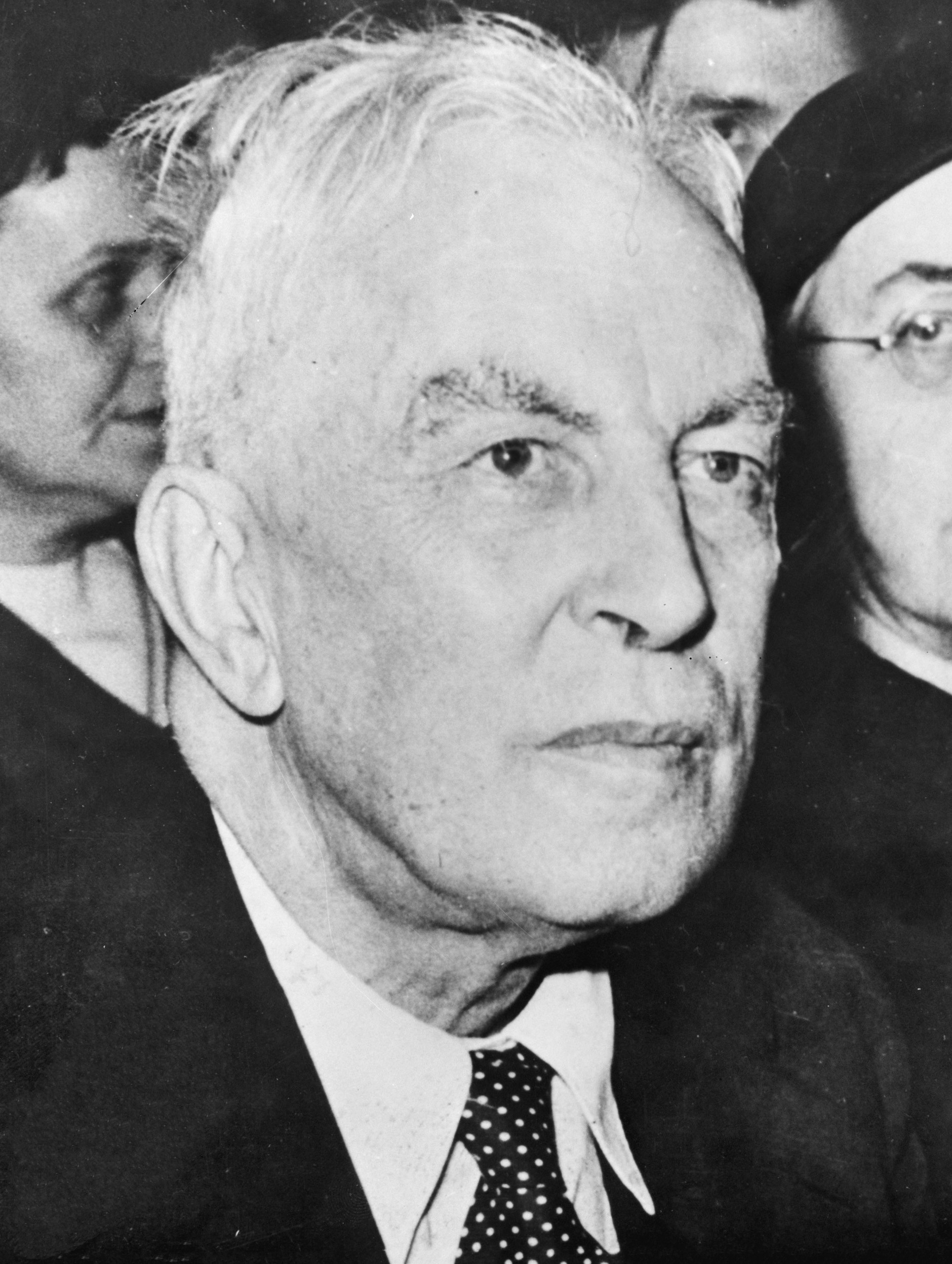
Arnold Joseph Toynbee

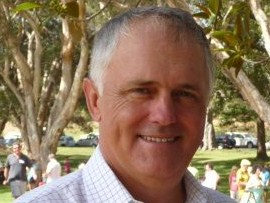
Malcolm Turnbull

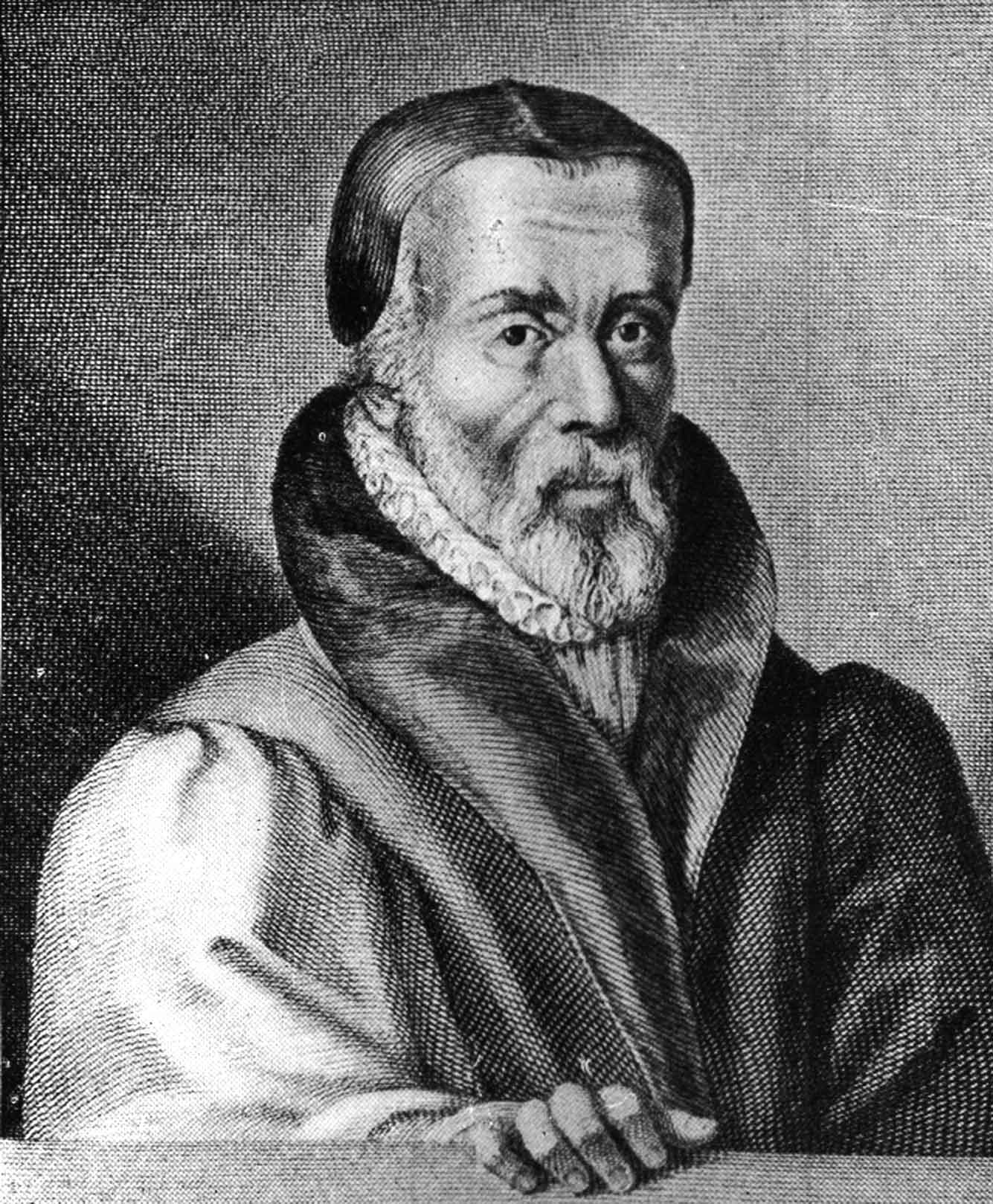
William Tyndale

- June Tabor
- John Taverner
- A.J.P. Taylor
- Charles Taylor
- Michael Teitelbaum
- Margaret Thatcher
- Louis Theroux
- Wilfred Thesiger
- Harold Warris Thompson
- Alan Thornhill
- Jeremy Thorpe
- Francis Throckmorton
- Charles Tilly
- Edward B. Titchener
- Tommaso Tittoni
- Alexander Todd
- Christopher Tolkien
- J.R.R. Tolkien
- Simon Tolkien
- Thomas Tomkins
- Colin Michael Touchin
- Charles Townshend
- Arnold Toynbee
- Arnold Joseph Toynbee
- Thomas Traherne
- Andrew Triggs-Hodge
- Henry Baker Tristram
- Joanna Trollope
- Nell Truman
- Elizabeth Truss
- Efklidis Tsakalotos
- Yi-fu Tuan
- William G. Tucker
- Jethro Tull
- George Tupou V
- Malcolm Turnbull
- Denys Turner
- John Turner
- William Tyndale
- Andrew Tyrie

## U

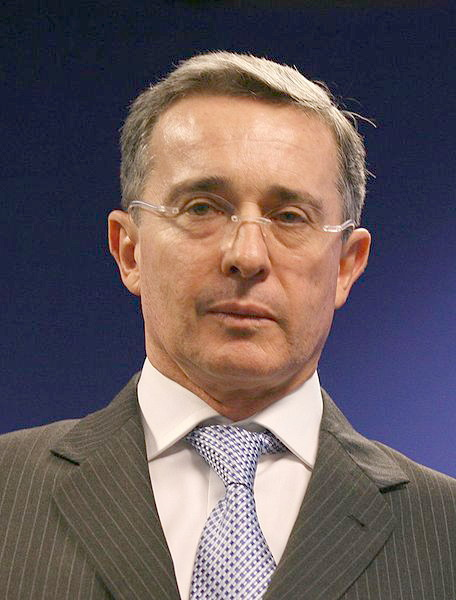
Álvaro Uribe

- Nicholas Udall
- Mihai Răzvan Ungureanu
- Álvaro Uribe
- Brian Urquhart

## V

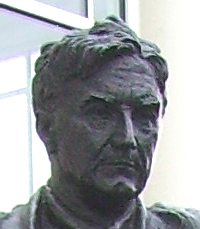
Ralph Vaughan Williams

- Frank Vandenbroucke
- Hendrik J. Vandewyer
- John Robert Vane
- William Vane
- Henry Vaughan
- Ralph Vaughan Williams
- Abhisit Vejjajiva
- Richard Verstegen
- Marc Verstraete
- Geoffrey Vickers
- Brian Vickery
- Nicholas Aylward Vigors
- David Vitter
- Rudolf Vleeskruijer

## W

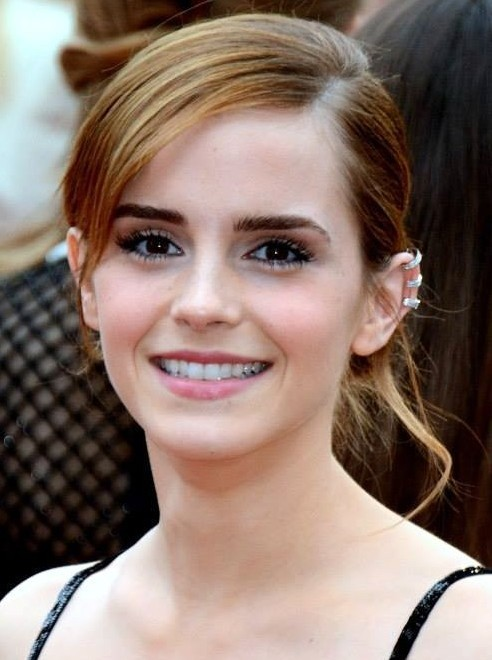
Emma Watson

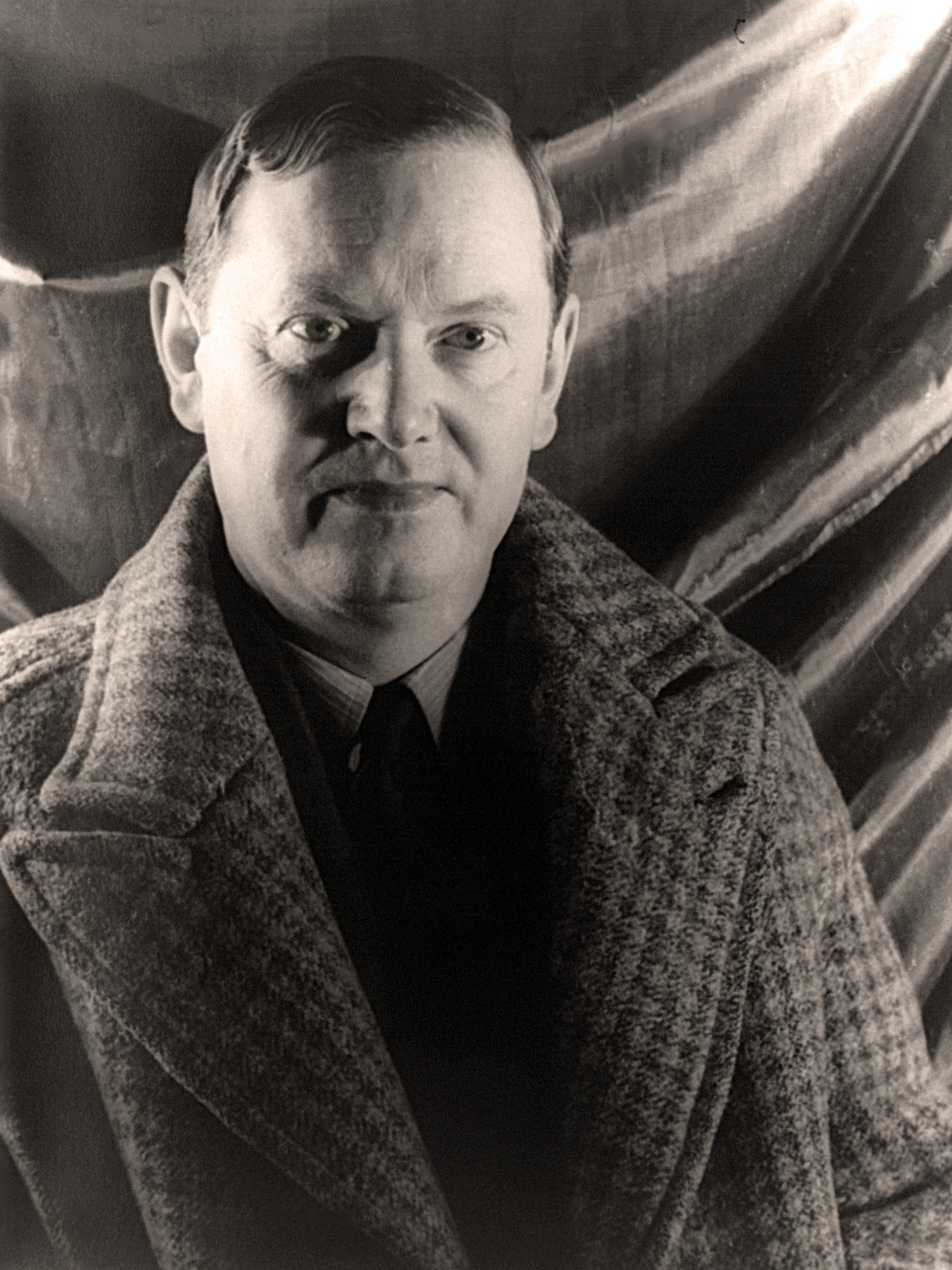
Evelyn Waugh

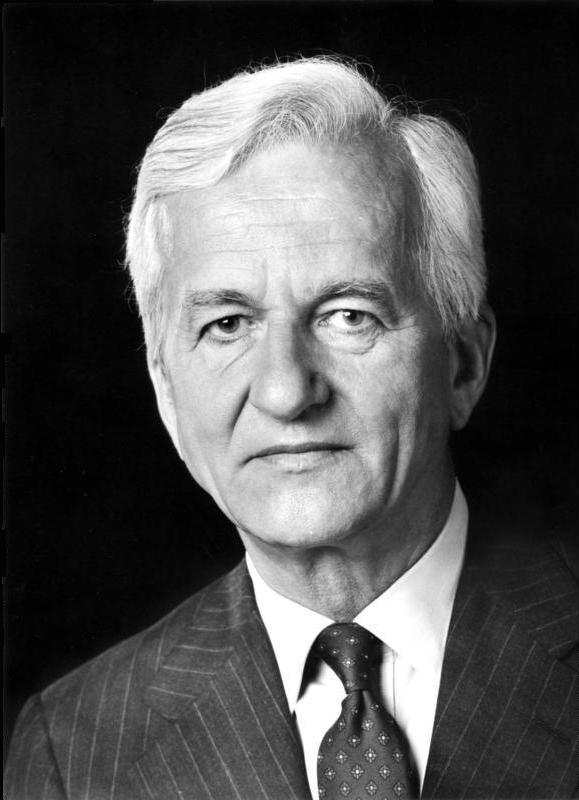
Richard von Weizsäcker

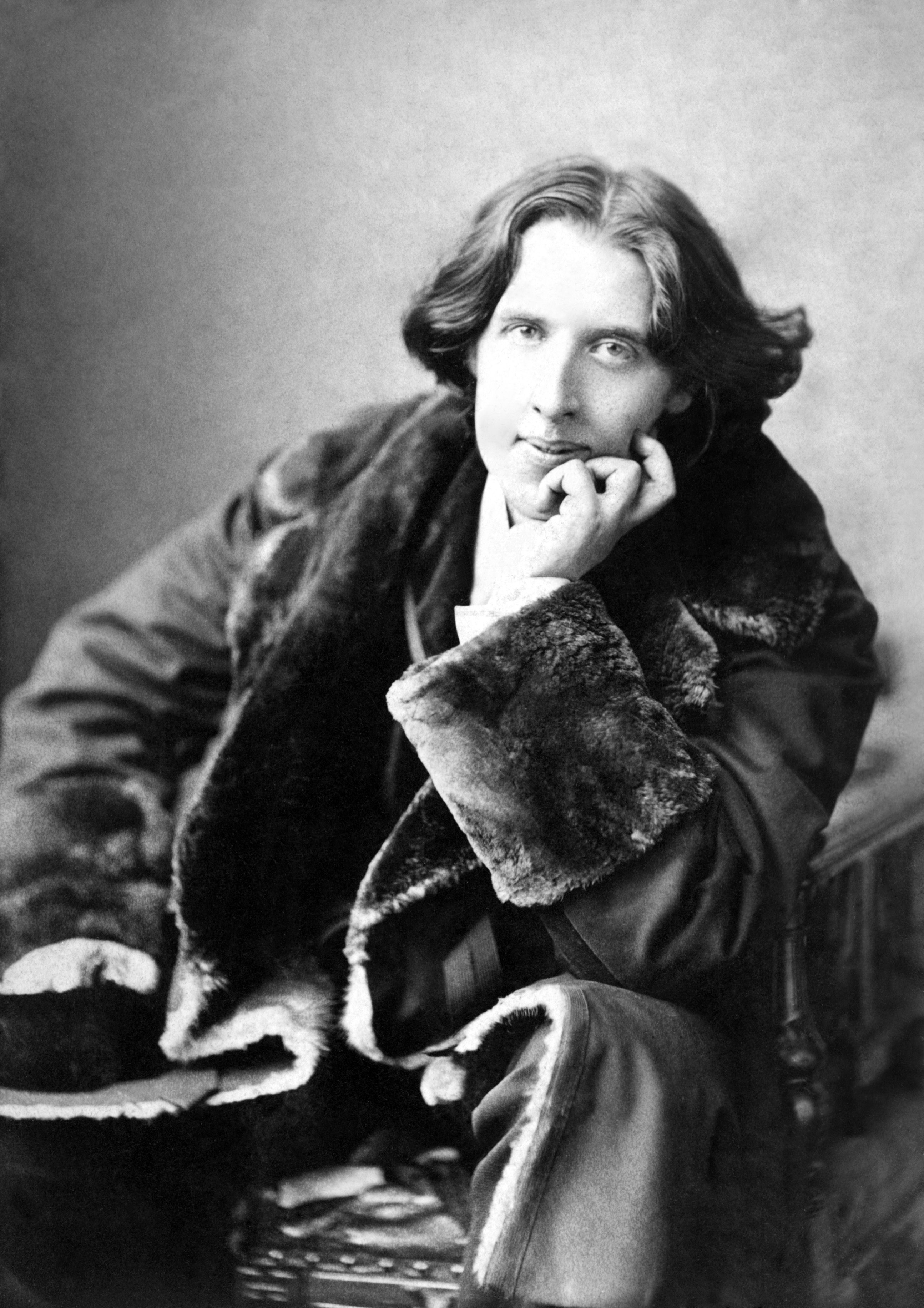
Oscar Wilde

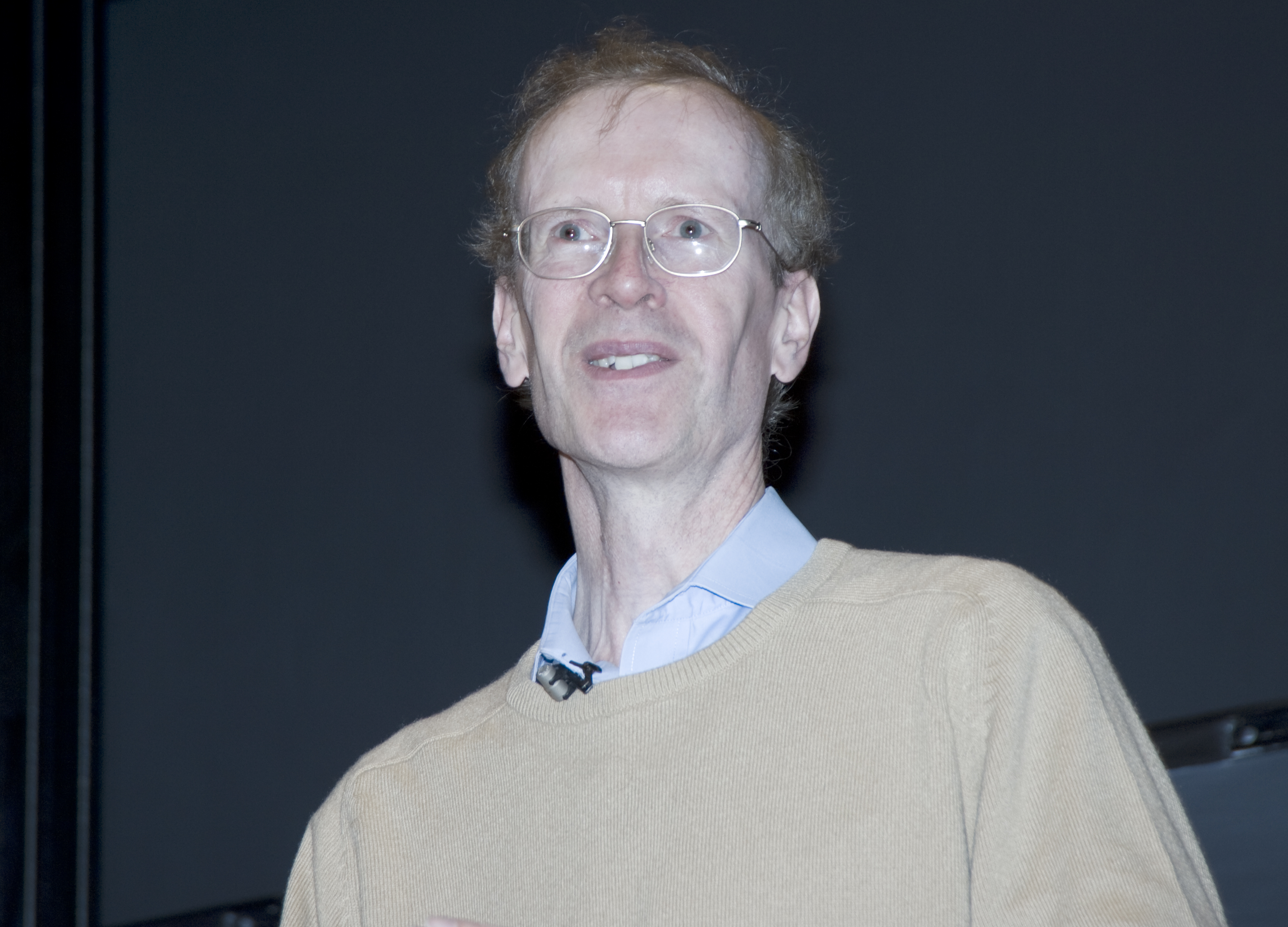
Andrew Wiles

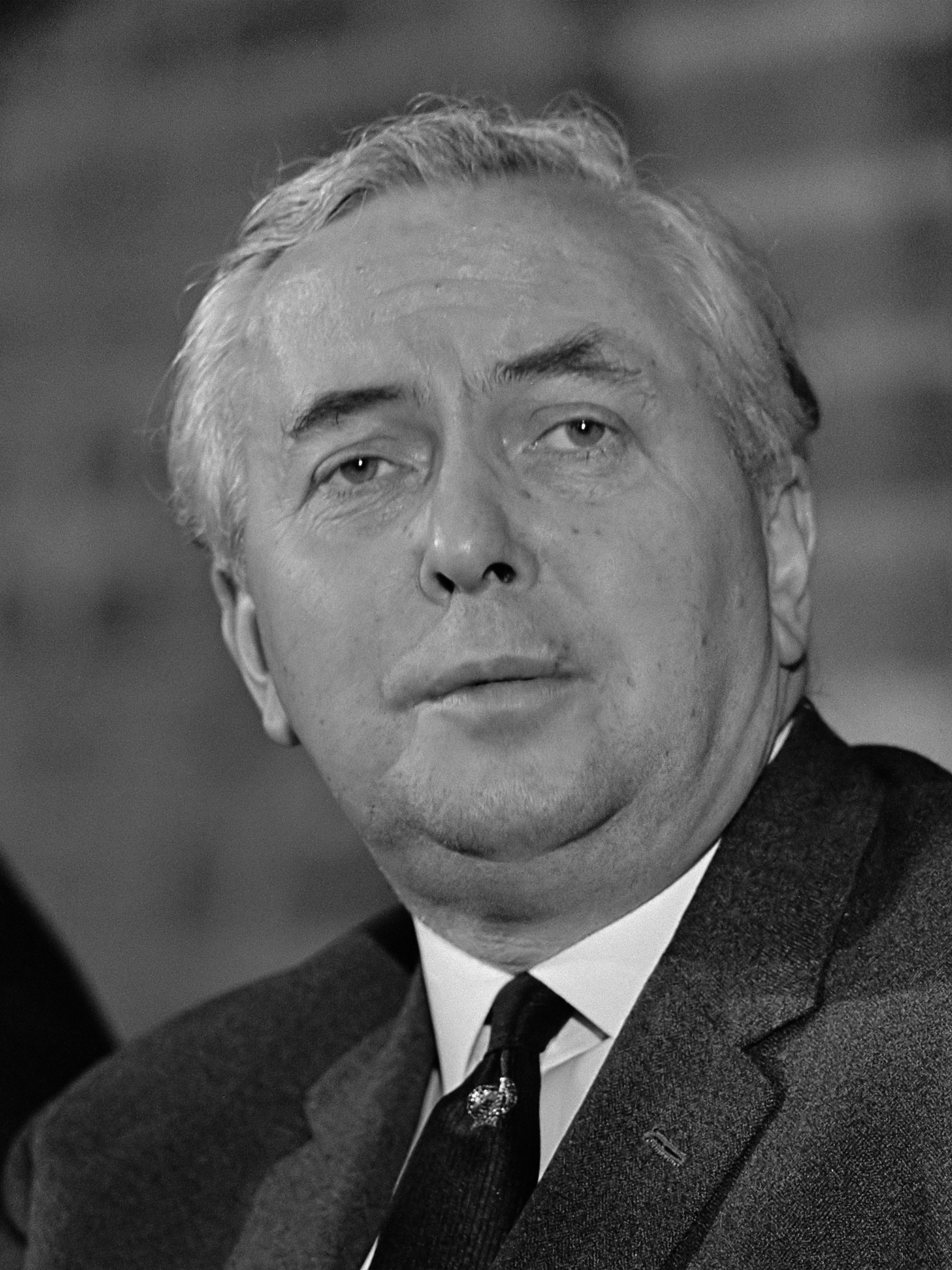
Harold Wilson

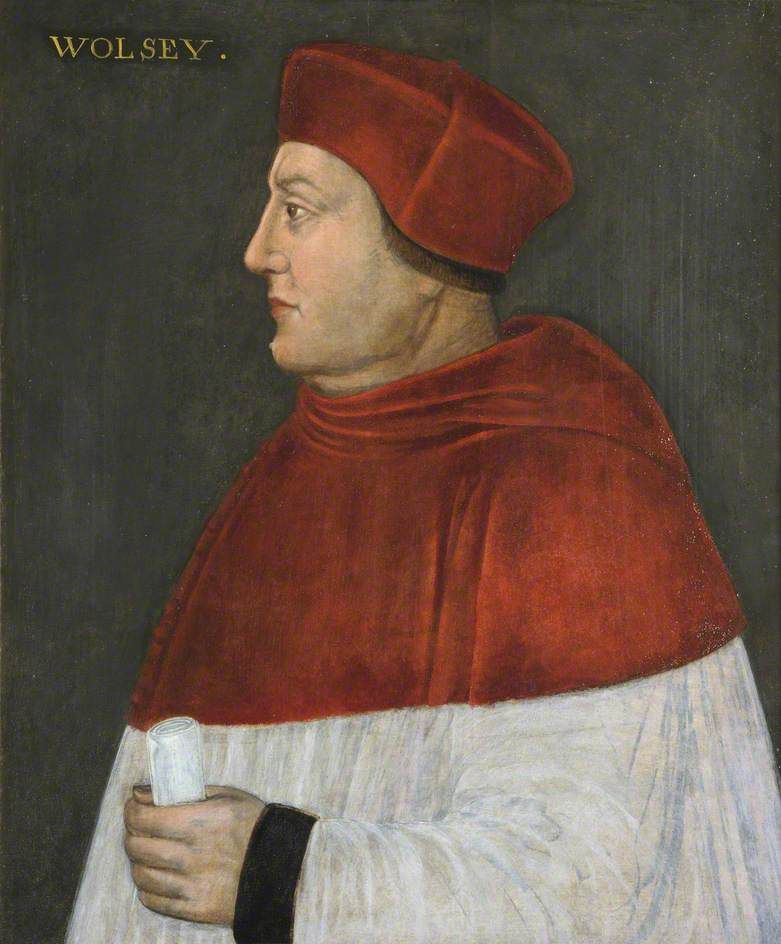
Thomas Wolsey

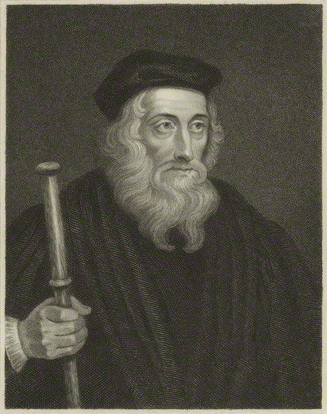
John Wyclif

- Walraad Frederik van Waldeck-Pyrmont
- Humphrey Waldock
- Sonya Walger
- John E. Walker
- Lucy Walker
- Graham Wallas
- Richard van Wallingford
- William Walton
- Jigme Khesar Namgyel Wangchuk
- Tom Ward
- William Warham
- Peter Warlock
- Marina Warner
- William Warner
- Robert Penn Warren
- Joseph Warton
- Thomas Warton
- Robert Washburn
- Emma Watson
- Thomas Watson
- Evelyn Waugh
- Ruby Wax
- William Webb Ellis
- Richard von Weizsäcker
- Bill Weld
- Arthur Valerian Wellesley
- Richard Wellesley
- Charles Wesley
- John Wesley
- Jake Wetzel
- Julia Whelan
- Eric Walter White
- George Whitefield
- Gilbert White
- John Henry Constantine Whitehead
- Paul Whitehead
- Thomas Whythorne
- Christopher Wickham
- Nira Wickramasinghe
- Ann Widdecombe
- Thomas Ernst Josef Wiedemann
- Philip Wilby
- Oscar Wilde
- Arthur Wilder-Smith
- Andrew Wiles
- Bernard Williams
- Eric Williams
- Rowan Williams
- Timothy Williamson
- Norman Willis
- John Wilkins
- John Gardner Wilkinson
- Thomas Willis
- John Wilmot
- Harold Wilson
- Ian Wilson
- Frederick Windsor
- Gabriella Windsor
- George Windsor
- Nicholas Windsor
- Jeanette Winterson
- Stevie Wishart
- Martin Wolf
- Naomi Wolf
- Tobias Wolff
- Stephen Wolfram
- Thomas Wolsey
- Anthony Wood
- Edward Frederick Lindley Wood
- James Woodforde
- Francis Valentine Woodhouse
- Ngaire Woods
- Leslie Wormald
- Katharine Worsley
- Christopher Wren
- William Wycherley
- John Wyclif
- John Wyndham

## Y

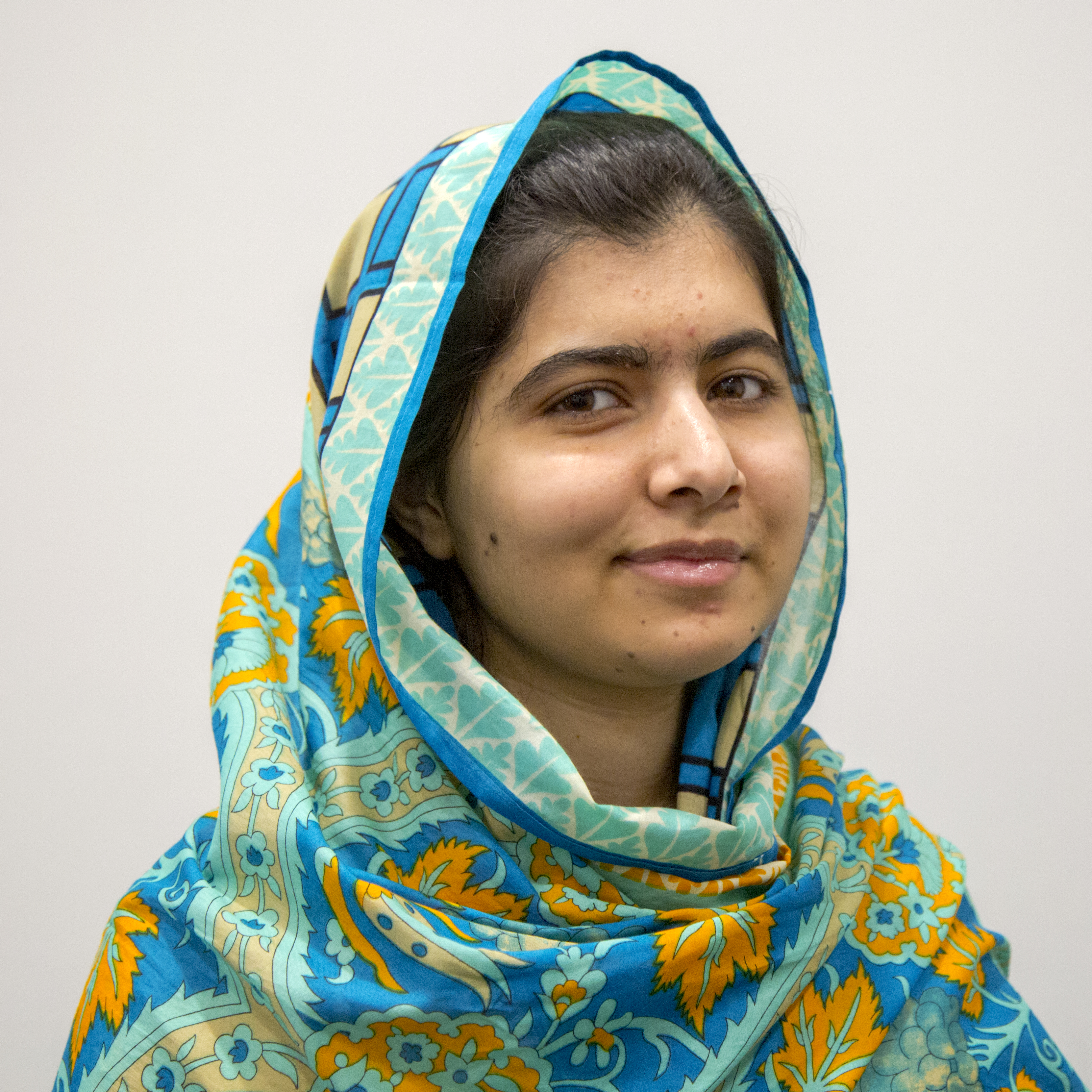
Malala Yousafzai

- Mara Yamauchi
- Gladys Yang
- Yang Xianyi
- William Yates
- Owain Yeoman
- Michael York
- Bellamy Young
- Edward Young
- Malala Yousafzai

## Z

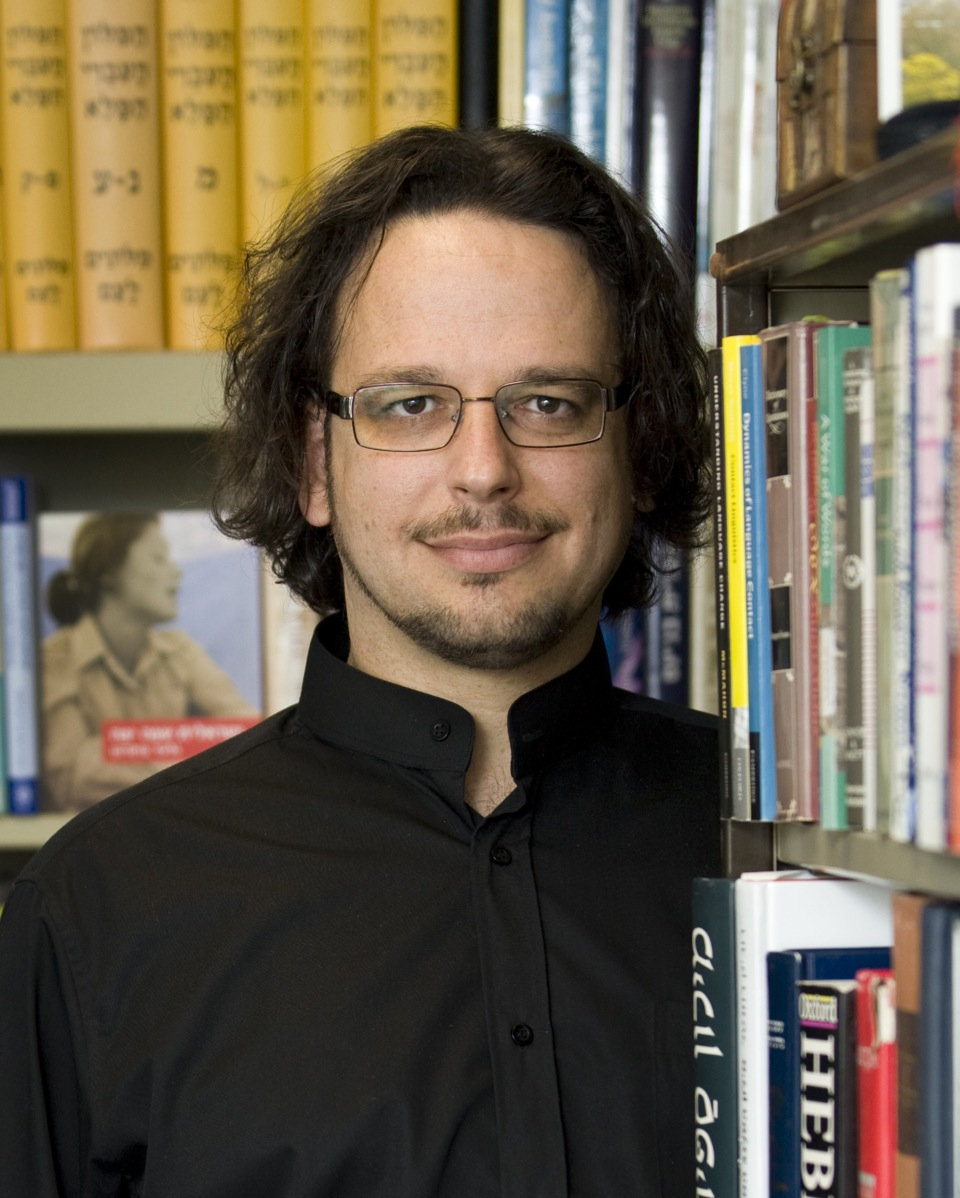
Ghil'ad Zuckermann

- Robert Charles Zaehner
- Adam Zamoyski
- Bilawal Bhutto Zardari
- Ghil'ad Zuckermann